# FC Bayern München
Az FC Bayern München (teljes nevén: Fußball-Club Bayern München eingetragener Verein) Németország legsikeresebb labdarúgócsapata. A klubot Franz John alapította 1900. február 27-én Münchenben, és ő lett a csapat első elnöke is. Sportegyesületként több, mint 400.000 taggal rendelkezik, így a legnagyobb sportegyesület a világon. A klub elnöke, Herbert Hainer bejelentette a klub 125. évfordulóján, hogy az egyesület elérte a 400.000 tagot.
A bajorországi csapat jelenleg a német labdarúgó bajnokság (Fußball-Bundesliga) első osztályában szerepel. Minden évben résztvevője a német labdarúgó kupának (Deutscher Fußball-Bund-Pokal), valamint évek óta Európa legjobbjaival mérkőzik meg az együttes a UEFA-bajnokok ligája idényeiben. Az egyesület tagja a Német Labdarúgóligának (DFL), mely a bajnokság gazdasági ügyeinek rendszerezéséért felelős, és az Európai Klubszövetségnek (ECA), az európai klubcsapatok gazdasági és érdekvédelmi szervezetének, amely elnöke a Bayern München gazdasági társaságának (FC Bayern München AG) igazgatója, Karl-Heinz Rummenigge.
Németország legsikeresebb együttese. Ennek megfelelően kapta németül a „der Rekordmeister”, magyarul „A Rekordbajnok” becenevet, melyet 30 bajnoki elsőségével és 20 kupagyőzelmével érdemelt ki.
Az FC Bayern München megjelenésére a hazai mezeken alapként használt piros, vörös szín és a fehér vagy kék szín kombinációja jellemző. Az idegenbeli mezen általában a fehér szín szerepel hangsúlyosan, míg a harmadik számú szerelésen a sötétebb elemek dominálnak. Az egyesület mezgyártója az Adidas.
Az egyesület története során számos alkalommal váltott stadiont. A klub leghíresebb otthont adó létesítményei a Grünwalder Stadion (1925 és 1972 között), a Müncheni Olympiastadion (1972 és 2005 között) és 2005 óta az Allianz Arena. Az egyesület klubközpontja a Säbener Straße.

## A klub története

### 1900–1923 – Az alapítástól az önállóságig
A csapat alapítását 1900 februárjában a berlini Franz John kezdeményezte. A müncheni MTV München 1879 tornaklub futballistái be szerettek volna lépni a Délnémet Labdarúgó-szövetség kötelékébe. 1900. február 27-én az MTV München 1879 egyesületi taggyűlést tartott a Bäckerhöfl étteremben, melyen az egyesület többi tagja nem járult hozzá a Délnémet Labdarúgó-szövetségbe való belépéshez.
Franz John és a labdarúgók bejelentették, hogy kiválnak az MTV München 1879 egyesületéből és München Schwabingen kerületében a Gisela étterembe siettek, és jegyzőkönyvbe véve fél kilences kezdettel ülést tartottak. Franz John két kérdést intézett a futballisták felé: „Mit akarunk?” „Szükség van egy új klub megalakítására?”. A jelenlevők felbuzdulva megvitatták az alapuló egyesület alapvető kérdéseit. Fél tízre Männer, Nägele, Schmid, Karl, Wamsler, Ringler, Focke, Francke, Friedrich, Zoepffel, Pollack labdarúgók és az első elnöknek megválasztott Franz John aláírták az alapító okiratot és megalakult a labdarúgó egyesület Münchner Fußballklub „Bayern” néven.

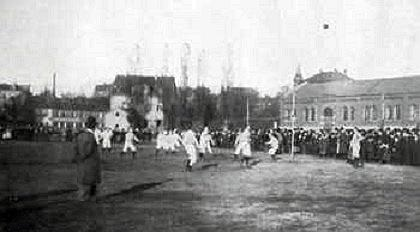
Egy rivalizálás kezdete: FC Bayern – 1. FC Nürnberg, 1901

Az FC Bayern első labdarúgó edzéseire alkalmas tere a Schyrenplatz, első mérkőzéseire a Theresienwiese volt. Az akkoriban még kék és fehér színekbe öltöző futballisták hamarosan a város legerősebb csapatává nőtték ki magukat. A csapat első mérkőzését márciusban játszotta, melyen 5–2 arányú győzelmet aratott az 1. Münchner FC 1896 ellen. A csapat az amatőr korszak egyik legnagyobb győzelmét 1900. április 15-én Húsvét vasárnap az FC Nordstern 1896 München elleni 15–0-os mérkőzésen aratta, mely tekintélyt kölcsönzött a csapatnak. Július 8-án a klub megalapította az ifjúsági osztályát. Első tesztmérkőzésen világossá vált a csapat két kerete közötti különbség 1901. május 31-én a 12–2-re záruló mérkőzésen. November 6-án az FC Bayern látogatott Nürnbergbe egy barátságos mérkőzésre, melyet a müncheniek 6–0 arányban megnyertek az 1. FC Nürnberg ellen.
1902-ben első alkalommal megnyeri az FC Bayern a München Városi Bajnokságot, majd 1903-ban megvédi címét. 1903 januárjában változás történt a Bayern vezetőségében: Franz John alapító klubelnököt a csapat első sztárjának nevezett holland Dr. Willem Frederik Hesselink váltotta, aki a csapat első válogatott játékosa, edzője is volt. 1903-tól a kiterjesztésre került a bajnokság München környékére. Szembenézve az MTV Augsburg és 1. FC Nürnberg csapataival 1904-ben és 1905-ben is megnyerte a bajnokságot.
1906. január 1-jén az FC Bayern labdarúgócsapata és a Münchner Sport-Club sportegyesülete érdeki okokból egyesül egy egyesületbe, így az FC Bayern labdarúgó sportosztályként működött tovább Bayern, Fußballabteilung des M.S.C. hivatalos néven FA Bayern München-ként emlegetve. Az egyesüléskor Willem Hesselink helyére Dr. Kurt Müller érkezett az elnöki poszton. 1907-től Prof. Dr. Angelo Knorr az FA Bayern München elnöke, aki 1913-ig tartó elnöksége alatt leszerződtette a klub első angol származású profi edzőit: Thomas Taylor (1907–1908 és 1911), Dr. George Hoer (1908 és 1911 között), Charles Griffiths (1911–1912) és William Townley (1913–1914).

A Bayern München 1910-ben

A klub első kiemelkedő sikereit az 1908-as, 1910-es és 1911-es keletbajor bajnoki győzelemmel, valamint az 1910-es délbajor bajnoki győzelemmel érte el, viszont a délnémet bajnokságba kvalifikálva mind három alkalommal a második helyet értek el, miközben a második számú csapat 18 hónapig veretlen volt.
Az első világháború ideje alatt 1914 és 1918 között 6 alkalommal váltott elnököt a csapat: Kurt Landauer (1913–1914), Fred Dunn (1914–1915), Hans Tusch (1915), Fritz Meier (1915), Hans Bermühler (1916 és 1919 között). 1919 januárjában másodjára kerül Kurt Landauer az elnöki posztra, akire hárul az a feladat, hogy újjáépíttesse a Leopoldstraße Sportpályát. Kurt Landauer hatására az FA Bayern München kivál Münchner Sport-Club kötelékéből, és egyesül a Turn- und Sportverein Jahn München sportegyesületével, ahol labdarúgó sportosztályként továbbra is az FA Bayern München nevet viseli a csapat.
A csapat 1920-ban és 1923-ban is megnyerte a délbajor bajnokságot. Ez idő alatt a klub edzői posztját az angol William Townley (1919 és 1921 között), a magyar származású Kürschner Izidor (1921–1922) és német Hans Schmid (1922 és 1924 között) töltötte be. 1923-ban a Turn- und Sportverein Jahn München sportegyeseületéből kivált az FA Bayern München képezte labdarúgó sportosztály, és máig változatlan szerveződésben működik tovább Fußball-Club Bayern, München eingetragener Verein néven.

### 1923–1933 – A Kurt Landauer-korszak
Az 1923-ban önálló sportegyesületté váló FC Bayern München az 1923–1924-es és az 1924–1925-ös szezonban a bajor bajnokság középmezőnyébe tartozott. 1925-ben a skót Jim McPherson edzőt szerződtették le a csapat élére, majd az év végén egy újabb áttörő sikert értek el: megállapodtak a városi rivális TSV 1860 München vezetőivel, hogy a klub bérlője lehessen a Grünwalder Stadionnak. Erre az előrelépésre szükségük volt, hiszen a Leopoldstrasse-i sportpályán már három csapat osztozott.
A Bayern München feltörekvő fiatal futballistái hamarosan Dél-Németország legkiválóbb futballgárdájává nőtték ki magukat. Az 1925–1926-os szezon során megnyerték bajor bajnokságot, majd 1926. április 11-én rekordközönség, 26 000 néző előtt a Bayern München 4–3-ra legyőzte az SpVgg Greuther Fürth gárdáját, így története során először megszerezte a délnémet bajnoki címet. A müncheniek legnagyobb ellenfelei így az SpVgg Greuther Fürth és 1. FC Nürnberg lettek. Dél-Németország bajnokaként részt vehettek a Német országos bajnokságban, melyből az első körben kiestek az SV Fortuna Leipzig 02. A statisztikai mutatók szerint az egész idényt figyelembe véve a csatársor 176 gólt szerzett, ezekből 57-et az ekkor 23 éves Josef Pöttinger rúgott. A közvélemény a „Wundersturm” (magyarul: „Csodacsatárok”)-nak nevezte őket.
1927 tavaszán a Bayern München nemzetközi porondon is felhívta magára a figyelmet az európai turnéja során. A tavaszi sikerektől függetlenül a skót edzőnek távoznia kellett a csapattól, akit 1930-ig magyar származású edzők követték: Weisz Leó és Konrád Kálmán. Az 1927–1928-as szezonban az FC Bayern München megnyeri a délbajor bajnokságot, majd a délnémet bajnokságot. Az FC Bayern München az országos bajnokságban az elődöntőig jutott a Hallescher FC Wacker (5–2), SpVgg Sülz 07 (5–2) ágon, ahol Hamburger SV csapata ellen 2–8-as vereséget szenvedtek. Az 1928. évi nyári olimpiai játékokra, Amszterdamba utazó német válogatott keretben a klub öt labdarúgója is helyet kapott: Konrad "Konny" Heidkamp, Ludwig Hofmann, Emil Kutterer, Ernst Nagelschmitz és Josef Pöttinger.
1928-ban a Dienerstraße-n irodát nyitott a csapat, és 43 dolgozót alkalmazott benne. Az 1928. év végi taggyűlésen Kurt Landauer, a klubelnök bejelentette, hogy az egyesület 1608 tagot számlál, köztük 520 fiatal játékos. Az 1928–1929-es szezonban a csapat ismét megnyerte a délbajor bajnokságot, majd a délnémet bajnokságban második helyen végeztek. Az országos német bajnokságban, ahol a negyeddöntőig jutottak Dresdner SC csapatát 3–0-ra legyőzve a Breslauer SC 08 ellen szenvedtek 3–4-es vereséget.
Az 1929–1930-as és 1930–1931-es szezon során a Bayern München ismét megnyerte a délbajor bajnokságot, de az áttörés továbbra is elmaradt. A Bayern München német válogatott játékosai által tovább népszerűsödött Németországban. 1931-ben az osztrák Richard "Dombi" Kohn lett a csapat edzője, valamint Josef Pöttinger, a kor egyik legnagyobb ígérete folytonos térdsérülései miatt visszavonulásra kényszerült.

A Viktória-kupa

Az 1931–1932-es szezont később a történelmi jelzővel illették, hiszen az FC Bayern München ekkor érte el első áttörő sikerét a német labdarúgásban, mely által tett szert rendíthetetlen hírnévre. A szezon során a csapat megnyerte a délbajor labdarúgó bajnokságot, majd megnyerte a délkeleti német bajnokságot. A délnémet bajnoki döntőt az északnyugati bajnok Eintracht Frankfurt ellen vívták Stuttgartban, melyet 0–2 arányban elvesztették a müncheniek. Az országos bajnokság nürnbergi döntőjéig az FC Bayern München a Minerva 93 Berlin (4–2), a PSV Chemnitz (3–2) és az 1. FC Nürnberg (2–0) ágon jutott el, melyben 2–0 arányban az Eintracht Frankfurt csapatát győzték le, így elhódították a Viktória-kupát.
Az 1932–1933-as szezonban az előző idény sikereit nem tudta megismételni az FC Bayern München. A müncheniek 7. alkalommal nyerték meg a délbajor bajnokságot. Miután a nemzetszocialisták átvették a hatalmat Németországban 1933. március 22-én Kurt Landauer a klub zsidó származású elnöke lemondott posztjáról, és Svájcba emigrált. Kurt Landauert Siegfried Herrmann váltotta az elnöki pozícióban. Beköszöntött a fasizmus és diktatúra korszaka, mely megkeserítette az emberek életét. A zsidó származásúak üldöztetése miatt az edző, Richard Kohn és több játékos, köztük Oskar "Ossi" Rohr és Sigmund "Sigi" Haringer labdarúgók is emigráltak. Az egyesület erősen küzdött a fasizmus ellen.

### 1933–1945 – A második világháború időszaka
1933–1934-es szezontól a nemzetszocialisták hatására megváltozott a német bajnoki rendszer: az északi és déli bajor, valamint a délnémet bajnokság helyét átvette a Gauliga Bayern, mely a bajor regionális labdarúgás első osztályának számított. A német nemzeti bajnokságba a Gauliga Bayern első két helyezettje jut be. A fasiszta uralom alatt a klub megbélyegezetté vált, és a „Judenclub“ (magyarul: „Zsidó csapat“) jelzővel illették. Az emigráló játékosok ellenére a Gauliga Bayern küzdelmeiben 1937-ig a az első négy társaságát képezték: három 3. helyezés és egy 4. helyezés, valamint az 1935-ös évben a Német labdarúgó-szövetség megalapította német labdarúgókupa elődje, a Tschemmarpokal első kiírásának első fordulóban kiesett a sorozatból az Ulmer FV 1894 ellen (4–5), majd 1936-ban ugyancsak az első fordulóban az Ulmer FV 1894 ellen (3–4) Ez idő alatt a klub edzői Hans Tauchert (1933–1934), Ludwig Hofmann (1934–1935) és Dr. Richard Michalke (1935–1937) volt, miközben a az egyesület elnöki posztját Siegfried Herrmann (1933–1934), Dr. Karl-Heinz Oettinger (1934–1935) és Dr. Richard Amesmeier (1935–1937) töltötte be.
Az 1937–1938-as idény Gauliga Bayernben elért 5. helyezését követően a klub 1942-ig a táblázat alsó részén ért el helyezést, majd 1943-ban 3. helyezést értek el, miközben a Tschemmarpokalban 1938-ban a második fordulóig jutott a csapat Union Böckingen csapat 7:0-ra legyőzve, ahol VfR Mannheim ellen 1–2-es vereséget szenvedtek, majd 1940-ben az első fordulóban szenvedtek Wiener Sport-Club ellen 1–2-es vereséget. Ez idő alatt a klub edzői Heinz Körner (1937–1938) és a klub korábbi játékosa Ludwig Goldbrunner (1937–1943), miközben az egyesület elnöki posztját Franz Nußhardt (1937–1938) és Dr. Franz Keller (1938–1943) töltötte be.
Az 1943–1944-es és 1944–1945-ös idények során a klub egykori csapatkapitánya, a német Konrad Heidkamp és a magyar Schaffer Alfréd vezetőedzők, valamint a nemzetiszocialista Josef Sauter klubelnök irányítása alatt megnyerik az átszervezett Gauliga Bayernt, míg 1943-ban a megszűnő Tschemmarpokal első fordulójában szenvednek 3-0-ás vereséget a BC Augsburg ellen. A Münchent ért bombázások során a romokban álló Grünwalder Stadion helyett a csapat a Dantesatdion (1943–1944) és a Schlierseestraße -i sportpályán (1944–1945) kényszerült játszani.

### 1945–1963 – Az újjászületés évei
A háborút követő években folytatódott a vesszőfutás. Az 1949-50-es években például 70 gólt kapott a csapat! A mélypont azonban még csak ezt követően jött. 1945 és 1955 között kilenc edző váltotta egymást, hogy aztán a Bayern München az Oberliga Südből az 1954-55-ös idény végén, története során először, kiessen a másodosztályba.
A Bayern mindössze egy évet töltött a purgatóriumban. Ezt követően azonban elmaradtak a sikerek: 1957-ben a tizedik, egy évvel később pedig a hetedik helyen végeztek az Oberliga Süd tabelláján. A Bayern a legnagyobb jóindulattal is csak középcsapatnak volt akkoriban nevezhető a Szövetségi Köztársaságban. A DFB-kupa 1935-ös indulása óta még csak tizenhat közé sem jutó csapat ugyanis megnyerte a német kupát, annak ellenére, hogy a közvélekedés a Fortuna Düsseldorfot tartotta az összecsapás esélyesének (1-0).
Bár az 1958-as világbajnokságon szerepelt válogatottban nem volt Bayern-játékos, az azt követő években a bajor csapat újra a legjobbakkal vetélkedett, s általában az élmezőnyben végzett. A gárda az 1962-63-as idényben mutatta meg magát először a nemzetközi porondon: a Vásárvárosok Kupájában (VVK) egészen a negyeddöntőig jutott, ahol az akkoriban jugoszlávnak számító Dinamo Zagreb már túl nagy falatnak bizonyult (1-4 Münchenben, 0-0 Zágrábban).
A déli csoportnak jutó helyeket az Eintracht Frankfurt, az 1. FC Nürnberg és a TSV 1860 München kapta meg. A Bayern vezérkara dühös volt a kirekesztés miatt, úgy gondolták, hogy igazságtalanul sorolták hátra az egyesületet. Sokan gondolták úgy, hogy elsősorban a városi rivális 1860 München okolható azért, hogy a klub nem kapott lehetőséget a Bundesliga-szereplésre. Ám nem volt mit tenni, a csapat számára maradt a második vonal, az amatőrliga, a Regionalliga Süd. Wilhelm Neudecker elnök válasz gyanánt 1963 nyarán igazi sztáredzőt szerződtetett a csapat élére a horvát Zlatko "Csik" Csajkovszki személyében.
Csajkovszki csapata az első évében rögvest osztályozót játszhatott a Bundesligába kerülésért, ám elbukott. Az ezt követő 1964-65-ös idény két momentum miatt nevezhető kulcsfontosságúnak a Bayern München történetében: először is mert a gárda kivívta a jogot, hogy a következő szezonban már a legjobbak között indulhasson; másodszor pedig azért, mert ebben az idényben játszott először együtt a Sepp Maier-Franz Beckenbauer-Gerd Müller-tengely.

### 1963–1976 – Út Európa trónjára
Az új, fiatal aranygenerációval, Gerd Müllerrel, Franz Beckenbauerrel és Sepp Maierrel a soraiban nagy álmokat dédelgetett a Bayern München. 1965-ben megnyerték a bajorországi Regionaligát, és feljutottak a nyugat-német első osztályba, ahol a következő szezonban mindjárt a 3. helyen zártak, és megnyerték a kupát. Első alkalommal kvalifikálták magukat a KEK-be. Franz Beckenbauert választották meg az év játékosának az NSZK-ban.
Az 1966/67-es szezon kiválóan alakult a müncheniek számára. Címet védtek a kupában és hosszabbítás után 1-0-ra megnyerték a KEK-et legyőzve a Glasgow Rangerst Franz Roth 109. percben szerzett találatával. Gerd Müller a Bundesliga gólkirálya lett 28 góllal megosztva Lothar Emmerichel. A következő szezon egy trófea nélküli szezonra sikeredett.
1968-ban Branko Zebec lesz az edző, aki a bajorok nagy megrökönyödésére betiltja a sör fogyasztását. Szerencséjére a sikerek nem váratnak magukra ugyanis a csapatnak sikerül a „duplázás“ (a Német bajnokság elnyerése 8 ponttal az Alemannia Aachen előtt és a kupa elnyerése a Schalke ellen). Gerd Müller megint gólkirály lett. Ez időben megjelenik egy csapat, amely a Bayernt még hosszú ideig mérgesíteni fogja, a Borussia Mönchengladbach. A "csikók" nyerik 1970-ben és 1971-ben a bajnokságot, mindkétszer a Bayern előtt. 1970-ben újra Gerd Müller a bajnokság gólkirálya.
Az 1968/69-es Bundesliga szezon a Bayern győzelmével zárul. A csapat első alkalommal lett a Bundesliga bajnoka. 1970-ben Gerd Müller lesz az első német, aki megnyeri az Aranylabdát.
1972-ben a csapat beköltözik az Olimpia stadionba és Udo Lattek lesz az edző. Ebben az évben a Bayern lesz a bajnok. A pontok állása a bajnokság végén 55:13 (a győzelem csak két pontot ér), ez is azóta Bundesliga rekord. Valamint elnyerik a kupát is a Kölnt megverve a döntőben 2:1-re. Ebben az évben Franz Beckenbauer lesz az év legjobb játékosának járó díjjal, az Aranylabdával kitüntetve. Gerd Müller is beállít egy rekordot: az 1971-72-es Bundesliga szezonban 40 találatig jutott, ami azóta is abszolút rekord. Sőt az 1972-es naptári évében egy 40 évig fennálló rekordot állított be, amit 2012-ben döntöttek meg: január 1-től december 31-ig 84 gólt szerzett. NSZK első alkalommal Európa bajnoknak mondhatta magát, melyben a Bayern játékosok nagy része oroszlánrészt vállalt, többek között Beckenbauer és Gerd Müller.
Lattekkal még kétszer egymás után elnyerik a bajnokságot valamint először 1974-ben a BEK-et nyerték meg. „Katsche” Schwarzenbeck egy perccel a hosszabbítás vége előtt kiegyenlített, az Atlético Madrid ellen (1:1), így egy újabb mérkőzésre került sor Brüsszelben ahol a Bayern München 4:0 arányban nyert (gólok: 2 Uli Hoeneß, 2 Gerd Müller). A BEK-ben elért 8 góllal Gerd Müller lett a gólkirály. Otthon, Németországban zsinórban harmadjára lettek bajnokok, ismét Gerd Müller lett a gólkirály. Az UEFA-szuperkupa politikai okok miatt maradt el, mert a Kelet-német Magdeburggal kellett volna megmérkőzzenek ezért a trófeáért. Udo Lattek leköszönt, az új edző a német Dettmar Cramer lett. Az interkontinentális kupa szerepléstől visszaléptek, így helyettük a BEK döntős Atletico Madrid indult.
Nyáron Nyugat-Németország megnyeri az 1974-es világbajnokságot a müncheni döntőben 2-1-re, ahol a müncheni születésű Franz Beckenbauer vehette át a trófeát. Bayern-játékos minden mérkőzésen kapuba talált, kivéve az egyetlen vesztes mérkőzésen, amikor a Nationalelf Kelet-Németországtól kapott ki. A világbajnok válogatottban hét Bayern-játékos szerepelt: Sepp Maier, Paul Breitner, Hans-Georg Schwarzenbeck, Franz Beckenbauer, Gerd Müller, Uli Hoeneß és Jupp Kapellmann.
1975-ben másodjára nyerik meg a BEK-et. A döntőben a Leeds United felett diadalmaskodik a Bayern, bár egy kis szerencse is szükségeltetett hozzá Párizsban. Ebben az évben a hangsúlyt a BEK-re fektették, ami meg is látszott a bajnokságbeli helyezésükön: a 10. helyen zártak, ám BEK címvédőként a következő szezonban ismét indulhattak Európa legrangosabb labdarúgó sorozatában. A kupában sem értek el jelentős eredményt. Az UEFA-szuperkupába ismét kvalifikálták magukat, mivel megnyerték a BEK-et, ám most sem sikerült elhódítani azt. A Gyinamo Kijev oda-vissza verte a németeket, összesítésben 3-0-ra győztek a szovjetek. A nem ideális időpontok miatt ismét elmarad az interkontinentális kupa szereplés, de most az ellenfél Independiente számára is.
1976-ban a BEK döntőben az AS Saint-Étienne ellen Glasgowban győztek a bajorok 1:0-ra Roth góljával. A Bayern mivel harmadjára nyerte meg a BEK-et, a két másolat után a szabályok értelmében megkapja az eredeti serleget. A döntőig legyőzték a luxemburgi AS Jeunesse Escht 8-1-es összesítéssel, a nyolcaddöntőben Malmö FF -t szoros párharcban, 2-1 összesítéssel. A negyeddöntőben az SL Benficát 0-0 után 5-1-re győzte le Bayern, majd az elődöntőben az előző szezon Németország bajnokaként értelemszerűen induló Borussia Mönchengladbachot kiejtő Real Madridon léptek tovább a döntőbe 3-1-es összesítéssel. A bajnokságban az előző év utáni szégyenteljes szereplést követően magukat megemberelve a 3. helyen zárt a Bayern. A győztes az előző évhez hasonlóan a Borussia Mönchengladbach lett. A '70-es évek legnagyobb riválisa a Bayern számára. A kupát nem tudták megnyerni. Az aranykorszak levirágzását követően ínséges időszak köszöntött be a Bayern München számára.

### 1976–1998 – Klubformáló évek és rekordbajnokká válás
Következnek a változások évei, trófeák nélkül. A '70-es éveket jellemző Bayern München uralom az évtized végére eltűnt, és fontos reformokon ment át a csapat. Ennek a kiváltó oka többek között a játékosok kiöregedése volt.
Az 1976-os Európa-bajnokságon NSZK büntetőpárbajban maradt alul Csehszlovákia ellen. Uli Hoeneß visszavonul a válogatottságtól. Kezd érződni, hogy generáció váltásra van szükség, a legjobbak a visszavonulás gondolatával játszadoznak. Franz Beckenbauert 4 év elteltével életében másodjára választják meg az év legjobb labdarúgójának.
A nyáron ismét kudarcba fulladt az UEFA-szuperkupa megnyerésének terve, mivel az Anderlecht ellen sikerült elérniük egy 2-1-es győzelmet, de nem bizonyult elégségesnek. A visszavágót 4-1-re a belgák nyerték. Az év végén élnek történetük során először az interkontinentális kupa indulásjogával. Megnyerik a müncheni találkozón Cruzeiro ellen 2:0 arányban, majd Belo Horizonteban gól nélküli döntetlent értek el, így megnyerték a trófeát.
Az 1976-77-es szezont követően nagy volt az elégedetlenség, mivel egy az elvárásokon aluli szezont produkált a BEK címvédő. A bajnokságban 7. helyen zárt a csapat. Ez a helyezés nem ért BEK induló helyet, és mivel megszakadt az európai uralom, címvédőként sem indulhatott a csapat a következő BEK sorozatban. A csapat két házi negatív rekordot tudhat a szezont követően a magáénak: 65 kapott góllal zárták a Bundesliga idényt, valamint csúfosan 0-7 arányban szenvedett vereséget a csapat a Schalke 04 ellen. A kupában a negyeddöntő jelentette a végállomást. Az első körben 10-0 arányban győzte le az egyesület a Hannover amatőr csapatát (velük párhuzamosan a 3-1-es eredménnyel jutott tovább az amatőrcsapat), a második körben 5-1-re páholta el a Hamburger SV-t a Bayern (az egyesület amatőrcsapata 2-1-es győzelemmel múlta felül ellenfelét), a harmadik körben 10-1-re győzedelmeskedett a TV Unterboihingen felett a profi csapat (az amatőrcsapat 2-1-es eredménnyel jutott tovább a VfB Stuttgart ellen), a nyolcaddöntőben a Bayern München két csapata egymással találkozott. A döntő mérkőzést a profi csapat nyerte 5-3-ra. A negyeddöntő jelentette a megállást a csapatnak, amikor hosszabbítás után 2-4-re kapott ki a később döntőt játszó Hertha Berlintől. A BEK-ben szintén az elődöntőig jutott a csapat. A Køge BK csapatát összesítésben 7-1-re győzték le a bajorok, a következő körben az FC Baník Ostravát 6-2-re múlta felül a csapat összesítésben, miután az első mérkőzésen 1-2-re kapott ki a csapat. A negyeddöntőben a Gyinamo Kijev ellen hiába győztek a németek, mert végül 1-2-es összesítéssel alul maradtak. A szezon végén Franz Beckenbauer visszavonul a válogatottságtól, és az Egyesült Államok New York Cosmos csapatába igazol.
Az új idényben feltámadásra vártak a egyesületet illetően, viszont a jó szereplésre decemberre már nem volt remény. Lóránt Gyula érkezett Dettmar Cramer helyére. A bajnokság története során másodjára kevesebb gólt szerzett a Bayern, mint amennyit kapott (62:64), végül egy saját negatív rekordot állított fel a csapat a 32 (ekkor maximum 68 pontot lehetett szerezni, mert Németországban a győzelem 2 pontot, a döntetlen 1 pontot ért) szerzett pontjával, ami a 12. helyre volt elegendő. A szezon első felében még Dettmar Cramer vezetése alatt kiesett a csapat a kupa a harmadik körében. Az 1975 óta komoly térdsérüléssel küszködő Uli Hoeneß kölcsönbe megy a Nürnbergbe.
Paul Breitner 4 év után visszatér a csapatba. Összeáll a "Breitnigge" duó: Rumennigge és Breitner összjátéka nagy erősség a csapat számára, de bármilyen gólerősek is voltak együtt, nem lehetett tőlük elvárni a megváltást. A csapat is fejlődőben volt ekkor. Kezdenek beépülni a fiatal játékosok is, és egyre fontosabb szerepeket kapnak. Február 9-én Gerd Müller Fort Lauderdale Strikers-be igazol, követi Beckenbauert Amerikába, a labdarúgás népszerűsítésének érdekében és a pályafutása levezetéseképpen. Február 28-án Lóránt Gyula vezetőedzőt menesztik, másnap pályaedzője (másodedző) Csernai Pál váltja. Az elnök, Wilhelm Neudecker Max Merkel osztrák edzőt szerette volna hozni Lóránt Gyula helyére. A játékosok tiltakoztak az elnök döntése ellen. Ennek következtében 17 év vezetés után Wilhelm Neudecker lemond elnöki posztjáról. Április 24-én Uli Hoeneß 27 évesen átveszi Beckenbauer tanácsadójától, Robert Schwantól a menedzseri tisztséget, valamint megválasztják Willi O. Hoffmannt új elnöknek. A bajnokságban ismét nem jött áttörés. A holtponton kezd átlendülni a Bayern. Erről árulkodik a 4. hely, amely UEFA-kupa szereplést érő pozíció. A kupában sem remekelt a csapat a hírnevéhez méltóan, a második körben búcsúztak a tornától. A három sikertelen szezon eredménye egy megújult, fiatal csapat, amely sikeréhességébe és Csernai Pál tapasztalataiba volt fektetve minden bizalom.
1980-ban megnyeri a csapat, hat hosszú év után a bajnokságot. A szurkolók örömére, még a következő évben is.
1982-ben elnyerik megint a nemzeti kupát, azon a legendás mérkőzésen hol a Nürnberg már 2:0 arányban vezetett és a Bayern a végén 4:2 győzedelmeskedett. Dieter Hoeneß vérző fejjel, turbánnal játszott és még gólt is adott.
A BEK döntőt az Aston Villa ellen elvesztették 0:1. Úgyszintén a német válogatott a világbajnoki döntőt is az olaszok ellen. Megemlítésre méltó, hogy Breitner két világbajnoki döntőben is szerepelt és mindkettőben gólt is lőtt.
Valamint említésre szorul, hogy a Bayern soraiból 1965-1981 között 11-szer lett az év játékosa megválasztva Németországban.
- Beckenbauer (4)
- Maier (3)
- Müller (2)
- Rummenigge (1)
- Breitner (1)

1983-ban visszajött Lattek, a Bayern megint megnyerte a nemzeti kupát a Mönchengladbach elleni döntőben.
Rummenigge olyan hírnévre tesz szert, hogy még egy angol együttes is az ő szexi térdéről énekel. Nem csoda, ha 11 millió márkáért a milánói Inter csapatához szerződik.
Egy év múlva Sören Lerbyvel és a fiatal Wiggerl Köglel megint bajnokok lesznek, mi több a következő évben megduplázzák,és 1987-ben még egyszer elnyerik a bajnokságot. A szurkolók nagy szomorúságára Bécsben elvesztik a BEK döntőt az FC Porto ellen.
1988-ban Jupp Heynckes lesz az edző azzal a feladattal, hogy Matthäus, Brehme, Eder, Hughes, Michael Rummenigge és Pfaff nélkül, egy új erős csapatot képezzen. Habár 1989 és 1990-ben megnyerik a bajnokságot, de a nagy célt, egy nemzetközi kupát nyerni nem teljesítik.
Megemlítendő viszont, hogy Németország 1990-ben megnyeri a világbajnokságot. Soraiban a Bayern játékosokkal: Augenthaler, Reuter, Thon, Kohler, Pflügler, Aumann.
Az 1991/92. évi bajnokság után Heynckesnek menni kellett, helyére Sören Lerby került, nem nagy sikerrel. Mikor már a kiesés fenyegette a csapatot jött Erich Ribbeck, Franz Beckenbauer és Karl-Heinz Rummenigge is felajánlotta segítségét, ők az elnökhelyettesi posztra kerültek. A 93/94-es bajnokságban a „császár” vette át a csapat vezetését, Ribbeck-től és mindjárt bajnokságot is nyertek.
Jött Giovanni Trapattoni, a játékosok és az újságírók kedvence, sajnos nem sok sikerrel. A 94/95-ös bajnokságban a hatodik helyen végeztek, a Bajnokok Ligájában pedig az elődöntőig jutottak el.
A következő idényben (1995/96) viszont már nem állt meg a csapat az elődöntőben. Igaz, nem a Bajnokok Ligájában, hanem "csak" az UEFA-kupában indultak, az egyetlen jelentős európai kupasorozatban, melynek trófeája még hiányzott a Bayern vitrinjéből. Trapattonit Otto Rehhagel váltotta, aki hozta magával egyik kedvencét, az osztrák Andy Herzogot. Jött még Thomas Strunz, "Ciri" Sforza s Jürgen Klinsmann; közülük kétségtelenül a német válogatott támadó volt a legnagyobb vétel. A Bundesligában botladozott a gárda, melynek következtében a Borussia Dortmund már az őszi záráskor is megelőzte a bajorokat. A tavasszal becsúszott két újabb vereséggel gyakorlatilag már elúszott a bajnoki cím lehetősége, minek következtében Rehhagelnek (az UEFA-kupa-döntő előtti napokban!) távoznia kellett. Helyét maga a Császár vette át. Beckenbauerrel a kispadon a csapat a bajnokság utolsó négy mérkőzésén két győzelem mellett csak két döntetlen produkált, második helyen zárva az idényt a BVB mögött. A Bayern előtt egyetlen javítási lehetőség maradt: az UEFA-kupa döntője.
Az elődöntőben a németek otthon döntetlent (2-2) játszottak a Barcelona ellen. Az eredmény a spanyoloknak kedvezett, ám ez kevésnek bizonyult: a Camp Nou-ban kivívott győzelmével (1-2) a Bayern újfent bejutott egy európai kupa döntőjébe – kilencéves várakozást követően. A fináléban az Intertotó-kupából induló Girondins Bordeaux (főleg a Barça után) nem tűnt veszélyes ellenfélnek. Akkoriban még keveset mondott a világnak Zidane, Lizarazu és Dugarry neve. Ráadásul utóbbi kettő az eltiltása miatt a döntő müncheni első felvonásán nem is játszhatott, így aztán nem meglepő, hogy a Bayern simán, 2-0-ra nyert. A visszavágó már csak formalitás volt: Bordeaux-ban is kettővel nyert a bajor gárda (1-3). A Bayern 1976 után lett ismét nemzetközi kupagyőztes, s csatlakozott a Juventus, az Ajax és a Barcelona előkelő társaságához: Európában csak ez a négy klub tudta megnyerni a BEK-, a KEK- és az UEFA-kupa-sorozatot is. Klinsmann, a szezon hőse egyetlen idény alatt szerzett 15 góljával minden idők legeredményesebb gólszerzője lett a nemzetközi kupák történetében.
A következő szezonra (1996/97) visszatért Trapattoni. A klub leigazolta többek között Mario Baslert (Werder Bremen), Carten Janckert (SK Rapid), s újra a Bayern tagja lett Sammy Kuffour (1. FC Nürnberg). A cél mindenki számára világos volt: a bajnoki cím elnyerése. A bajorok az utolsó előtti fordulóban, a VfB Stuttgart legyőzésével húzták be újabb aranyérmüket. Giovanni Trapattoni, a védekezés mestere méltó maradt korábbi önmagához: az Bayern a legkevesebb vereséget (3) begyűjtve és a legkevesebb gólt (34) kapva lett a Bundesliga bajnoka.
1997 nyarán Klinsmann (elérve célját, hogy végre megszerezze pályafutása első bajnoki címét) Olaszországba, a Sampdoriához szerződött. Helyére Uli Hoeness a VfB Stuttgart brazil csatárát, a "mágikus háromszög" egyik tagját, Giovane Elbert igazolta. Mellette még Michael Tarnat (Karlsruhe) és Bixente Lizarazu (Athletic Bilbao) érkezett a csapathoz. A Bayern csak ritkán tudott csúcsformában játszani, ami odáig vezetett, hogy Otto Rehhagel Kaiserslauternje megelőzte a táblázaton. Trapattoni ekkor, sajtótájékoztatón adta elő legendássá vált kirohanását, melyben a nyilvánosság előtt bírálta futballistáit. Trap nem maradt most sem trófea nélkül: a DFB-kupát az MSV Duisburg ellenében Mario Basler utolsó percben lőtt szabadrúgása döntötte el a Bayern javára (2-1).

### 1998–2004 – A Hitzfeld-korszak
Trapattonit Ottmar Hitzfeld váltotta fel. Már az első évben megnyerték a bajnokságot, a nemzeti kupa döntőjében és a Bajnokok Ligája döntőjében szerepeltek irányítása alatt. Sajnos a két utóbbit nem sikerült megnyerni.

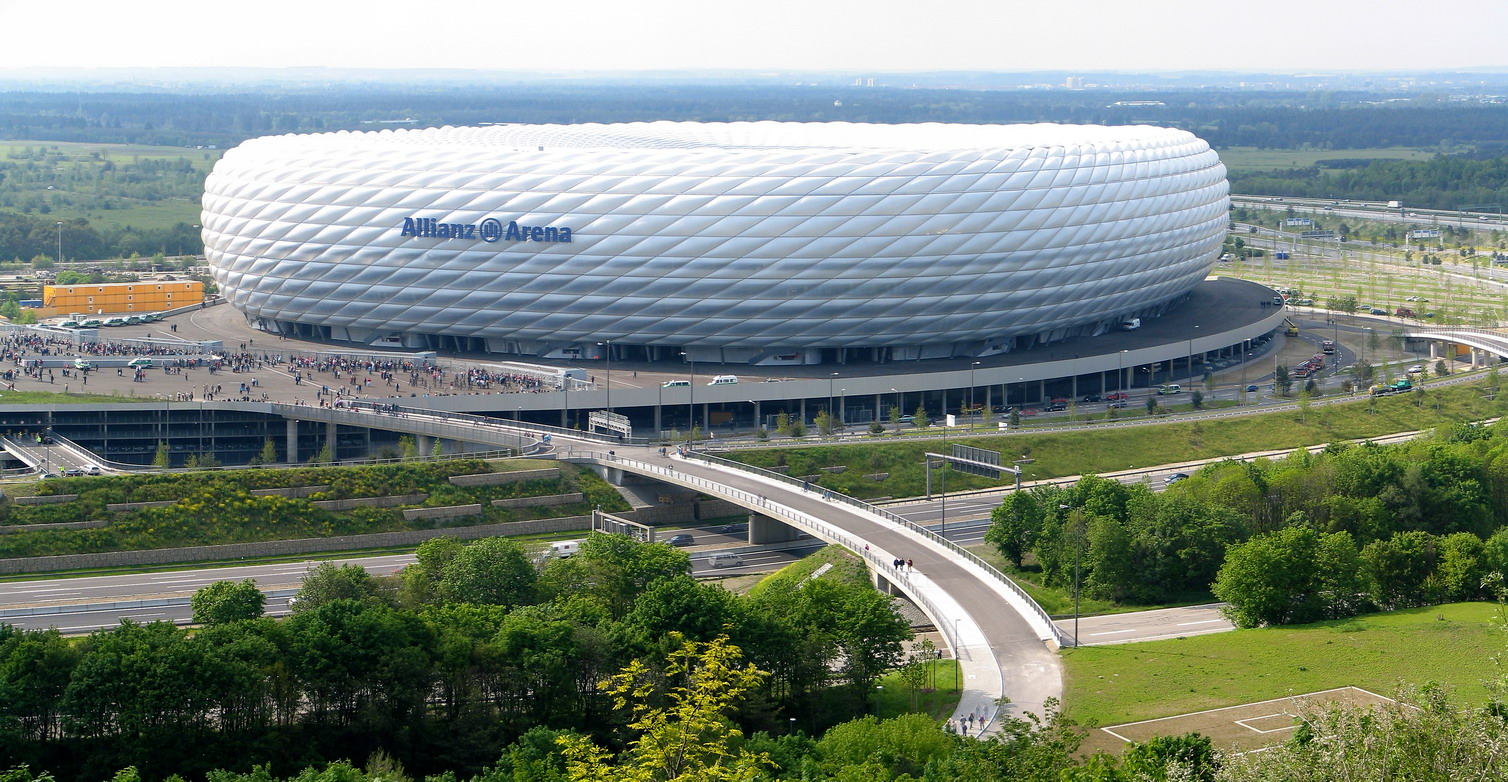
A 2005-ben átadott Allianz Arena.

Fergetegesen kezdte a csapat az új évszázadot. A Manchester United elleni 1999-es drámai vereség után nagy terveket szőtt a csapat Kahn, Effe és Elberrel az élen.
A terveket tettek követték, ezt érzékelhette a Real Madrid mikor is nyolc nap leforgása alatt nyolc gólt kaptak a Bayerntől (BL-4:2 a Bernabeu-stadionban, 4:1 az Olimpia-stadionban). A középdöntőben megint találkoztak, itt a Real bosszút állt, a 2:0-s otthoni győzelem elegendő volt a Realnak, mivel a visszavágón 2:1-re tudott csak győzni a Bayern.
A szezon mégis eredményes volt, hiszen a bajnokságban az utolsó fordulóban sikerült a Leverkusent megelőzni kik az Unterhaching (ők is müncheniek) ellen veszítettek. Így a bajnokság elnyerése sikerült. A nemzeti kupa döntőjében sikerült a Werder-Brement 3:0 arányban legyőzniük. Tehát az 1999-2000-es szezonban sikerült a duplázás.
A 2000-2001-es szezonban a nemzeti kupában már a második fordulóban kiestek a Magdeburg elleni mérkőzésen. De a bajnokságban 34. forduló után megint az első helyen álltak, és az utolsó fordulóban Patrik Andersson a HSV elleni mérkőzés hosszabbításában szerzett szabadrúgás góljával megnyerik a bajnokságot. Kuriózum, hogy a második helyen álló Schalke 04 ez időben már befejezte mérkőzését (amit megnyert) és már ünnepelte a biztosnak hitt bajnokság elnyerését.
Természetesen egy ilyen siker után nagy önbizalommal utazott a csapat Milánóba a BL döntőjére, amit a Valencia csapata ellen kellett játszani. Oliver Kahn volt a hős, hiszen három büntetőt is kivédett. A döntőt így Milánóban 5:4 arányban megnyerték.
2001/2002-es szezonban nem sikerült sem bajnokságot, sem a nemzeti kupát megnyerni. A bajnokságban csak harmadikak lettek a Dortmund és a Leverkusen után, a nemzeti kupában a középdöntőben estek ki a 2:0-s vereség után, amit a Schalketől szenvedtek el. A CL-ben is csak a középdöntőig sikerült, ahol a Real kiütötte őket.

Viszont egy trófeát mégis csak sikerült nyerni, mégpedig nem is akármelyiket. A Boca Juniors Buenos Aires elleni mérkőzésen 1976 után megint elnyerik az interkontinentális kupát.
A 2002-2003-as szezonban megint sikerült a bajnokságot és a nemzeti kupát is megnyerni. A bajnokságot 16 pont különbséggel a második helyezett Stuttgart előtt. A nemzeti kupa döntőjében az FC Kaiserslauternt 3:1-re verték meg. Michael Ballack két gólt is lőtt. Az év játékosa is ő lett. Egyetlen negatívum az a korai búcsú a BL-től. Az első csoportkörben búcsúzni kényszerültek. A La Coruna elleni mérkőzésen az a Makaay rúgta nekik a gólokat, aki egy év múlva már a Bayernben fogja rúgni a bőrt. Makaay már az első idényben 23 gólt szerzett, törlesztve 18,75 millió eurós vételárát (a Bayern addigi legdrágább igazolása), viszont nem nyertek semmit, és ez Ottmar Hitzfeld állásába került. Hitzfeld a klub második legsikeresebb edzője. Az új edző Felix Magath lett, a VFB Stuttgart volt edzője.

### 2004–2016 – Út a triplázásig és a rekordévek
A 2004-2005-ös szezonnak új edzővel vágott neki az FC Bayern München. Felix Magath edző vezetésével a csapat visszatért a sikerek útjára. Dupláztak a bajorok a bajnokság megnyerésével és a Német Kupa az FC Schalke 04 elleni 2:0-s megnyerésével. Az UEFA-bajnokok ligájában a negyeddöntőig meneteltek: az Arsenal FC összesítésbeli 3:2-es legyőzésétől az Chelsea FC elleni összesítésbeli 5:6-os alulmaradásig. Michael Ballack ekkor a középpálya irányításáért felelt. A szezon végeztével többek között 12 év után a ghánai Samuel Kuffour is távozott a csapatból.
A 2005-2006-os szezonra befejezték az Allianz Arena építését, melyet birtokba vehettek a müncheni labdarúgócsapatok. Az idény végén az FC Bayern München ismét duplázni tudott. A Német Kupa-címüket az Eintracht Frankfurt ellen védték meg. A BL-ből viszonylag korán, a legjobb 16 csapat között estek ki az AC Milan ellen két mérkőzés alatt született 2:5-ös gólkülönbséggel. A szezon során az utánpótlásból felkerült Bastian Schweinsteiger és a fejlődés reményében kölcsönadásból visszatért Philipp Lahm alapemberekké váltak a csapatban, majd a 2006-os hazai labdarúgó világbajnokságon bronzérmet szerző válogatottban is. Az idény végetértével a csapatból eligazolt Michael Ballack és Zé Roberto, valamint visszavonult Bixente Lizarazu és Jens Jeremies.
A 2006-2007-es szezonban a Bayern München hazai porondon botrányosan teljesített, habár a felkészülési időszakban megnyerték a Ligakupát. A Német Kupában Alemannia Aachen ellen 2:4-es vereséget szenvedtek, így már a harmadik körben kiestek. Ezt követően Felix Magathot menesztették, helyét Ottmar Hitzfeld vette át. A régi-új edzővel a bajnokságban végül a 4., UEFA-kupa részvételi jogot érő helyen végeztek a bajorok. Az UEFA-bajnokok ligája B-csoportjában az FC Internazionale Milano előtt végzett a csapat. A nyolcaddöntőben a Real Madrid CF ellen jutottak tovább 4:4-es összesítést követően idegenben több lőtt góllal. Az első találkozó a holland Roy Makaay 10,2 másodperces rekordgyorsaságú gólja által vált híressé. A negyeddöntőben 2:4-es összesítésbeli eredménnyel maradtak alul a későbbi győztes AC Milan ellen. A szezon végeztével a bajnokság gólkirálya, Roy Makaay, Hasan Salihamidžić, Owen Hargreaves és Claudio Pizarro távozott a csapatból, valamint Mehmet Scholl visszavonult a labdarúgástól.

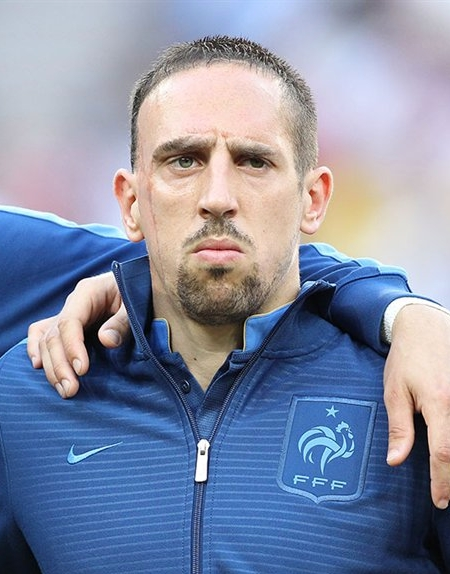
Franck Ribéry 2012-ben

2007 nyarán az FC Bayern München a keret megerősítése érdekében újabb játékosokat igazol, így érkezett a csapathoz az olasz Luca Toni, a török Hamit Altıntop, a francia Franck Ribéry és a német Miroslav Klose is. Ottmar Hitzfeld irányítása alatt ismét duplázni tudott a müncheni gárda: a bajnokságban az első fordulótól az utolsóig birtokolták az első helyet; a kupában pedig legyőzve az összes riválist, majd a döntőben a feltörekvő Borussia Dortmundot is 2:1-re diadalmaskodtak. Az UEFA-kupában az elődöntőig menetelt a fiatal labdarúgókból álló bajor csapat: a csoport megnyerése után a legjobb 32 csapat között a skót Aberdeen ellen jutottak tövább 7:3-as összesítéssel, a nyolcaddöntőben összesítésben 6:2-re múlták felül a belga RSC Anderlecht csapatát, negyeddöntőben 4:4-es összesítéssel és idegenben több lőtt góllal jutottak túl a spanyol Getafe CF csapatán, majd az elődöntőben a későbbi győztes orosz Zenyit Szentpétervár ellen estek ki 1:5 arányban. A 2007-2008-as szezon végeztével Oliver Kahn végleg visszavonult a labdarúgástól, valamint Ottmar Hitzfeld távozott az FC Bayern München kispadjáról. A szezont követően a 20. bajnoki cím megszerzésével a szabályok értelmében felkerült még egy, a 4. csillag a klub címere fölé.

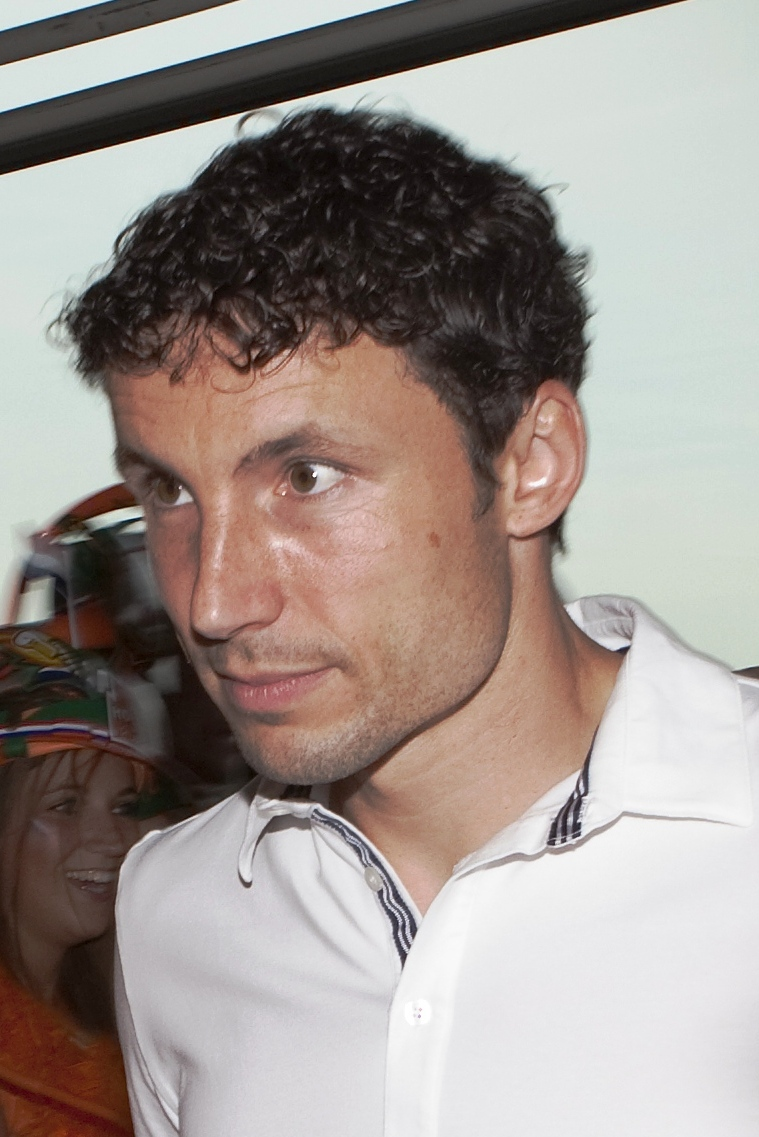
Mark van Bommel

A 2008-09-es szezont nagy reményekkel várta a müncheni alakulat, bízván az európa-bajnokságon ezüstérmet szerző német válogatott játékosokban. A magas elvárások ellenére egyik sorozatban sem szerepelt az elvárásoknak megfelelően az FC Bayern München: a bajnokságban a 2. helyen végzett a csapat; a német kupában a negyeddöntőben búcsúztak; a BL-ben a nyolcaddöntőben rekordnak számító 12:1-es gólkülönbséggel jutott tovább a portugál Sporting CP ellen a bajor alakulat, majd a negyeddöntőben a későbbi győztes FC Barcelona búcsúztatta 1:5-ös összesítéssel a bajorokat. Áprilisban Jürgen Klinsmann, a Bayern München egykori játékosa távozott az edzői posztról, helyét a szezon végéig Jupp Heynckes vette át.

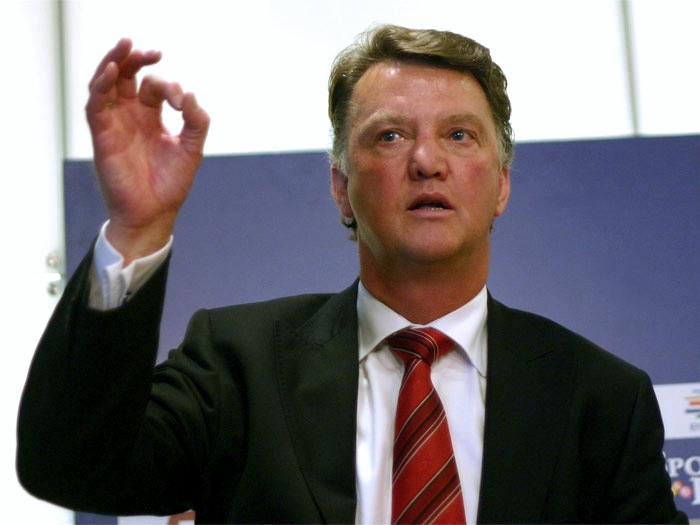
Louis van Gaal

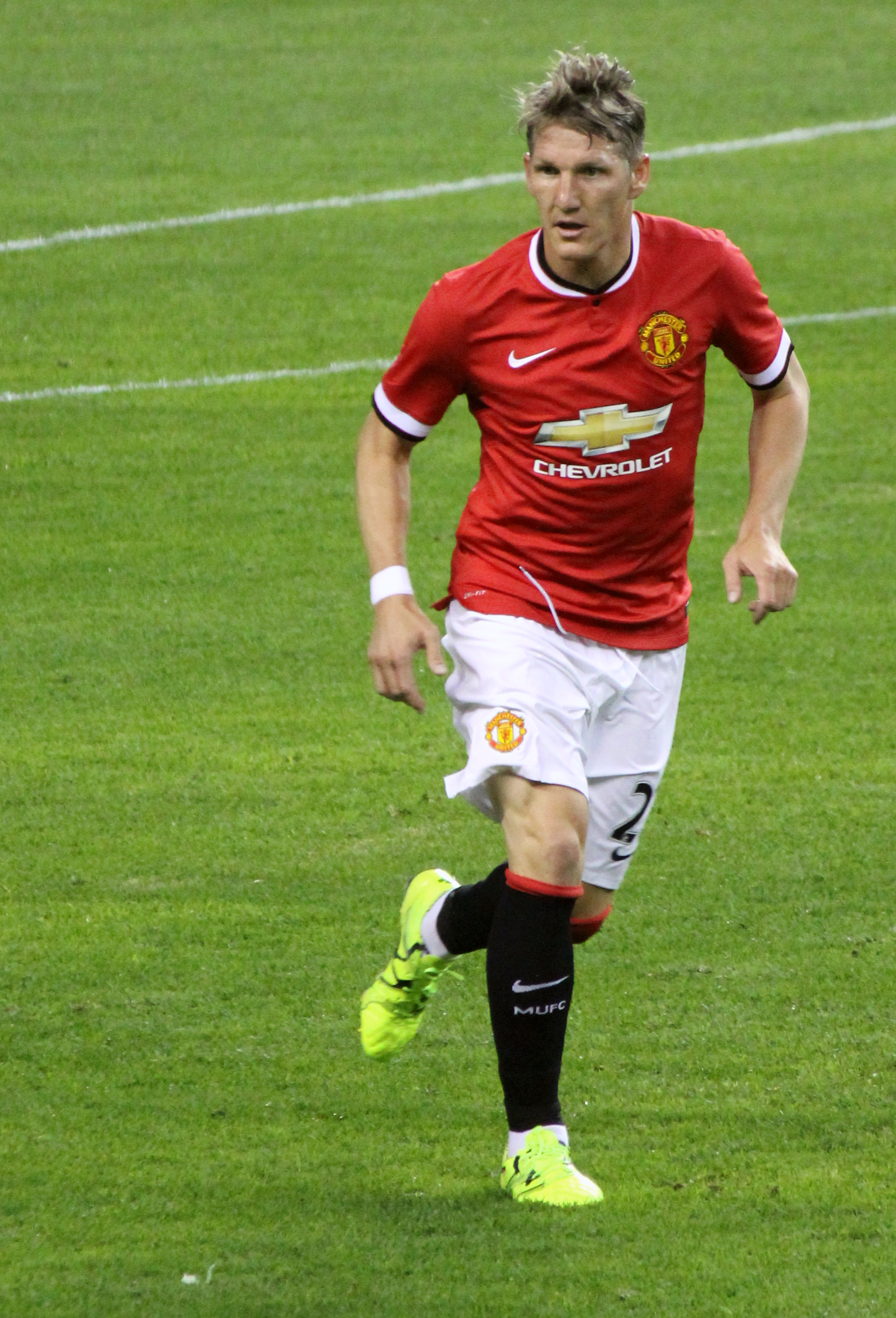
Bastian Schweinsteiger

2009 nyarán a Bayern München vezetősége Louis van Gaalt igazolta le a vezetőedzői pozícióba. Franck Ribéry is távozni akart, mivel nem érezte elég erősnek a keretet; válaszul a klub leigazolta Arjen Robbent. 2009. november 28-án Franz Beckenbauer helyét Uli Hoeneß vette át az elnöki székben. A nyolcaddöntőben az ACF Fiorentina ellen, majd a negyeddöntőben a Manchester United FC ellen Arjen Robben és Ivica Olić híres góljaival 4:4-es összesítéssel és több idegenben lőtt góllal jutott tovább a Bayern München. A BL-döntőbe az Olympique Lyonnais összesítésbeli 3-0-s legyőzésével jutott a csapat. Május 15-én, a BL-döntő előtti hétvégén a csapat az SV Werder Bremen 4:0-s legyőzésével megnyerte a német kupát, így a bajnokság május 8-i megnyerésével 8. alkalommal dupláztak a müncheniek. Az FC Bayern München a triplázás reményével vághatott neki a Bajnokok ligája-döntőjének, melyet végül 0-2-re elvesztettek az FC Internazionale Milano ellen. A szezon két felfedezettje a két saját nevelésű játékos Holger Badstuber és Thomas Müller lett.
2010 nyarán az FC Bayern München megnyerte az 1996 után ismét megrendezett, immáron a Német Labdarúgóliga égisze alatt futó DFL-Szuperkupát. Louis van Gaalt menesztették posztjáról a BL-ből az FC Internazionale Milano elleni korai kiesés és a csapat az elvárásoknak nem megfelelő teljesítménye miatt. A Német Kupából a 0:1-re elvesztett elődöntőben estek ki az FC Schalke 04 ellen. Végül a bajoroknak a BL-pótselejtezőt érő 3. helyet sikerült kiharcolni a bajnokságban. Mario Gómez a Bundesliga gólkirálya lett. Az év felfedezettjei az utánpótlásból felkerülő David Alaba és Toni Kroos lett. A szezon végeztével a csapatból Mark van Bommel és Miroslav Klose távozott.

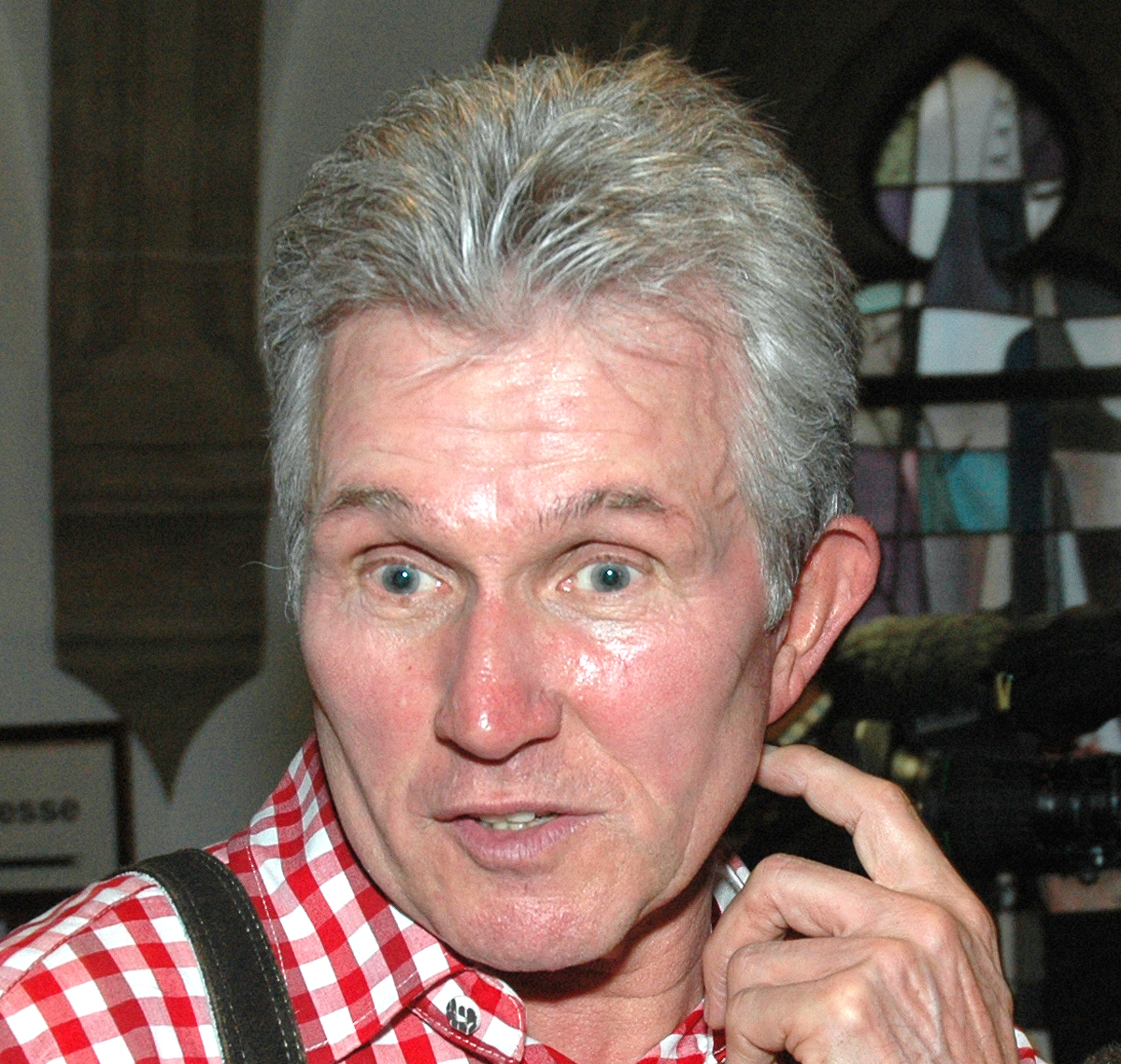
Jupp Heynckes 2013-ban

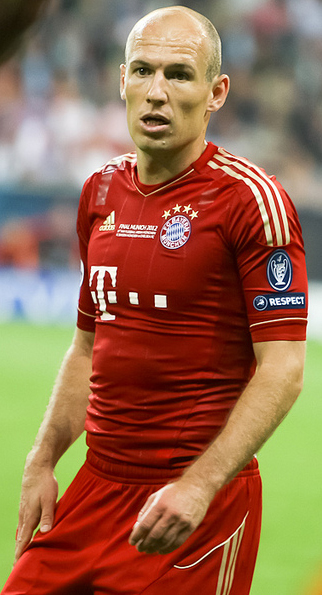
Arjen Robben, a 2012-es BL-döntő negatív, a 2013-as BL-döntő pozitív hőse

2011 nyarán visszatér Jupp Heynckes, aki harmadjára ül le az FC Bayern München kispadjára. A Bayern a 2011–2012-es szezonban a BL halálcsoportjának megnyerése után a döntőig menetelt. A csapat először az FC Baselt ejtette ki. Az első mérkőzésen 1-0-s vereséget szenvedett, de Münchenben már 7-0-ra végződő mérkőzésen győzött a Bayern, hol Mario Gómez parádézni tudott 4 szerzett találatával. A negyeddöntőben az Olympique de Marseille-t ejtették ki 2-0-ra megnyert idegenbeli és hazai mérkőzésen. Az elődöntőben 3-3-as összesítésig jutott a Bayern München és a Real Madrid CF, ahol az idegenben lőtt gólok egyező mennyisége miatt a büntetőpárbaj során dőlt el a továbbjutás kérdése. A döntőben a Chelsea FC-vel találkozott, amit Münchenben hazai közönség előtt nem tudott megnyerni. Rendes játékidőben 1-1, tizenegyesekkel 3-4 az Chelsea FC javára. A kupában a döntőig menetelt, hol a BL döntő előtti szombaton a Borussia Dortmund győzte le a Bayern Münchent 2-5-ös pofon hatású eredménnyel. A bajnokságban szakértők szerint nem bírta erővel a Bayern München, erre részben az is tanúbizonyíték, hogy amíg a Ruhr-vidéki rivális is versenyben volt a BL-ben, tartották egymással a lépést, sőt az őszi szezon bajnoka a Bayern München lett. Főoka a kulcsjátékosok hiánya sérülések miatt, mivel "rövid" volt a kispad, megvalósíthatatlan volt a hiányosságok pótlása. Ebben a szezonban a Bayern München 3 ezüstéremmel zárt.

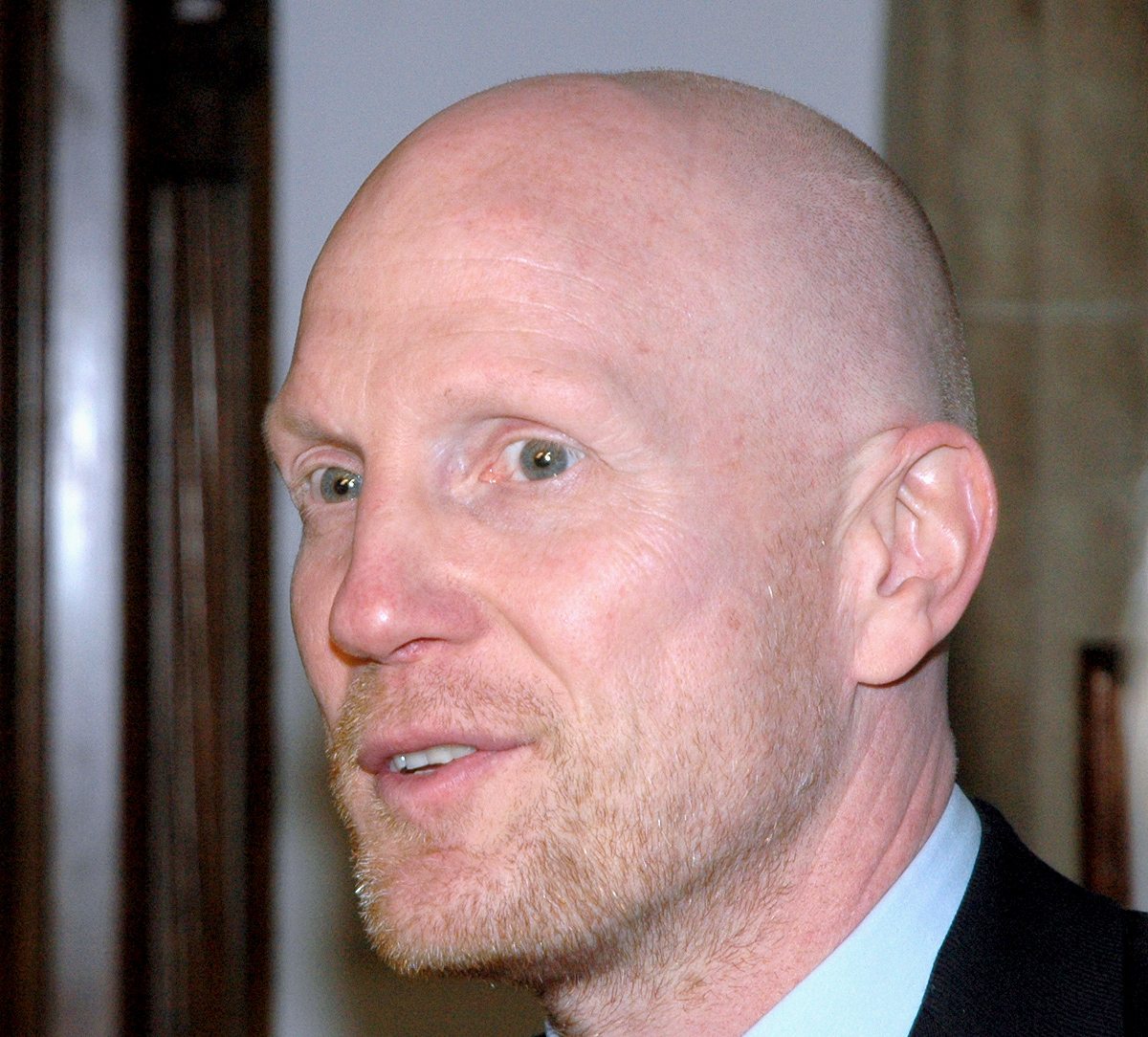
Matthias Sammer sportigazgató, a siker egyik alappillére 2013-ban

2012–2013-as szezon előkészületi szakaszában jelentősen erősítettek. Érkezett: Mario Mandžukić a VfL Wolfsburg csatára, Claudio Pizarro az SV Werder Bremen csatára, a Bayern München egykori támadója és közkedvelt játékosa, Javi Martínez az Athletic Bilbao középpályása, aki a Bundesligában rekordösszeget érő pénzért 40 millió eurós kivásárlási ár ellenében jött és Dante a Borussia Mönchengladbach védője. 2012 nyarán Christian Nerlinger sportigazgató helyére Matthias Sammer, egykori dortmundi és aranylabdás játékos került. Augusztus 12-én saját stadionjában fogadta vendégül a 2012-es évben harmadik németországbeli aranyérmére hajtó Borussia Dortmundot a Bayern a Szuperkupa keretein belül, melyet 2:1 arányban meg is nyert a rivális ellen.
Az előző évek sikertelenségeit követően az FC Bayern München hatalmas elszántsággal vágott neki a végül történelmi sikerrel záruló 2012-2013-as szezonnak.
1. Bundesliga
A bajnokságot már április 6-án, 28. fordulóban megnyerték. 30 rekordot döntött meg a Bayern a Bundesligában. A bajnokság során csupán egy alkalommal szenvedett vereséget a csapat: 1:2-re kapott ki a Bayern München október 28-án a Bayer 04 Leverkusen ellen hazai pályán; valamint négy alkalommal játszott döntetlent a 29 győzelem mellett. A legnagyobb győzelmet is a bajorok aratták: március 28-án 9:2-re győzték le a Hamburger SV csapatát. Végül 91 ponttal nyerték meg a bajnokságot a bajorok, 10 ponttal megjavítva a Dortmund előző szezonban 81 pontos rekordját. 25 pontos rekordot erő előnnyel végzett a Bayern München a tabellán a második Borussia Dortmund előtt.
2. UEFA Bajnokok-ligája

A BL-döntő kezdőcsapatai

A BL-ben a Bayern München csoportelsőként jutott tovább a Valencia CF előtt, majd találkozott az Arsenal FC-vel. Londonban 3-1 arányban győzött a Bayern München, míg Münchenben a londoniak nyertek 0:2-re, de több idegenben lőtt góllal a Bayern München jutott tovább. Elszenvedte szezonbeli harmadik, egyben utolsó vereségét a bajor alakulat. A negyeddöntőben az olasz Juventus FC-vel került szembe a német csapat, akiken 4:0-s összesítéssel (2:0;2:0) jutottak tovább. Az elődöntőben az FC Barcelona lett az ellenfele a Bayern Münchennek. A bajorok 4:0-s hazai, illetve 3:0-s idegenbeli győzelemmel múlták felül a katalánokat, így már 4 éven belül harmadjára játszott a legrangosabb európai kupasorozat döntőjében. A rivális Borussia Dortmund ellen lépett pályára a München alakulat.013-as Bajnokok Ligája döntőjében. A német rangadót a müncheniek nyerték meg 2:1 arányban. A Bayern München a közvélemény szerint a legerősebb csapattá fejlődve ült fel Európa trónjára a Wembley Stadionban 2013. május 25-én.
3. Német-kupa
Az első fordulóban az SSV Jahn Regensburg vendégeként győzött a Bayern München 4:0 arányban. Október végén az 1. FC Kaiserslautern ellen szintén 4:0-os győzelmet arattak hazai pályán. A következő körben az FC Augsburgot győzték le a bajorok 2-0-ra. A negyeddöntőben a Borussia Dortmund ellen győzött a Bayern München alaptásának 113. évfordulóján 1:0-ra Arjen Robben góljával. Az elődöntőben a VfL Wolfsburgot múlták felül a bajorok 6:1-es végeredménnyel. A döntőt szokás szerint a berlini Olympiastadionban rendezték meg. A VfB Stuttgart 3:2-es legyőzésével tudta a Bayern megvalósítani a történelmi triplázást. A kupa gólkirálya Mario Gómez lett a maga 5 találatával.
A 2012-2013-as szezonban a Bayern München a megnyerhető 4 trófeából mind a négyet megnyerte, ezzel végrehajtotta a történelmi triplázást, ami a münchenieken kívül csupán 6 csapatnak sikerült. 2013. június 1-jén a Bayern edzője, Jupp Heynckes visszavonul a labdarúgástól, akit az FC Barcelona egykori sikeredzője, Josep "Pep" Guardiola váltja az FC Bayern München kispadján.

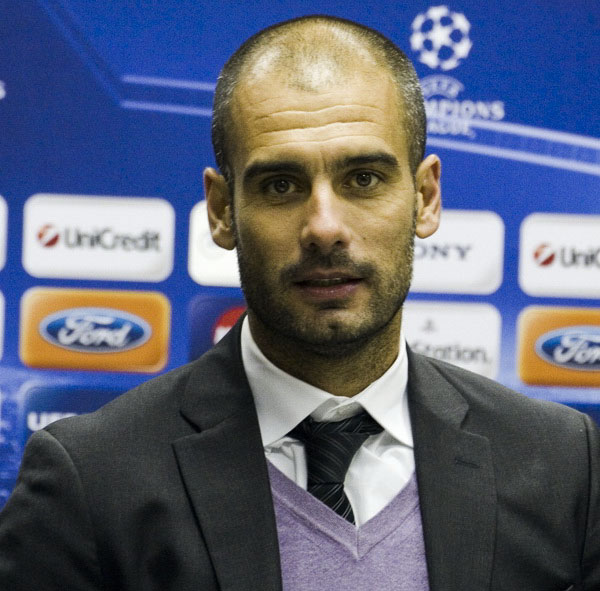
Josep Guardiola 2010-ben

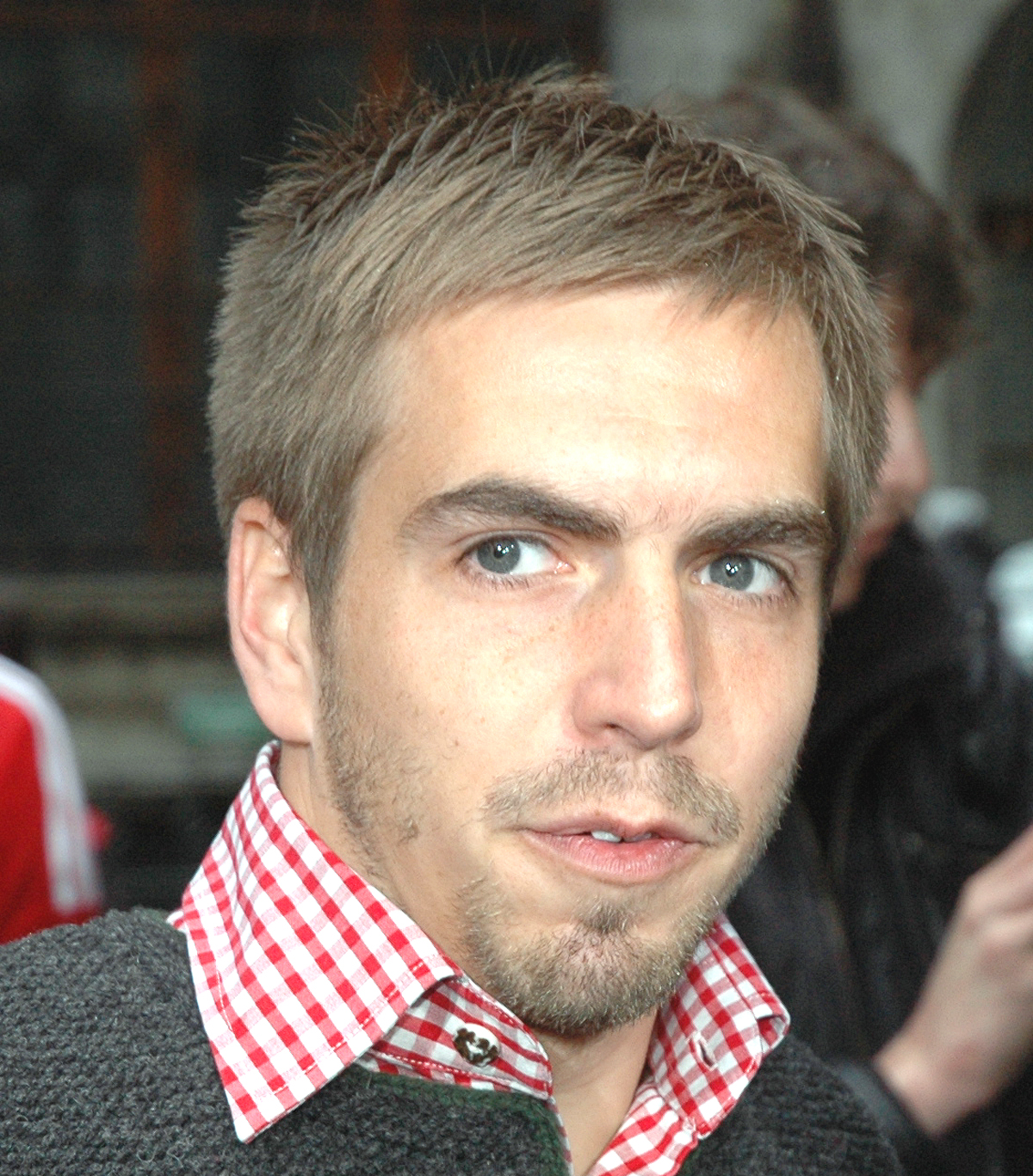
Philipp Lahm, "A leginteligensebb játékos" 2013-ban

2013 júliusától átveszi a csapat irányítását Josep Guardiola, aki azelőtt a spanyol FC Barcelona vezetőedzője volt. Az új edző hatására Mario Götze, a Borussia Dortmund középpályása, valamint Thiago Alcântara, az FC Barcelona középpályása érkezett a csapathoz. A 2013-as német labdarúgó-szuperkupa 4:2-es vereséggel zárult a bajorok számára. Augusztus 30-án megnyerték az UEFA-szuperkupát, így a Bayern lett az első német alakulat, mely el tudta hódítani ezt a nemes trófeát.
Az FC Bayern München történelmében új korszak kezdődött. A csapat új rekordot állított fel a Bajnokok ligájában zsinórban megnyert 10 mérkőzéssel. Decemberben a bajor csapat 2013-as FIFA-klubvilágbajnokságon vett részt, melyet a Guangzhou Evergrande élődöntőbeli 3-0-s, majd a Raja Casablanca elleni döntőben aratott 2:0-s győzelemmel nyerte meg az FC Bayern München.

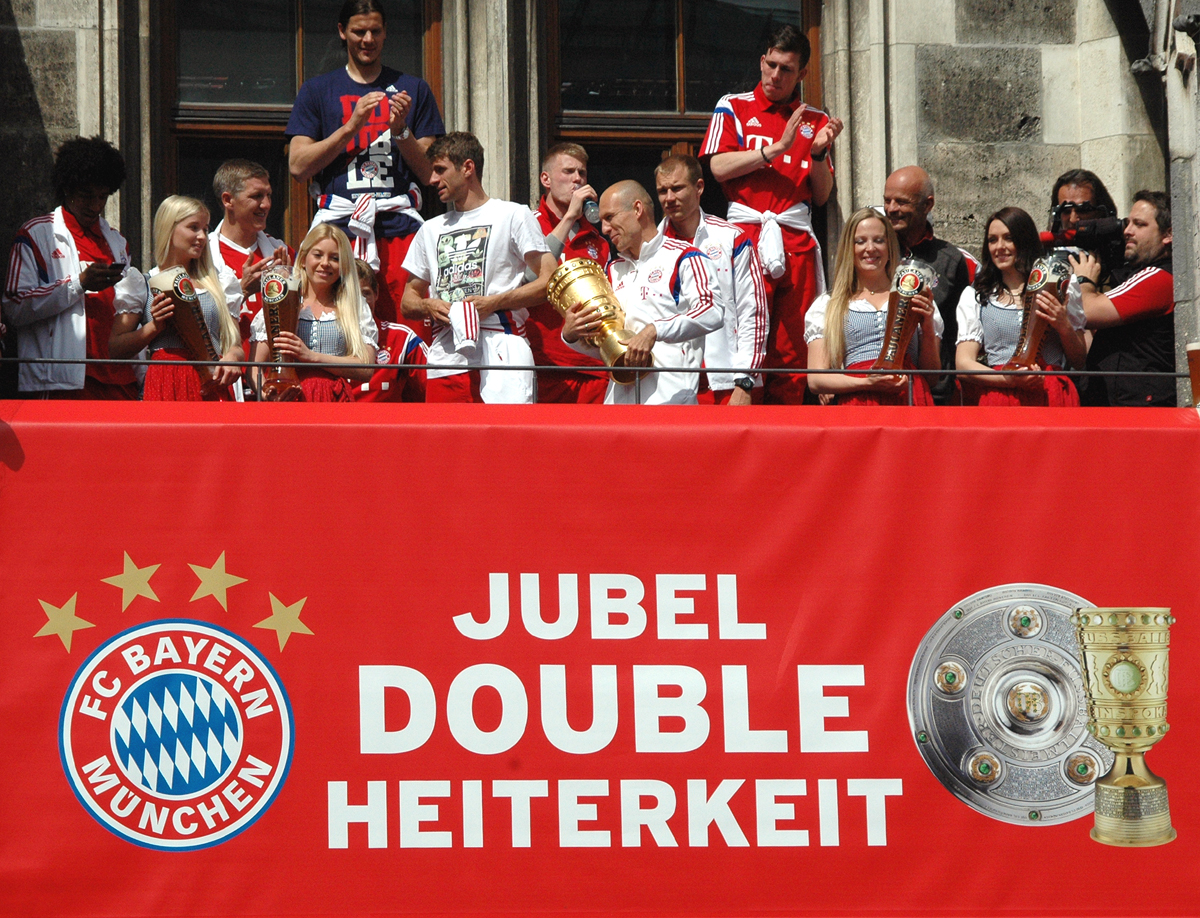
A tizedik duplázás ünneplése

2014. március 13-án Uli Hoeneß adócsalási pere miatt lemondott elnöki posztjáról, így a klublegenda 45 év után már nem áll szolgálatára az FC Bayern München családjának. A bajorok a Bundesligát rekordgyorsasággal nyerték meg a 27. fordulóban március 25-én. Ezen történelmi tettből kifolyólag a csapat elvesztette sikeréhségét és lendületét: következő három mérkőzésén képtelen volt győzni az erősen rotált csapat. A rekordot jelentő 19 mérkőzése tartó győzelmi sorozat a 28. fordulóban szakadt meg. Április 5-én az FC Augsburg ellen elszenvedett 0:1-es vereséggel szakadt meg a csapat 53 mérkőzése tartó veretlenségi sorozata. A Bajnokok ligájában az elődöntőig jutott el a bajor alakulat az Arsenal FC-t legyőzve 3-1-es összesítéssel (2:0; 1:1) a nyolcaddöntőben, majd a negyeddöntőben a 4:2-es összesítéssel (1:1; 3-1) múlták felül a Manchester United FC-t. Az elődöntőben viszont 0-5-ös összesítéssel (0:1; 0:4) estek ki a bajorok a Real Madrid CF ellen. Május 2-án Karl Hopfnert választották meg az egyesület elnökének. Május 17-én a csapat hosszabbításban 2:0-ra győzte le a Borussia Dortmundot a német-kupa-döntőjében. Az FC Bayern München történelme során 10. alkalommal tudott duplázni a szezon végeztével.
2014 nyarán megnyeri a világbajnokságot a Német labdarúgó-válogatott, melynek keretében hét Bayern-játékos szerepelt: Thomas Müller, Philipp Lahm, Bastian Schweinsteiger, Manuel Neuer, Jérôme Boateng, Mario Götze és Toni Kroos. Philipp Lahm lett a második müncheni születésű világbajnok csapatkapitánya a Nationalelf-nek.
A 2014/15-ös szezon felkészülési időszakában a csapat elvesztette a német szuperkupát. Több meghatározó játékos is távozott, mint Toni Kroos és Mario Mandžukić, valamint többek között érkezett Robert Lewandowski és Xabi Alonso az FC Bayern Münchenhez. A világbajnokságot követően nagy volt a sérültek száma, így a középpálya irányítása a hamar beilleszkedő Xabi Alonso és a több poszton játszani képes Philipp Lahm hatáskörébe került. A bajorok a BL-csoportkör után csoportelsőként biztosították helyüket a nyolcaddöntőben. A nyolcaddöntőben a Shakhtar Donetsk csapatát verte megösszesítésben 7:0-ra. A negyeddöntőben az FC Porto csapatát verte meg összesítésben 7:4-re. Az elődöntőben Pep Guardiola előző klubjával, az FC Barcelonával találkoztak, ahol végül az FC Barcelona csapata tudott továbbjutni. A Német kupában sem tudott a csapat diadalmaskodni mivel, még a negyeddöntőt a csapat sikeresen vette a Bayer Leverkusen ellen, de az elődöntőben a Dortmund jutott tovább büntető párbaj után. Végül a csapatnak, "csak" a Bundesligát sikerült megnyernie, ami ez az FC Bayern Münchennek a 25. Bundesliga címe volt. Ezzel a csapat egymást követő 3 évben hódította el a Bundesliga címet. Így a következő szezonban (2015/16) rekordot állíthatnak fel a bajorok, mivel még a Bundesliga történelmében egyik csapatnak sem sikerült 4 egymást követő évben elhódítani a Bundesliga címet.
A 2015/16-os szezon kezdetén, az FC Bayern München egyik legikonikusabb játékosa, Bastian Schweinstieger hagyta el a klubot, de érkezők terén Arturo Vidal, Douglas Costa, Kingsley Coman, Joshua Kimmich és Sven Ulreich érkezett a csapathoz. A német szuperkupát nem sikerült a csapatnak megszereznie, mivel Vfl Wolfsburg büntetőpárbajban kerekedett felül a csapaton. A szezon kezdés remekül indult a bajorok számára és decemberig hihetetlen menetelést folytatott a csapat, de a későbbiekben sem maradtak el a sikerek. Az ősszel a csapat a nagyobb riválisait igencsak nagy gólzáporos meccseken győzte le, a Bayer Leverkusent 3:0-ra, a Wolfsburgot 5:1-re verte, köszönhetően Robert Lewandowski hihetetlen teljesítményének, aki 9. perc alatt 5 gólt rúgott csereként beállva, a Dortmundot szintén 5:1-re, a Schalkét 3:1-re, az Arsenált 5:1-re. A csapat a Bajnokok Ligája csoportköréből csoport elsőként jutott tovább, a nyolcaddöntőben a Juventus (2:2; 4:2) csapatán jutott tovább, a negyeddöntőben az Sl Benfica (1:0; 2:2) csapatán jutott túl az elődöntőbe. Az elődöntőben az Atletico de Madrid ellen két szoros mérkőzésen dőlt el a párharc. Madridban Saúl góljával győzött az Atletico, míg Münchenben 2-1-re ugyan nyert a Bayern, de idegenben lőtt góllal a spanyolok jutottak a fináléba. A Német kupában a csapat az elődöntőben a Werder Bremen csapatát verte 2:0-ra, így a bajorok bejutottak a döntőbe, (ahol a Dortmund csapatával találkoztak, és győztek 0-0-s döntetlen után büntetőkkel). A szezon végén három év után Pep Guardiola távozott a csapat kispadjáról és átadta a helyét Carlo Ancelottinak.

## Az egyesület eddigi fennállása során használt nevek
| Időszak   | Elnevezés                                               |
| --------- | ------------------------------------------------------- |
| 1900–1906 | Münchner Fußball-Club Bayern (FC Bayern München)        |
| 1906–1919 | Bayern, Fußballabteilung des M.S.C. (FA Bayern München) |
| 1919–1923 | TuSpV Jahn München (FA Bayern München)                  |
| 1923 óta  | FC Bayern München e.V (FC Bayern München)               |

## Himnusz és mottó

### Himnusz
Az FC Bayern München más csapatokhoz hasonlóan több szurkolói dallal rendelkezik: "Viva, viva FC Bayern"; "FC Bayern, Forever Number One"; "Jetzt gehts los"; "Bayrische Welle"; "Wir sind FC Bayern". Az FC Bayern München himnuszának a Willy Astor művésznéven futó német énekes által szerzett "Stern des Südens" című zeneművet tekintik.
FC Bayern – Stern des Südens
Welche Münchner Fussballmannschaft kennt man auf der ganzen Welt?
Wie heisst dieser Klub der hierzulande die Rekorde hält?
Wer hat schon gewonnen, was jemals zu gewinnen gab?
Wer bringt seit Jahrzehnten unsere Bundesliga voll auf Trab?
FC Bayern Stern des Südens, Du wirst niemals untergehen,
weil wir in guten wie in schlechten Zeiten zueinander stehen.
FC Bayern, Deutscher Meister, ja so heißt er mein Verein,
ja so war es, und so ist es, und so wird es immer sein.
Wo wird lauschend angegriffen wo wird taeglich spioniert?
Wo ist Presse wo ist Rummel wo wird immer diskutiert?
Wer spielt in jedem Stadion vor ausverkauften Haus?
Wer hält den grossen Druck der Gegener stets aufs Neue aus?
FC Bayern Stern des Südens, Du wirst niemals untergehen,
weil wir in guten wie in schlechten Zeiten zueinander stehen.
FC Bayern Deutscher Meister, ja so heisst er mein Verein,
ja so war es, und so ist es, und so wird es immer sein.
Ob Bundesliga, im Pokal oder Championsleague,
ja gibt es denn was schoeneres als einen Bayernsieg?
Hier ist Leben, hier ist Liebe, hier ist Feuer,
und es bleibt Bayern München Deutschlands Bester, bis in alle Ewigkeit.
FC Bayern Stern des Südens, Du wirst niemals untergehen,
weil wir in guten wie in schlechten Zeiten zueinander stehen.
FC Bayern Deutscher Meister, ja so heisst er mein Verein,
ja so war es, und so ist es, und so wird es immer sein.

### Mottó
Az FC Bayern München hitvallásának is nevezett 16 irányelv az egyesület mottója. A vezetők az egyesületet az irányelvek alapján irányítják. Ez a 16 irányelv a Bayern München hosszú története során folyamatosan alakult ki és állandóan emlékezteti a csapat tagjait az egyesület által képviselt filozófiára. Ezek formálták Németország legsikeresebb klubját a mai képére, illetve határozzák meg mindenkori küldetését. A 16 irányelvet a klub vezetői először a 2009 nyarán kiadott Mia san Mia! című könyvben gyűjtötték össze, és magyarázták meg jelentésüket. A könyv példányai nem kerültek elárusításra. A művet csak az egyesület játékosai, alkalmazottai és partnerei kapták meg.
A vezető irányelv az 1980-as években jött létre, amikor a játékosok bajnoki győzelmüket ünnepelve a Városháza erkélyén bajorul ezt énekelték:

- Mia san Mia – Vagyunk, akik vagyunk

Az FC Bayern München leghíresebb irányelve, mottója. Ez az elv emlékezteti a vezetőséget, a játékosokat és a szurkolókat, hogy büszkén kell vállalni a csapat történelmének minden pillanatát: a győzelmeket és vereségeket egyaránt.

## Klubszínek

### Mezek
Az egyesület 1900. február 27-i megalapítása után bajor színekbe öltözött: 1902-ig a csapat fehér nadrágba és halványkék ingbe öltözött. 1902-ben változtatott a csapat öltözékén, és 1906-ig fekete bőrnadrágba és fehér ingbe öltöztek a játékosok. Innen ered a "Bőrnadrágosok" becenév. A labdarúgócsapat az 1906-os Münchner Sport-Club sportegyesülettel való egyesülése után került fel az egyesület színskálájára a vörös szín. 1906-tól 1909-ig fekete lábszárvédőben, vörös nadrágban és fehér ingben léptek pályára. 1908-ig nadrágjukat egy bőrszíjjal kötötték át. A piros-vörös szín az ingre először 1908-ban került fel: az ing ujja és gallérja borult pirosba. 1909 és 1912 között a csapat nadrágja változatlanul vörös maradt, viszont ingükön függőlegesen vörös és halványkék csíkok váltakoztak. 1912-től a Münchner Sport-Club sportegyesületéből való 1919-es kiválásáig a labdarúgócsapat ismét vörös nadrágban és fehér ingben játszott, majd szerelésük színösszetételét megtartották a TV Jahn München és aTuSpV Jahn München sportegyesületekkel való összeolvadása és 1923-as szétválása után is.
1906 óta először 1923-ban rendelkezett maga felett önálló egyesületként az FC Bayern München. 1924-ben hímezték fel a máig változatlan szerveződésű egyesület első címereit. Egészen 1927-ig viselt a Bayern München vörös nadrágot és fehér inget. 1927-ben a fehér ingen vörös függőleges csíkok jelentek meg. Ebben az összeállításban 1931-ig játszottak bajorok. 1931-től 1955-ig vörös nadrág és vörös újjú fehér ingben játszottak. 1938 és 1945 között a rendszernek megfelelően a mezen az "FC Bayern München" klubnév mellett a horogkeresztet is fel kellett tüntetnie az egyesületnek. A második világháború után ismét Bayern München címert hímeztek a mezre.
1955-től 1957-ig fekete nadrág és vörös ing volt a csapat szerelése, viszont egy alternatív felszereléssel is rendelkezett az egyesület, melynek az összeállítása nem tért el az előző évek szerelésétől. 1962-től 1966-ig vörös nadrág és fehér mez volt a csapat hazai szerelése, 1963-tól 1966-ig piros nadrág és póló volt a csapat idegenbeli szerelése.
Az 1970-es évektől már általában szezonról szezonra váltakoztak a Bayern München mezei, viszont a domináló színpáros, a fehér és piros/vörös színek 1991-ig változatlanul megmaradtak. A '70-es évek elején a kék szín is felkerült csíkokban a mezre. Harmadik számú mezzel a Bayern München először az 1982–1983-as szezonban rendelkezett, melynek színei a sárga, a zöld és halványkék voltak. Az 1989–1990-es szezontól a csapat töretlenül tervez egy harmadik számú mezt.
1991-től 2002-ig a kék szín hol kisebb, hol nagyobb felületen domináló elemként volt jelen az FC Bayern München mezén. 2003-tól 2014-ig a hazai mezen a piros szín, 2006 óta az idegenbeli mezen a fehér szín, 2004 óta a harmadik számú mezen (BL-mezen) a sötét színek dominálnak. A 2013–2014-es szezonban a klub idegenbeli mezét oktoberfesti és bajor népviseletű motívumok díszítették.
A csapatoknak fel kell tüntetniük annak a versenysorozatnak a logójat, amiben részt vesznek (pl.: nemzeti bajnokság, nemzeti kupa, kontinentális rendezvények, interkontinentális rendezvények logója). Ezeket a logókat a mezek ujjain helyezi el a Bayern München. Az egyesület címerét baloldalt a szív felett, a mezgyártó Adidas nevét jobboldalt, a mezszponzor nevét/logóját hasi tájékon tünteti fel a csapat. A 2013-as FIFA-klubvilágbajnokság megnyerését követően klubvilágbajnoki címvédőként köteles volt feltüntetni a mez felületén a klubvilágbajnoki jelvényt.

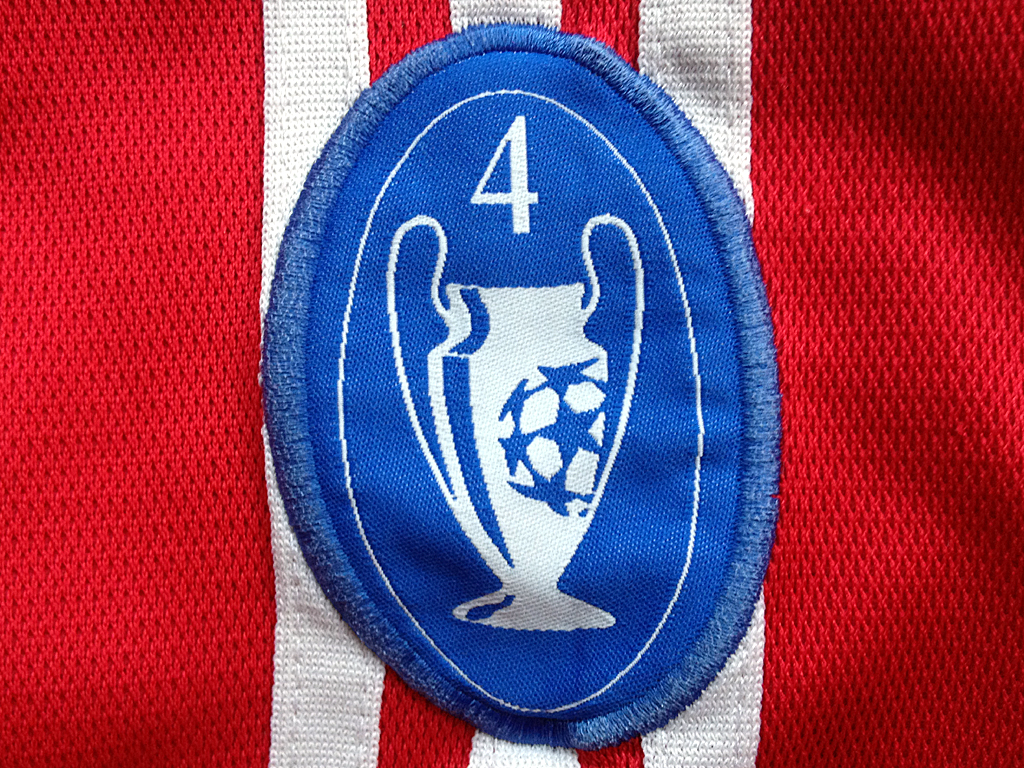
A Bayern München 4 BL-győzelmét jelölő logó (érvényes volt 2001 és 2013 között)

| Szponzor               | Időszak   |
| ---------------------- | --------- |
| Adidas                 | 1974–1978 |
| Magirus-Deutz és Iveco | 1978–1984 |
| Commodore              | 1984–1989 |
| Opel                   | 1989–2002 |
| Német Telekom          | 2002 óta  |

### Címerek
Az alapítást követően az FC Bayern München címerként az "F.C.B.M." monogramot használta. A Münchner Sport-Club sportegyesületébe való beolvadást követően a labdarúgó osztályt képező FA Bayern München rövid ideig felvette az "M.S.C." monogramot a csapat jelöléseként, majd új címert tervezve felkerült a logóra az F.A. (Fußballabteilung, magyarul labdarúgó osztály) rövidítés. Miután 1919-ben a Münchner Sport-Club, 1923-ban négy év együttműködést követően a TV Jahn München és TuSpV Jahn München nem képezett egy egyesületet a Bayern München labdarúgó csapatával az FC Bayern München önállósuló egyesületként új címert tervezett. Később ovál alakban a bajor zászlót és a klubnevet tüntette fel. A második világháború alatt viszont a horogkeresztre kellett cseréljék a bajor zászlót a címer közepén, melyet az "FC Bayern München" klubnév övezett. Az 1961-től 1970-ig használt címer alapján tervezték meg a klub jelenlegi logójának formáját, mely 1970 óta több változtatáson esett át.

## Eredmények
Az FC Bayern München történelme során nemzeti és nemzetközi szinten 67 hivatalos trófeát nyert.

### Nemzeti szinten
Az FC Bayern München nemzeti szinten 65 hivatalos trófeát nyert.
- Fußball-Bundesliga/Német Bajnokság

bajnok (33): 1932, 1968–69, 1971–72, 1972–73, 1973–74, 1979–80, 1980–81, 1984–85, 1985–86, 1986–87, 1988–89, 1989–90, 1993–94, 1996–97, 1998–99, 1999–2000, 2000–01, 2002–03, 2004–05, 2005–06, 2007–08, 2009–10, 2012–13, 2013–14, 2014–15, 2015–16, 2016–17, 2017–18, 2018–19, 2019–20, 2020–21, 2021–22, 2022–23
második (10): 1969–70, 1970–71, 1987–88, 1990–91, 1992–93, 1995–96, 1997–98, 2003–04, 2008–09, 2011–12
- Német (DFB)-Kupa

győztes (19): 1957, 1966, 1967, 1969, 1971, 1982, 1984, 1986, 1998, 2000, 2003, 2005, 2006, 2008, 2010, 2013, 2014, 2016, 2019
döntős (3): 1985, 1999, 2012
- Ligakupa

győztes (6): 1997, 1998, 1999, 2000, 2004, 2007
második (1): 2006
- Német Szuperkupa

győztes (8): 1987, 1990, 2010, 2012, 2016, 2017, 2018, 2020
döntős (6): 1989, 1994, 2013, 2014, 2015, 2019
Nem hivatalos győzelem: 1982

### Nemzetközi szinten
Az FC Bayern München nemzetközi szinten 14 hivatalos trófeát nyert.
- Bajnokcsapatok Európa-kupája/ UEFA-bajnokok ligája

győztes (6): 1974, 1975, 1976, 2001, 2013, 2020
döntős (5): 1982, 1987, 1999, 2010, 2012
- Kupagyőztesek Európa-kupája

győztes (1): 1967
- UEFA-kupa

győztes (1): 1996
- UEFA-szuperkupa

győztes (2): 2013, 2020
döntős (3): 1975, 1976, 2001
visszalépett: 1974
- Interkontinentális kupa

győztes (2): 1976, 2001
visszalépett : 1974, 1975
- FIFA-klubvilágbajnokság

bajnok (2): 2013, 2020

### Regionális szinten
Az alábbiakban az FC Bayern München a német labdarúgórendszer regionális szerveződésének időszakából származó (1897–1963) hivatalos regionális eredményei találhatóak.
- Délnémet labdarúgó-bajnokság (1897–1933)

Bajnok (2): 1925–26, 1927–28
Második (5): 1907–1908, 09–10, 1910–11, 1928–29, 1931–32
- Délnémet kupa

Győztes (1): 1957
Döntős (1): 1923
- München Városi Bajnokság (Regionale Meisterschaft Bayern, Oberbayern), (Münchner Stadtmeisterschaft) (I)

Győztes (2): 1904, 1905
Nem hivatalos győzelem (2): 1902, 1903
- Keleti Bajnokság (Ostkreis-Liga) (I)

Győztes (2): 1908, 1910, 1911
Második (4): 1912, 1913, 1917, 1918 (rekord)
- Délbajor Területi Bajnokság (Kreisliga Südbayern) (I)

Győztes (2): 1920, 1923 (megosztott rekord)
Második (1): 1922
- Bajor Körzeti Bajnokság (Bezirksliga Bayern) (I)

Győztes (1): 1925–26
- Délbajor Körzeti Bajnokság (Bezirksliga Süd-Bayern) (I)

Győztes (6): 1927–28, 1928–29, 1929–30, 1930–31, 1931–32, 1932–33 (rekord)
- Bajor Kerületi Bajnokság (Gauliga Bayern) (I)

Győztes (2): 1943–44, 1944–45
- Dél-németországi Regionalliga (Regionalliga Süd) (1963-74) (II)

Győztes (1): 1964–65
Második (1): 1963–64

### Elismerések és díjak
Az alábbiakban az FC Bayern München szakértők, újságírók által megszavazott szubjektív elismerései, díjai vannak felsorolva:
- Év Német Sportcsapata (3): 1967, 2001, 2013[176]
- IFFHS Év Klubcsapata (1): 2013[177][178]
- FIFA Fair Play-díj (1): 2013[179]
- World Soccer Magazine Év Csapata (1): 2013[180]
- Laureus Év Sportcsapata (1): 2014[181]

## Játékosok

### Jelenlegi keret
Utolsó módosítás: 2025. február 4.
A vastaggal jelzett játékosok felnőtt válogatottsággal rendelkeznek.
A dőlttel jelzett játékosok kölcsönben szerepelnek a klubnál.
| Mezszám       | Név                 | Nemzetiség           | Születési hely         | Születési idő (kor)            | Korábbi csapat           | Érték (€)   | Szerződés lejárta |
| Kapusok       | Kapusok             | Kapusok              | Kapusok                | Kapusok                        | Kapusok                  | Kapusok     | Kapusok           |
| ------------- | ------------------- | -------------------- | ---------------------- | ------------------------------ | ------------------------ | ----------- | ----------------- |
| 1             | Manuel Neuer        | német                | Gelsenkirchen          | 1986. március 27. (39 éves)    | FC Schalke 04            | 4 000 000   | 2025.06.30.       |
| 18            | Daniel Peretz       | Izrael · német       | Tel-Aviv               | 2000. július 10. (25 éves)     | MK Makkabi Tel-Aviv      | 3 000 000   | 2028.06.30.       |
| 26            | Sven Ulreich        | német                | Schorndorf             | 1988. augusztus 3. (37 éves)   | Hamburger SV             | 500 000     | 2025.06.30.       |
| 40            | Jonas Urbig         | német                | Euskirchen             | 2003. augusztus 8. (22 éves)   | SpVgg Greuther Fürth     | 3 000 000   | 2029.06.30.       |
| Védők         |                     |                      |                        |                                |                          |             |                   |
| 2             | Dayot Upamecano     | francia · GNB        | Évreux                 | 1998. október 27. (26 éves)    | RB Leipzig               | 50 000 000  | 2026.06.30.       |
| 3             | Kim Mindzse         | Dél-Korea            | Tongyeong              | 1996. november 15. (28 éves)   | SSC Napoli               | 45 000 000  | 2028.06.30.       |
| 6             | Joshua Kimmich      | német                | Rottweil               | 1995. február 8. (30 éves)     | VfB Stuttgart            | 50 000 000  | 2025.06.30.       |
| 15            | Eric Dier           | ENG · portugál       | Cheltenham             | 1994. január 15. (31 éves)     | Tottenham Hotspur FC     | 8 000 000   | 2025.06.30.       |
| 19            | Alphonso Davies     | kanadai · libéria    | Buduburam              | 2000. november 2. (24 éves)    | Vancouver Whitecaps FC   | 50 000 000  | 2025.06.30.       |
| 21            | Itó Hiroki          | JPN                  | Hamamacu               | 1999. május 12. (26 éves)      | VfB Stuttgart            | 30 000 000  | 2028.06.30.       |
| 22            | Raphaël Guerreiro   | portugál · francia   | Le Blanc-Mesnil        | 1993. december 22. (31 éves)   | Borussia Dortmund        | 10 000 000  | 2026.06.30.       |
| 23            | Sacha Boey          | francia              | Montreuil              | 2000. szeptember 13. (24 éves) | Galatasaray SK           | 18 000 000  | 2028.06.30.       |
| 28            | Tarek Buchmann      | német · Togo         | Augsburg               | 2005. február 28. (20 éves)    | Utánpótlásból került fel | 500 000     | 2026.06.30.       |
| 44            | Josip Stanišić      | horvát · német       | München                | 2000. április 2. (25 éves)     | Bayer 04 Leverkusen      | 28 000 000  | 2029.06.30.       |
| Középpályások |                     |                      |                        |                                |                          |             |                   |
| 8             | Leon Goretzka       | német                | Bochum                 | 1995. február 6. (30 éves)     | FC Schalke 04            | 22 000 000  | 2026.06.30.       |
| 16            | João Palhinha       | portugál             | Lisszabon              | 1995. július 9. (30 éves)      | Fulham FC                | 40 000 000  | 2028.06.30.       |
| 17            | Michael Olise       | francia · angol      | London                 | 2001. december 11. (23 éves)   | Crystal Palace FC        | 65 000 000  | 2027.06.30.       |
| 24            | Gabriel Vidović     | horvát · német       | Augsburg               | 2003. december 1. (21 éves)    | 1. FSV Mainz 05          | 3 000 000   | 2026.06.30.       |
| 27            | Konrad Laimer       | osztrák              | Salzburg               | 1997. május 27. (28 éves)      | RB Leipzig               | 25 000 000  | 2027.06.30.       |
| 42            | Jamal Musiala       | német · ENG          | Stuttgart              | 2003. február 26. (22 éves)    | Utánpótlásból került fel | 140 000 000 | 2026.06.30.       |
| 45            | Aleksandar Pavlovic | német · szerb        | München                | 2004. május 3. (21 éves)       | Utánpótlásból került fel | 50 000 000  | 2029.06.30.       |
| Támadók       |                     |                      |                        |                                |                          |             |                   |
| 7             | Serge Gnabry        | német · CIV          | Stuttgart              | 1995. július 14. (30 éves)     | SV Werder Bremen         | 35 000 000  | 2026.06.30.       |
| 9             | Harry Kane          | ENG                  | London                 | 1993. július 28. (32 éves)     | Tottenham Hotspur FC     | 90 000 000  | 2027.06.30.       |
| 10            | Leroy Sané          | német · francia      | Essen                  | 1996. január 11. (29 éves)     | Manchester City FC       | 45 000 000  | 2025.06.30.       |
| 11            | Kingsley Coman      | francia · Guadeloupe | Párizs                 | 1996. június 13. (29 éves)     | Juventus FC              | 30 000 000  | 2027.06.30.       |
| 20            | Arijon Ibrahimović  | német · KOS          | Nürnberg               | 2005. december 11. (19 éves)   | Frosinone Calcio         | 4 000 000   | 2029.06.30.       |
| 25            | Thomas Müller       | német                | Weilheim in Oberbayern | 1989. szeptember 13. (35 éves) | Utánpótlásból került fel | 10 000 000  | 2025.06.30.       |

| Név                   | Poszt       | Nemzetiség           | Születési hely | Születési idő (kor)            | Kölcsönben itt       | Érték (€)  | Kölcsön lejárta |
| --------------------- | ----------- | -------------------- | -------------- | ------------------------------ | -------------------- | ---------- | --------------- |
| Alexander Nübel       | kapus       | német                | Paderborn      | 1996. szeptember 30. (28 éves) | VfB Stuttgart        | 10 000 000 | 2025.06.30.     |
| Ádám Aznú             | védó        | MAR · ESP            | Barcelona      | 2006. április 2. (19 éves)     | Real Valladolid      | 3 000 000  | 2025.06.30.     |
| Frans Krätzig         | védő        | német                | Nürnberg       | 2003. január 14. (22 éves)     | 1. FC Heidenheim     | 1 500 000  | 2025.06.30.     |
| Matteo Pérez Vinlöf   | védő        | svéd · PER           | Stockholm      | 2005. december 18. (19 éves)   | FK Austria Wien      | 1 000 000  | 2025.06.30.     |
| Maurice Krattenmacher | középpályás | német                | Bad Aibling    | 2005. augusztus 11. (20 éves)  | SSV Ulm 1846         | 2 500 000  | 2025.06.30.     |
| Lovro Zvonarek        | középpályás | horvát               | Csáktornya     | 2005. május 8. (20 éves)       | SK Sturm Graz        | 2 500 000  | 2025.06.30.     |
| Paul Wanner           | támadó      | német · osztrák      | Dornbirn       | 2005. december 23. (19 éves)   | 1. FC Heidenheim     | 18 000 000 | 2025.06.30.     |
| Gibson Adu            | támadó      | német                | Németország, ? | 2008. február 14. (17 éves)    | SpVgg Unterhaching   | 1 000 000  | 2025.06.30.     |
| Armindo Sieb          | támadó      | német                | Halle          | 2008. február 14. (17 éves)    | 1. FSV Mainz 05      | 4 000 000  | 2026.06.30.     |
| Mathys Tel            | támadó      | francia · Guadeloupe | Sarcelles      | 2005. április 27. (20 éves)    | Tottenham Hotspur FC | 30 000 000 | 2025.06.30.     |
| Bryan Zaragoza        | támadó      | spanyol              | Málaga         | 2001. szeptember 9. (23 éves)  | CA Osasuna           | 12 000 000 | 2025.06.30.     |

### Visszavonultatott mezszám(ok)
- 12 = Más csapatokhoz hasonlóan a Bayern is visszavonultatta a 12-es mezszámot. Felajánlotta a szurkolóknak, hogy ők lehessenek a csapat 12. játékosa.

### Minden idők legjobb csapata
2005. június 1-jén, az Allianz Arena megnyitóján a Bayern München nyilvánosságra hozta az internetes szavazás szerinti "Minden idők legjobb csapatát". 66 000 szurkoló szavazott a játékosokra, egy rövid lista prezentálta őket.

### Jelentős játékosok
A játékosok névsora az FC Bayern München által kiadott Unser Verein, unsere Geschichte című történelmi könyv alapján került összeállításra.

### Legendás játékosok
Az alábbi lista az FC Bayern München Hall of Fame-be beiktatott, hivatalosan elismert legendás játékosok névsorát tartalmazza.
- -  Konrad Heidkamp

-  Franz Beckenbauer
-  Gerd Müller
-  Sepp Maier
-  Franz Roth
-  Uli Hoeneß
-  Konrad Heidkamp
-  Paul Breitner
-  Hans-Georg Schwarzenbeck
-  Karl-Heinz Rummenigge
-  Dieter Hoeneß
-  Klaus Augenthaler
-  Roland Wohlfarth
-  Lothar Matthäus
-  Stefan Effenberg
-  Mehmet Scholl
-  Oliver Kahn
-  Bixente Lizarazu
-  Giovane Élber
-  Philipp Lahm

### Csapatkapitányok
Az FC Bayern München jelenlegi csapatkapitánya Manuel Neuer, csapatkapitány-helyettese Thomas Müller illetve Joshua Kimmich.
| Időszak   | Csapatkapitány           |
| --------- | ------------------------ |
| 1965–1970 | Werner Olk               |
| 1970–1977 | Franz Beckenbauer        |
| 1977–1979 | Sepp Maier               |
| 1979      | Gerd Müller              |
| 1979–1980 | Hans-Georg Schwarzenbeck |
| 1980–1983 | Paul Breitner            |
| 1983–1984 | Karl-Heinz Rummenigge    |
| 1984–1991 | Klaus Augenthaler        |
| 1991–1994 | Raimond Aumann           |
| 1994–1996 | Lothar Matthäus          |
| 1997–1999 | Thomas Helmer            |
| 1999–2002 | Stefan Effenberg         |
| 2002–2008 | Oliver Kahn              |
| 2008–2011 | Mark van Bommel          |
| 2011–2017 | Philipp Lahm             |
| 2017–     | Manuel Neuer             |

### Díjazott játékosok
A statisztika azon labdarúgókat tartalmazza, akik az FC Bayern München játékosaként nyerték el a díjat.

#### Németország gólkirályai

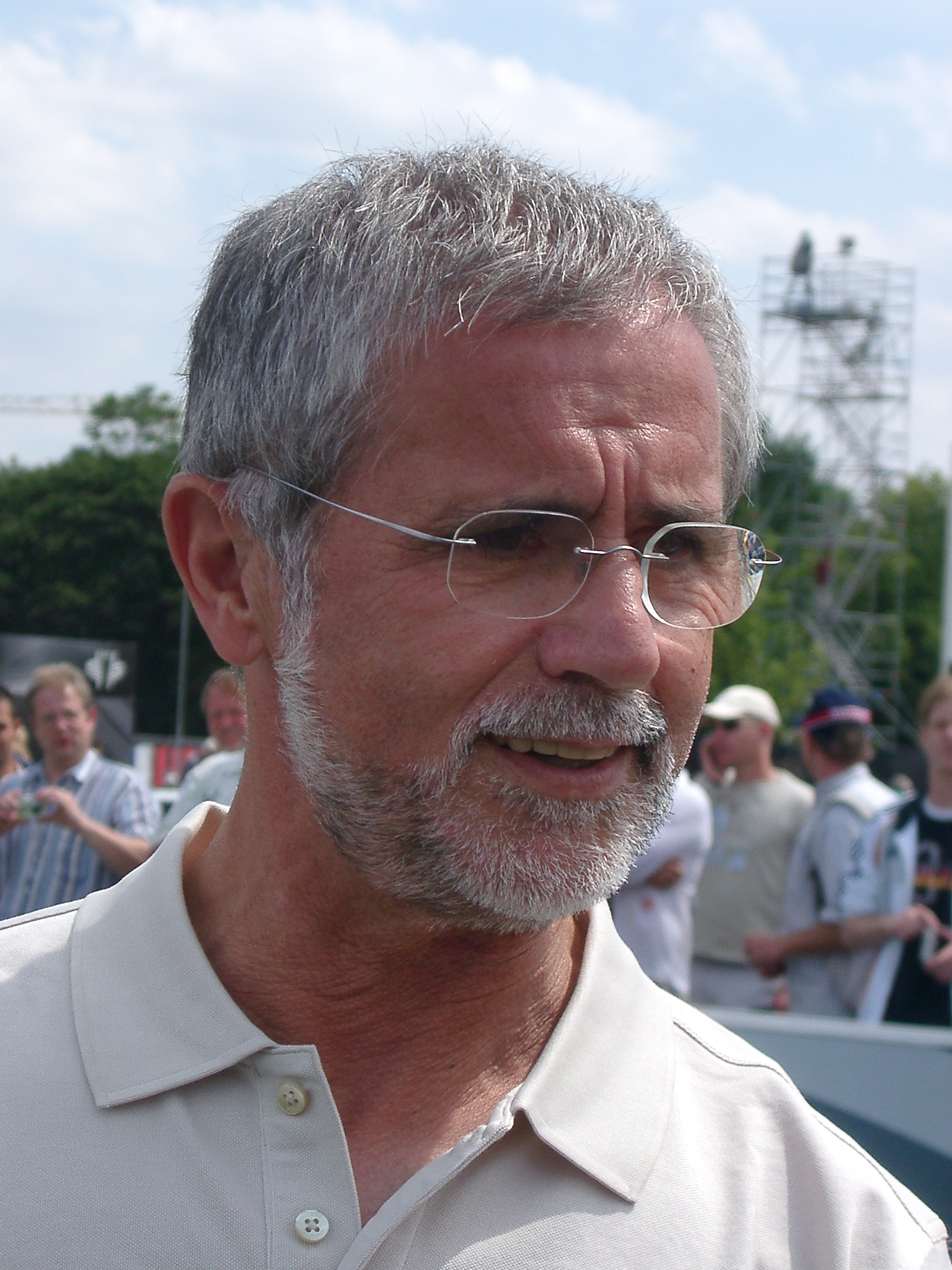
A hétszeres német gólkirály, kétszeres aranycipős, egyszeres aranylabdás Gerd Müller

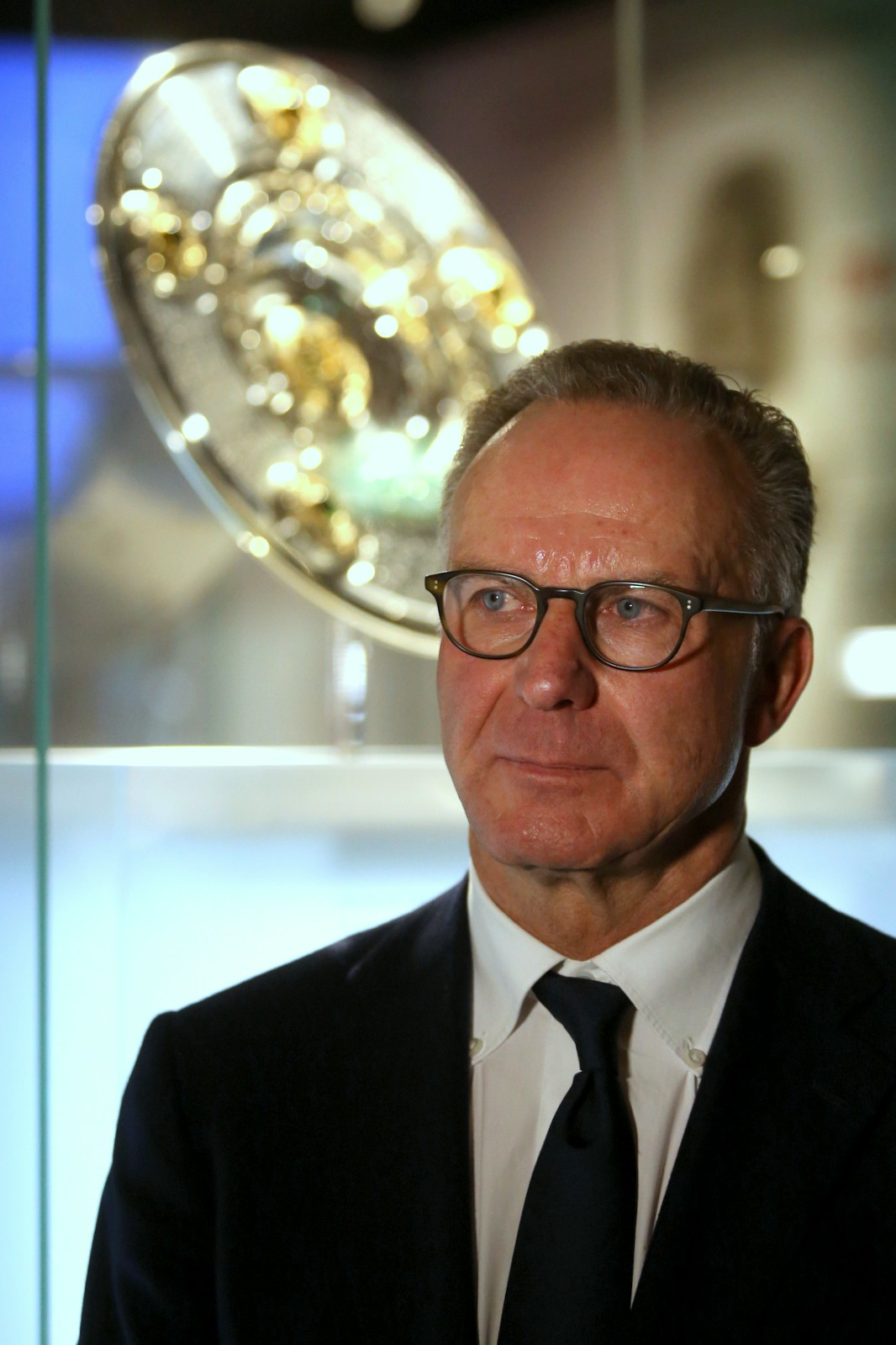
A háromszoros német gólkirály, kétszeres aranylabdás, bronzcipős Karl-Heinz Rummenigge

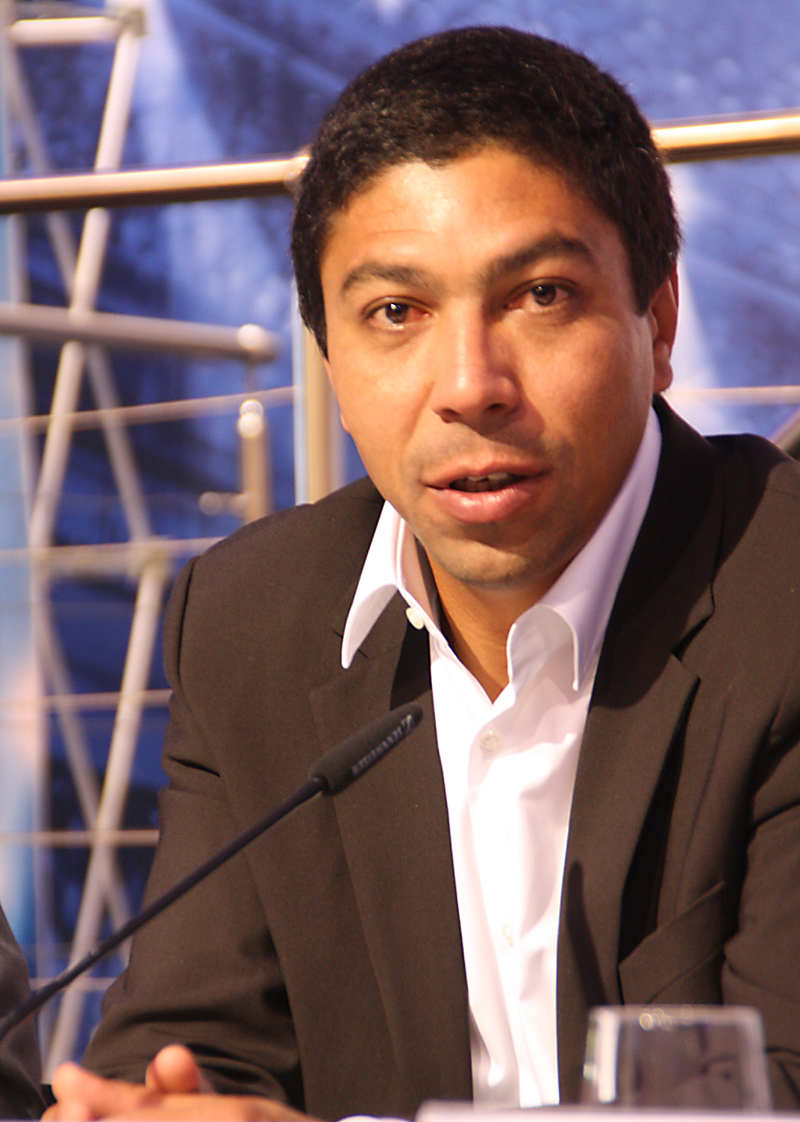
Giovane Élber, a klub első külföldi gólkirálya

A német gólkirályi címet az a játékos kapja meg, aki a Német labdarúgó-bajnokság első osztályában a legtöbb gólt szerzi egy szezon alatt. A díjat a Nyugat-német labdarúgó-bajnokság első osztályának első, 1963–1964-es szezonja óta ítélik oda a legtöbb gólt szerző labdarúgónak, melyet 1966-ig a Német Labdarúgó-szövetség (DFB) adta át, 1966-tól a Kicker sportmagazin adja át. Számos alkalommal a díj megosztásra került több játékos között szerzett gólok egyenlősége miatt.
A díjat legtöbbnek számító 7 alkalommal az FC Bayern München játékosa, Gerd Müller hódította el, aki így két alkalommal kiérdemelte az Európai aranycipőt az 1969–1970-es és az 1971–1972-es szezon során. Az egy szezon alatt legtöbb szerzett gól rekordját is Gerd Müller tartja 40 találatával az 1971–1972-es szezon óta. Az FC Bayern München színeiben továbbá németként Karl-Heinz Rummenigge három alkalommal, később Roland Wohlfarth két alkalommal hódította el még. Első külföldi gólkirály játékosa a klubnak Giovane Élber a 2002–2003-as szezonból, akit a 2007–2008-as szezonban a szintén külföldi, olasz Luca Toni követett. Legutóbb a német Mario Gómez személyében nyerte el a díjat FC Bayern München játékosa a 2010–2011-es szezon során.
| Szezon    | Nemzetiség | Játékos neve          | Gólok száma |
| --------- | ---------- | --------------------- | ----------- |
| 1966–1967 | német      | Gerd Müller           | 28*         |
| 1968–1969 | német      | Gerd Müller           | 30          |
| 1969–1970 | német      | Gerd Müller           | 38          |
| 1971–1972 | német      | Gerd Müller           | 40          |
| 1972–1973 | német      | Gerd Müller           | 36          |
| 1973–1974 | német      | Gerd Müller           | 30**        |
| 1977–1978 | német      | Gerd Müller           | 34***       |
| 1979–1980 | német      | Karl-Heinz Rummenigge | 26          |
| 1980–1981 | német      | Karl-Heinz Rummenigge | 29          |
| 1983–1984 | német      | Karl-Heinz Rummenigge | 26          |
| 1988–1989 | német      | Roland Wohlfarth      | 17****      |
| 1990–1991 | német      | Roland Wohlfarth      | 21          |
| 2002–2003 | brazil     | Giovane Élber         | 21*****     |
| 2007–2008 | olasz      | Luca Toni             | 24          |
| 2010–2011 | német      | Mario Gómez           | 28          |
| 2015–2016 | lengyel    | Robert Lewandowski    | 30          |
| 2017–2018 | lengyel    | Robert Lewandowski    | 29          |
| 2018–2019 | lengyel    | Robert Lewandowski    | 22          |
| 2019–2020 | lengyel    | Robert Lewandowski    | 34          |
| 2020–2021 | lengyel    | Robert Lewandowski    | 41          |

* A gólkirályi cím megosztva Lothar Emmerich, a Borussia Dortmund játékosával.

** A gólkirályi cím megosztva Jupp Heynckes, a Borussia Mönchengladbach játékosával.

*** A gólkirályi cím megosztva Dieter Müller, az 1. FC Köln játékosával.

**** A gólkirályi cím megosztva Thomas Allofs, az 1. FC Köln játékosával.

***** A gólkirályi cím megosztva Thomas Christiansen, a VfL Bochum játékosával.

#### Európai aranycipő
Az Európai aranycipő azt a játékost illeti meg, aki az európai bajnokságokban a legtöbb gólt szerzi egy szezon alatt. A fogalom már az 1888–1889-es labdarúgó szezontól kezdve létezett, de hivatalosan bevezetve a labdarúgásba az 1967–1968-as szezontól lett. Az 1996–1997-es szezontól a játékosok góljait pontrendszerben vetik össze a bajnokságok erőviszonyai alapján.
Az FC Bayern München mezében Gerd Müller két alkalommal nyerte el az Európai aranycipőt, valamint egy alkalommal a második helyet jelentő ezüstcipőt és egy alkalommal a harmadik helyet jelentő bronzcipőt. Karl-Heinz Rummenigge egy alkalommal bronzcipőt érő harmadik helyen végzett.
| Szezon    | Nemzetiség | Játékos neve          | Helyezés    | Gólok száma |
| --------- | ---------- | --------------------- | ----------- | ----------- |
| 1969–1970 | német      | Gerd Müller           | Aranycipő   | 38          |
| 1971–1972 | német      | Gerd Müller           | Aranycipő   | 40          |
| 1972–1973 | német      | Gerd Müller           | Ezüstcipő   | 36          |
| 1973–1974 | német      | Gerd Müller           | Bronzcipő * | 30          |
| 1980–1981 | német      | Karl-Heinz Rummenigge | Bronzcipő   | 29          |

* A harmadik helyért járó bronzcipő megosztva Jupp Heynckes, a Borussia Mönchengladbach és Carlos Bianchi, a Stade de Reims játékosokkal.

### Az év labdarúgója Németországban
Az év német vagy Németországban játszó labdarúgója-díj a német vagy Németországban játszó labdarúgók legjelentősebb egyéni elismerése nemzeti szinten. A díjat a Kicker kiírása alapján 1960-ban alapítottak Nyugat-Németországban, melyet a német labdarúgó újságírók szavazása alapján ítélik oda, akik a Német Sportújságírók Szövetségének (Verband der Deutschen Sportjournalisten) a tagjai.
A díjat legtöbbnek számító 4 alkalommal az FC Bayern München játékosa, Franz Beckenbauer hódította el, valamint az FC Bayern München játékosai közül 22 alkalommal került ki díjazott labdarúgó.

| Év   | Nemzetiség | Játékos neve           | Poszt       |
| ---- | ---------- | ---------------------- | ----------- |
| 1966 | német      | Franz Beckenbauer      | Középpályás |
| 1967 | német      | Gerd Müller            | Csatár      |
| 1968 | német      | Franz Beckenbauer      | Középpályás |
| 1969 | német      | Gerd Müller            | Csatár      |
| 1974 | német      | Franz Beckenbauer      | Hátvéd      |
| 1975 | német      | Sepp Maier             | Kapus       |
| 1976 | német      | Franz Beckenbauer      | Hátvéd      |
| 1977 | német      | Sepp Maier             | Kapus       |
| 1978 | német      | Sepp Maier             | Kapus       |
| 1980 | német      | Karl-Heinz Rummenigge  | Csatár      |
| 1981 | német      | Paul Breitner          | Középpályás |
| 1999 | német      | Lothar Matthäus        | Hátvéd      |
| 2000 | német      | Oliver Kahn            | Kapus       |
| 2001 | német      | Oliver Kahn            | Kapus       |
| 2003 | német      | Michael Ballack        | Középpályás |
| 2005 | német      | Michael Ballack        | Középpályás |
| 2008 | francia    | Franck Ribéry          | Középpályás |
| 2010 | holland    | Arjen Robben           | Középpályás |
| 2013 | német      | Bastian Schweinsteiger | Középpályás |
| 2014 | német      | Manuel Neuer           | Kapus       |
| 2016 | német      | Jérôme Boateng         | Hátvéd      |
| 2017 | német      | Philipp Lahm           | Hátvéd      |

### UEFA klublabdarúgás díjak
Az UEFA klublabdarúgásdíjait az UEFA adja át a nemzetközi kupaszezonban nyújtott legkiemelkedőbb teljesítményekért. Az év labdarúgója, a Legjobb kapus, Legjobb hátvéd, Legjobb középpályás, Legjobb csatár és Év edzője elismeréseket 1998-tól 2010-ig adta át az UEFA minden év augusztusában Monacóban az UEFA-szuperkupa előtt.

#### Az év labdarúgója
Az év labdarúgója-díjat 2011-ben felváltotta az év férfi labdarúgója-díj. Az FC Bayern München mezében Stefan Effenberg volt az egyetlen játékos, aki el tudta nyerni a díjat.
| Szezon    | Nemzetiség | Játékos neve     | Poszt       |
| --------- | ---------- | ---------------- | ----------- |
| 2000–2001 | német      | Stefan Effenberg | Középpályás |

#### Az év kapusa
Az év kapusa-díjat FC Bayern München játékosként Oliver Kahn rekordot felállító 4 alkalommal hódította 1999 és 2002 között.
| Szezon    | Nemzetiség | Játékos neve |
| --------- | ---------- | ------------ |
| 1998–1999 | német      | Oliver Kahn  |
| 1999–2000 | német      | Oliver Kahn  |
| 2000–2001 | német      | Oliver Kahn  |
| 2001–2002 | német      | Oliver Kahn  |

### Az év játékosa (UEFA)
Az év férfi labdarúgója-díjat az a játékos kapja, aki európai labdarúgócsapatban játszik, és az adott szezon alapján a legjobb teljesítményt nyújtotta. A díjat 2011-ben alapította az Európai Labdarúgó-szövetség (UEFA). A díj a korábbi UEFA – Év labdarúgója-díjat váltotta fel.
| Szezon    | Nemzetiség | Játékos neve  | Poszt       |
| --------- | ---------- | ------------- | ----------- |
| 2012–2013 | francia    | Franck Ribéry | Középpályás |

### Aranylabda
A Ballon d’Or, vagyis az Aranylabda az európai labdarúgás legfontosabb egyéni trófeája, melyet a legjobb teljesítményt nyújtó labdarúgó kaphatott meg. A díjat 1956-ban alapította a francia labdarúgó szaklap, a France Football. A választás szabályai az idők folyamán változtak, 1995 óta az Európában játszó labdarúgók is megkaphatták, vagyis nem számított, hogy milyen nemzetiségűek, csak európai csapatnál legyenek leigazolva. 2007-ben pedig kiterjesztették valamennyi labdarúgóra. Korábban az Európai Labdarúgó-szövetség (UEFA) tagállamainak egy-egy szakújságírója szavazhatott a legjobbakra, 2007 után azonban 96-ra nőtt a zsűri tagjainak száma. 2010-ben a díjat összevonták a FIFA év labdarúgója-díjjal, így megalakult a FIFA Aranylabda.
A német labdarúgás történetében a díjat először az FC Bayern München csatára, Gerd Müller hódította. 1972-ben és 1976-ban Franz Beckenbauer, 1980-ban és 1981-ben Karl-Heinz Rummenigge nyerte el a díjat a klub színeiben, valamint a klubban megfordultak aranylabdás labdarúgók, mint a 13 évet a klubnál töltő Lothar Matthäus (1990) és a 2 évet a klubnál töltő Jean-Pierre Papin (1991) és a klub jelenlegi sportigazgatója Matthias Sammer (1996). Számos alkalommal értek el dobogós helyezést, akik nem nyertek el trófeát, de az ezüstlabdás és bronzlabdás jelzővel illették.
| Év   | Nemzetiség | Játékos neve          | Helyezés     | Poszt       |
| ---- | ---------- | --------------------- | ------------ | ----------- |
| 1966 | német      | Franz Beckenbauer     | Bronzlabda   | Középpályás |
| 1969 | német      | Gerd Müller           | Bronzlabda   | Csatár      |
| 1970 | német      | Gerd Müller           | Aranylabda   | Csatár      |
| 1972 | német      | Franz Beckenbauer     | Aranylabda   | Hátvéd      |
| 1972 | német      | Gerd Müller           | Ezüstlabda * | Csatár      |
| 1973 | német      | Gerd Müller           | Bronzlabda   | Csatár      |
| 1974 | német      | Franz Beckenbauer     | Ezüstlabda   | Hátvéd      |
| 1975 | német      | Franz Beckenbauer     | Ezüstlabda   | Hátvéd      |
| 1976 | német      | Franz Beckenbauer     | Aranylabda   | Hátvéd      |
| 1979 | német      | Karl-Heinz Rummenigge | Ezüstlabda   | Csatár      |
| 1980 | német      | Karl-Heinz Rummenigge | Aranylabda   | Csatár      |
| 1981 | német      | Karl-Heinz Rummenigge | Aranylabda   | Csatár      |
| 1981 | német      | Paul Breitner         | Ezüstlabda   | Középpályás |
| 1995 | német      | Jürgen Klinsmann      | Ezüstlabda   | Csatár      |
| 2001 | német      | Oliver Kahn           | Bronzlabda   | Kapus       |
| 2002 | német      | Oliver Kahn           | Bronzlabda   | Kapus       |

* Az Aranylabda szavazás második helyezése megosztva Günter Netzer, a Borussia Mönchengladbach játékosával.

### FIFA év labdarúgója
Az év labdarúgója-díjat a FIFA alapította 1991-ben, melyet az Aranylabdával való minden évben annak a labdarúgónak ítéli oda, akit a nemzetközi labdarúgó életben részt vevő csapatok edzői és kapitányai szavazatai alapján az év legjobban teljesítő játékosának szavaznak meg.
| Év   | Nemzetiség | Játékos neve       | Helyezés  | Poszt  |
| ---- | ---------- | ------------------ | --------- | ------ |
| 1995 | német      | Jürgen Klinsmann * | Bronzérem | Csatár |
| 2002 | német      | Oliver Kahn        | Ezüstérem | Kapus  |

* Az év során a Tottenham Hotspur FC csapatában is játszott.

### FIFA Aranylabda
A FIFA Aranylabda a labdarúgás legjelentősebb egyéni elismerése. A díj 2010-ben jött létre az Aranylabda és a FIFA év labdarúgója-díj összevonásával. A díjat a France Football és a FIFA adta át 2016-ig.
| Év   | Nemzetiség | Játékos neve  | Helyezés   | Poszt       |
| ---- | ---------- | ------------- | ---------- | ----------- |
| 2013 | francia    | Franck Ribéry | Bronzlabda | Középpályás |
| 2014 | német      | Manuel Neuer  | Bronzlabda | Kapus       |

### Játékosstatisztika
Félkövérrel a jelenleg is aktív labdarúgók neve.

#### Legtöbb mérkőzésen játszó játékosok
A statisztika csupán hivatalos mérkőzéseket tartalmaz.
2015. július 1. szerint

|    | Játékos                  | Időszak             | Bajnokság | Kupa | Európa | Egyéb | Teljes |
| -- | ------------------------ | ------------------- | --------- | ---- | ------ | ----- | ------ |
| 1  | Oliver Kahn              | 1994–2008           | 429       | 57   | 130    | 16    | 632    |
| 2  | Sepp Maier               | 1962-1980           | 473       | 63   | 78     | 9     | 623    |
| 3  | Gerd Müller              | 1964-1979           | 427       | 62   | 74     | 10    | 573    |
| 4  | Hans-Georg Schwarzenbeck | 1966–1981           | 416       | 57   | 70     | 11    | 554    |
| 5  | Klaus Augenthaler        | 1976–1991           | 404       | 50   | 89     | 2     | 545    |
| 6  | Franz Beckenbauer        | 1963–1977           | 396       | 61   | 71     | 11    | 539    |
| 7  | Bernd Dürnberger         | 1972–1985           | 375       | 43   | 78     | 9     | 505    |
| 8  | Bastian Schweinsteiger   | 2002 óta            | 342       | 47   | 103    | 8     | 500    |
| 9  | Mehmet Scholl            | 1992–2007           | 334       | 37   | 88     | 10    | 469    |
| 10 | Franz Roth               | 1966–1978           | 322       | 48   | 63     | 7     | 440    |
| 11 | Philipp Lahm             | 2002 óta            | 280       | 44   | 98     | 12    | 434    |
| 12 | Karl-Heinz Rummenigge    | 1974–1984           | 310       | 42   | 64     | 7     | 423    |
| 13 | Lothar Matthäus          | 1984–1988 1992–2000 | 302       | 36   | 64     | 8     | 410    |
| 14 | Hans Pflügler            | 1981–1992 1995      | 277       | 34   | 57     | 4     | 372    |
| 15 | Hasan Salihamidžić       | 1998–2007           | 234       | 28   | 88     | 15    | 365    |

#### Legtöbb gólt szerző játékosok
A statisztika csupán hivatalos mérkőzéseken szerzett gólokat tartalmaz.
2015. július 1. szerint

|    | Játékos               | Bajnokság | Kupa | Európa | Egyéb | Teljes |
| -- | --------------------- | --------- | ---- | ------ | ----- | ------ |
| 1  | Gerd Müller           | 365       | 78   | 66     | 16    | 525    |
| 2  | Karl-Heinz Rummenigge | 162       | 25   | 30     | 1     | 218    |
| 3  | Roland Wohlfarth      | 119       | 18   | 18     | 0     | 155    |
| 4  | Dieter Hoeneß         | 102       | 17   | 26     | 0     | 145    |
| 5  | Giovane Élber         | 92        | 16   | 23     | 8     | 139    |
| 6  | Claudio Pizarro       | 87        | 19   | 19     | 0     | 125    |
| 7  | Thomas Müller         | 71        | 19   | 28     | 2     | 120    |
| 8  | Mehmet Scholl         | 87        | 11   | 18     | 1     | 117    |
| 9  | Mario Gómez           | 75        | 14   | 24     | 0     | 113    |
| 10 | Uli Hoeneß            | 86        | 14   | 11     | 0     | 111    |
| 11 | Paul Breitner         | 83        | 11   | 15     | 1     | 110    |
| 12 | Arjen Robben          | 71        | 14   | 19     | 2     | 108    |
| 13 | Franck Ribéry         | 68        | 11   | 20     | 5     | 104    |
| 14 | Roy Makaay            | 78        | 17   | 1      | 7     | 103    |
| 15 | Lothar Matthäus       | 85        | 7    | 8      | 0     | 100    |

- Legtöbb bajnoki cím: 8 (Oliver Kahn, Mehmet Scholl és Bastian Schweinsteiger)
- Legtöbb kupagyőzelem: 7 (Bastian Schweinsteiger)
- Legtöbb gól egy Bundesliga szezon során: 41 (Robert Leeandowski a 2020-2021-es szezon során)
- Legtöbb gól nemzetközi kupamérkőzésen: 69 (Gerd Müller)
- Legtöbb Bundesligaban szerzett gól: 365 (Gerd Müller)
- Legtöbb Bundesliga gólkirályi cím: 7 (Gerd Müller)
- A Bundesligaban legtöbbször kezdőként pályára lépő játékos: 422 (Sepp Maier 1966-tól 1977-ig)

## Edzők
Az egyesület 1900. február 27-i alapítását követően a kezdetekben nem volt hivatásos edzője az első számú labdarúgócsapatnak, így a pontos dátumok vitathatóak, valamint egyes személyek pontos kiléte és beosztása is. A klub első edzője a holland Dr. Willem Hesselink volt, aki egy időben játékosa, elnöke és edzője is volt a csapatnak. Az első profi edző az angol Charles Griffiths volt 1911-ben és 1912-ben.
A klub legsikeresebb edzője a német Ottmar Hitzfeld, aki 12 nemzeti, 2 nemzetközi és 3 egyéni díjat szerzett az FC Bayern München edzőjeként.
A labdarúgócsapatnak több magyar származású edzője volt, mint Kürschner Izidor, Weisz Leó, Konrád Kálmán, Schaffer Alfréd, Lóránt Gyula és Csernai Pál.
A klub jelenlegi vezetőedzője Thomas Tuchel.

### Edzők 1963-ig
A táblázat tartalmazza az FC Bayern München edzőinek teljes listáját az alapítástól 1963-ig.
| Edző                     | Időszak | Időszak | Megnyert címek * |
| Edző                     | kezdet  | végzet  | Megnyert címek * |
| ------------------------ | ------- | ------- | ---------------- |
| Dr. Willem Hesselink     | 1902    | 1907    |                  |
| Thomas Taylor            | 1907    | 1908    |                  |
| Dr. George Hoer          | 1908    | 1911    |                  |
| Thomas Taylor            | 1911    | 1911    |                  |
| Charles Griffiths        | 1911    | 1912    |                  |
| William Townley          | 1913    | 1914    |                  |
| Franz Kreisel            | 1915    | 1915    |                  |
| Franz Baumann            | 1916    | 1917    |                  |
| Heinz Kirstner           | 1917    | 1918    |                  |
| Karl Storch              | 1918    | 1919    |                  |
| William Townley          | 1919    | 1921    |                  |
| Kürschner Izidor         | 1921    | 1922    |                  |
| Hans Schmid              | 1922    | 1924    |                  |
| Jim McPherson            | 1924    | 1927    |                  |
| Weisz Leó                | 1927    | 1928    |                  |
| Konrád Kálmán            | 1928    | 1930    |                  |
| Richard "Dombi" Kohn     | 1931    | 1933    | 1 bajnokság      |
| Hans Tauchert            | 1933    | 1934    |                  |
| Ludwig Hofmann           | 1934    | 1935    |                  |
| Dr. Richard Michalke     | 1935    | 1937    |                  |
| Heinz Körner             | 1937    | 1938    |                  |
| Ludwig Goldbrunner       | 1938    | 1943    |                  |
| Konrad Heidkamp          | 1943    | 1945    |                  |
| Schaffer Alfréd          | 1944    | 1945    |                  |
| Richard Högg             | 1945    | 1946    |                  |
| Josef Pöttinger          | 1946    | 1947    |                  |
| Alwin Riemke (pályaedző) | 1947    | 1947    |                  |
| Franz Dietl              | 1947    | 1948    |                  |
| Alwin Riemke             | 1948    | 1950    |                  |
| David Davison            | 1950    | 1951    |                  |
| Alwin Riemke             | 1951    | 1951    |                  |
| Max Schäfer              | 1951    | 1953    |                  |
| Georg Bayerer            | 1953    | 1954    |                  |
| Georg Knöpfle            | 1954    | 1954    |                  |
| Jakob Streitle           | 1954    | 1955    |                  |
| Herbert Moll             | 1955    | 1956    |                  |
| Willibald Hahn           | 1956    | 1958    | 1 kupa           |
| Herbert Moll (pályaedző) | 1958    | 1958    |                  |
| Adolf Patek              | 1958    | 1961    |                  |
| Helmut Schneider         | 1961    | 1963    |                  |

* A lista nem tartalmazza a német labdarúgórendszer regionális szerveződésének időszakából származó (1897–1963) az FC Bayern München által megnyert hivatalos regionális címeket.

### Edzők 1963 óta
A táblázat tartalmazza az FC Bayern München edzőinek teljes listáját 1963 óta.
| No. | Edző                | Időszak  | Időszak        | Időszak | Bajnokságstatisztika | Bajnokságstatisztika | Bajnokságstatisztika | Bajnokságstatisztika | Bajnokságstatisztika | Bajnokságstatisztika | Címek száma | Megnyert címek                                                                                          |
| No. | Edző                | kezdet   | végzet         | napok   | M                    | GY                   | D                    | V                    | G+                   | G-                   | Címek száma | Megnyert címek                                                                                          |
| --- | ------------------- | -------- | -------------- | ------- | -------------------- | -------------------- | -------------------- | -------------------- | -------------------- | -------------------- | ----------- | --- |
| 1   | Zlatko Čajkovski    | 01/07/63 | 30/06/68       | 1096    | 102                  | 52                   | 18                   | 32                   | 211                  | 170                  | 3           | 2 kupa, 1 Kupagyőztesek Európa-kupája                                                                   |
| 2   | Branko Zebec        | 01/07/68 | 13/03/70       | 621     | 58                   | 32                   | 14                   | 12                   | 117                  | 56                   | 2           | 1 bajnokság, 1 kupa                                                                                     |
| 3   | Udo Lattek          | 14/03/70 | 02/01/75       | 1756    | 163                  | 102                  | 33                   | 28                   | 424                  | 202                  | 5           | 3 bajnokság, 1 kupa, 1 Bajnokcsapatok Európa-kupája                                                     |
| 4   | Dettmar Cramer      | 16/01/75 | 01/12/77       | 1051    | 101                  | 40                   | 27                   | 34                   | 205                  | 180                  | 3           | 2 Bajnokcsapatok Európa-kupája, 1 Interkontinentális kupa                                               |
| 5   | Lóránt Gyula        | 02/12/77 | 28/02/79       | 454     | 38                   | 16                   | 10                   | 12                   | 72                   | 57                   | 0           | |
| 6   | Csernai Pál         | 01/03/79 | 16/05/83       | 1538    | 147                  | 87                   | 31                   | 29                   | 346                  | 173                  | 4           | 2 bajnokság, 1 kupa, 1 szuperkupa                                                                       |
| 7   | Reinhard Saftig     | 17/05/83 | 30/06/83       | 45      | 3                    | 1                    | 1                    | 1                    | 7                    | 7                    | 0           | |
| 8   | Udo Lattek          | 01/07/83 | 30/06/87       | 1461    | 136                  | 82                   | 35                   | 19                   | 313                  | 141                  | 5           | 3 bajnokság, 2 kupa                                                                                     |
| 9   | Jupp Heynckes       | 01/07/87 | 08/10/91       | 1561    | 148                  | 82                   | 40                   | 26                   | 303                  | 157                  | 4           | 2 bajnokság, 2 szuperkupa                                                                               |
| 10  | Søren Lerby         | 09/10/91 | 11/03/92       | 155     | 15                   | 4                    | 5                    | 6                    | 23                   | 23                   | 0           | |
| 11  | Erich Ribbeck       | 12/03/92 | 27/12/93       | 656     | 65                   | 31                   | 20                   | 14                   | 137                  | 89                   | 0           | |
| 12  | Franz Beckenbauer   | 07/01/94 | 30/06/94       | 175     | 14                   | 9                    | 2                    | 3                    | 26                   | 14                   | 1           | 1 bajnokság                                                                                             |
| 13  | Giovanni Trapattoni | 01/07/94 | 30/06/95       | 365     | 34                   | 15                   | 13                   | 6                    | 43                   | 25                   | 0           | |
| 14  | Otto Rehhagel       | 01/07/95 | 27/04/96       | 302     | 30                   | 18                   | 4                    | 8                    | 58                   | 37                   | 0           | |
| 15  | Franz Beckenbauer   | 29/04/96 | 30/05/96       | 63      | 3                    | 1                    | 0                    | 2                    | 6                    | 7                    | 1           | 1 UEFA-kupa                                                                                             |
| 16  | Giovanni Trapattoni | 01/07/96 | 30/06/98       | 730     | 68                   | 29                   | 20                   | 9                    | 137                  | 81                   | 3           | 1 bajnokság, 1 kupa, 1 ligakupa                                                                         |
| 17  | Ottmar Hitzfeld     | 01/07/98 | 30/06/04       | 2192    | 204                  | 128                  | 41                   | 35                   | 425                  | 181                  | 11          | 4 bajnokság, 2 kupa, 3 ligakupa, 1 UEFA-bajnokok ligája, 1 Interkontinentális kupa                      |
| 18  | Felix Magath        | 01/07/04 | 31/01/07       | 945     | 87                   | 56                   | 18                   | 13                   | 174                  | 87                   | 5           | 2 bajnokság, 2 kupa, 1 ligakupa                                                                         |
| 19  | Ottmar Hitzfeld     | 01/02/07 | 30/06/08       | 516     | 49                   | 30                   | 12                   | 7                    | 91                   | 39                   | 3           | 1 bajnokság, 1 kupa, 1 ligakupa                                                                         |
| 20  | Jürgen Klinsmann    | 01/07/08 | 27/04/09       | 300     | 29                   | 16                   | 6                    | 7                    | 59                   | 37                   | 0           | |
| 21  | Jupp Heynckes       |          |                | 454     | 5                    | 4                    | 1                    | 0                    | 12                   | 5                    | 0           | |
| 22  | Louis van Gaal      | 01/07/09 | 10/04/11       | 648     | 63                   | 35                   | 17                   | 11                   | 133                  | 66                   | 3           | 1 bajnokság, 1 kupa, 1 szuperkupa                                                                       |
| 23  | Andries Jonker      | 10/04/11 | 30/06/11       | 62      | 5                    | 4                    | 1                    | 0                    | 20                   | 5                    | 0           | |
| 24  | Jupp Heynckes       | 30/06/11 | 1/06/13        | 721     | 68                   | 52                   | 8                    | 8                    | 175                  | 40                   | 4           | 1 szuperkupa, 1 bajnokság, 1 UEFA-bajnokok ligája, 1 kupa                                               |
| 25  | Josep Guardiola     | 26/06/13 | 1/06/16        | 1095    | 161                  | 124                  | 16                   | 21                   | 414                  | 128                  | 7           | 3 bajnokság, 2 kupa, 1 UEFA-szuperkupa, 1 FIFA-klubvilágbajnokság                                       |
| 26  | Carlo Ancelotti     | 01/07/16 | 28/09/17       | 454     | 60                   | 8                    | 9                    | 21                   | 161                  | 54                   | 3           | 1 bajnokság, 2 szuperkupa                                                                               |
| 27  | Jupp Heynckes       | 09/10/17 | 01/06/18       | 265     | 41                   | 33                   | 3                    | 5                    | 161                  | 54                   | 1           | 1 bajnokság                                                                                             |
| 28  | Niko Kovač          | 01/08/18 | 03/11/19       | 490     | 65                   | 45                   | 12                   | 8                    | 169                  | 73                   | 3           | 1 bajnokság, 1 kupa, 1 szuperkupa                                                                       |
| 29  | Hans-Dieter Flick   | 04/11/19 | 30/06/21       | 605     | 85                   | 70                   | 9                    | 7                    | 255                  | 85                   | 2           | 2 bajnokság, 1 kupa, 1 szuperkupa, 1 UEFA-bajnokok ligája, 1 UEFA-szuperkupa, 1 FIFA-klubvilágbajnokság |
| 30  | Thomas Tuchel       | 25/03/23 | jelenlegi edző | -       | 0                    | 0                    | 0                    | 0                    | 0                    | 0                    | 0           | 0 |

### Díjazott edzők
A statisztika azon edzőket tartalmazza, akik az FC Bayern München edzőjeként nyerték el a díjat.

#### Az év edzője Németországban
A 2002-ben alapított Az év labdarúgóedzője Németországban-díjat minden évben a Német Sportújságírók Egyesülete ítéli oda az év legsikeresebb német csapatát irányító edzőnek. A szavazás eredményét a Kicker sportmagazin jelenteti meg.
| Év   | Nemzetiség | Edző            |
| ---- | ---------- | --------------- |
| 2005 | német      | Felix Magath    |
| 2008 | német      | Ottmar Hitzfeld |
| 2010 | holland    | Louis van Gaal  |
| 2013 | német      | Jupp Heynckes   |

#### Az év edzője (UEFA)
Az UEFA Év edzője díjat az UEFA hozta létre 1998-ban. Minden évben azt az Európában dolgozó edzőt díjazták, aki az előző Bajnokok Ligája szezon győztes csapat edzője volt. A díjat az Év labdarúgójával, a Legjobb Hátvéddel, a Legjobb Középpályással és a Legjobb Csatárral együtt osztották ki minden egyes szezon végén Monacóban, az UEFA-szuperkupa előtt. 2006-ban a díjat megszüntették.
| Szezon    | Nemzetiség | Edző            |
| --------- | ---------- | --------------- |
| 2000–2001 | német      | Ottmar Hitzfeld |

#### Az év edzője (FIFA)
A FIFA Év edzője díjat a Nemzetközi Labdarúgó-szövetség (FIFA) hozta létre 2010-ben. A nemzetközileg kiterjesztett díj a FIFA Aranylabda-gálán kerül átadásra az újságírók, szövetségi kapitányok és nemzeti csapatkapitányok szavazatai összesítéséből.
| Év   | Nemzetiség | Edző          |
| ---- | ---------- | ------------- |
| 2013 | német      | Jupp Heynckes |

#### Az év klubedzője (IFFHS)
Az IFFHS év klubedzője-díjat 1996-ban alapította a Nemzetközi Labdarúgás-történeti és -statisztikai Szövetség (IFFHS), melynek odaítélése 6 kontinens 81 szakértőjének véleménye alapján történik.
| Év   | Nemzetiség | Edző            |
| ---- | ---------- | --------------- |
| 2001 | német      | Ottmar Hitzfeld |
| 2013 | német      | Jupp Heynckes   |

## Elnökök
A táblázat az FC Bayern München elnökeinek teljes listáját tartalmazza. Az egyesület első elnöke az alapító Franz John volt, a jelenlegi elnöke Karl Hopfner.
| \| Elnök \| Időszak \| \| ---------------------------------------- \| --------- \| \| Franz John \| 1900–1903 \| \| Dr. Willem Hesselink \| 1903–1906 \| \| Dr. Kurt Müller \| 1906–1907 \| \| Prof. Dr. Angelo Knorr \| 1907–1913 \| \| Kurt Landauer \| 1913–1914 \| \| Fred Dunn \| 1914–1915 \| \| Hans Tusch \| 1915 \| \| Fritz Meier \| 1915 \| \| Hans Bermühler \| 1916 \| \| Fritz Meier \| 1916–1919 \| \| Kurt Landauer \| 1919–1921 \| \| Fred Dunn \| 1921–1922 \| \| Kurt Landauer \| 1922–1933 \| \| Siegfried Herrmann \| 1933–1934 \| \| Dr. Karl-Heinz Oettinger \| 1934–1935 \| \| Dr. Richard Amesmeier \| 1935–1937 \| \| Franz Nußhardt \| 1937–1938 \| \| Dr. Franz Keller \| 1938–1943 \| \| Josef Sauter \| 1943–1945 \| \| Franz Xaver Heilmannseder \| 1945 \| \| Josef Bayer \| 1945 \| \| Siegfried Herrmann \| 1945–1947 \| \| Kurt Landauer \| 1947–1951 \| \| Julius Scheuring \| 1951–1953 \| \| Adolf Fischer Karli Wild Hugo Theisinger \| 1953–1955 \| \| Alfred Reitlinger \| 1955–1958 \| \| Roland Endler \| 1958–1962 \| \| Wilhelm Neudecker \| 1962–1979 \| \| Willi O. Hoffmann \| 1979–1985 \| \| Prof. Dr. Fritz Scherer \| 1985–1994 \| \| Franz Beckenbauer \| 1994–2009 \| \| Uli Hoeneß \| 2009–2014 \| \| Karl Hopfner \| 2014–2016 \| \| Uli Hoeneß \| 2017– \| |           |
| Elnök | Időszak   |
| Franz John | 1900–1903 |
| Dr. Willem Hesselink | 1903–1906 |
| Dr. Kurt Müller | 1906–1907 |
| Prof. Dr. Angelo Knorr | 1907–1913 |
| Kurt Landauer | 1913–1914 |
| Fred Dunn | 1914–1915 |
| Hans Tusch | 1915      |
| Fritz Meier | 1915      |
| Hans Bermühler | 1916      |
| Fritz Meier | 1916–1919 |
| Kurt Landauer | 1919–1921 |
| Fred Dunn | 1921–1922 |
| Kurt Landauer | 1922–1933 |
| Siegfried Herrmann | 1933–1934 |
| Dr. Karl-Heinz Oettinger | 1934–1935 |
| Dr. Richard Amesmeier | 1935–1937 |
| Franz Nußhardt | 1937–1938 |
| Dr. Franz Keller | 1938–1943 |
| Josef Sauter | 1943–1945 |
| Franz Xaver Heilmannseder | 1945      |
| Josef Bayer | 1945      |
| Siegfried Herrmann | 1945–1947 |
| Kurt Landauer | 1947–1951 |
| Julius Scheuring | 1951–1953 |
| Adolf Fischer Karli Wild Hugo Theisinger | 1953–1955 |
| Alfred Reitlinger | 1955–1958 |
| Roland Endler | 1958–1962 |
| Wilhelm Neudecker | 1962–1979 |
| Willi O. Hoffmann | 1979–1985 |
| Prof. Dr. Fritz Scherer | 1985–1994 |
| Franz Beckenbauer | 1994–2009 |
| Uli Hoeneß | 2009–2014 |
| Karl Hopfner | 2014–2016 |
| Uli Hoeneß | 2017–     |

### Tiszteletbeli elnökök
Az FC Bayern München története során az alábbi elnökeit iktatta be a tiszteletbeli elnök tisztségbe.
- Kurt Landauer (posztumusz díj)
- Wilhelm Neudecker
- Franz Beckenbauer

## Gazdasági társaság

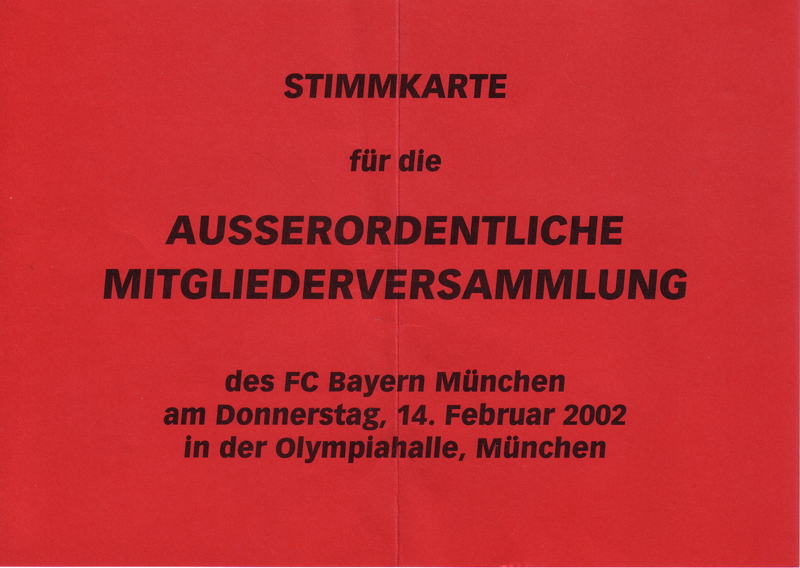
A 2002-es rendkívüli taggyűlés meghívója

2001. december 21-én az FC Bayern München vezetői megalapítják az FC Bayern München AG-t, amely az FC Bayern München sportegyesületének részvénytársasága és leányvállalata. Az FC Bayern München AG a FC Bayern Sport-Werbe GmbH, az egyesület 1995-ben alakult gazdasági szerveződési rendszerének szerepét vette át. 2002. február 14-én egy rendkívüli gyűlés ült össze, amin meghatározták, hogy az anyaegyesület, az FC Bayern München e.V. és a gazdasági társaság, az FC Bayern München AG különváll, így a teljes egyesület döntéseit az anyaegyesület és a gazdasági társaság hozza meg.
Az egyesület 75,01%-ban birtokolja részvényeit, a megmaradt részt az Adidas, az Allianz és az Audi AG birtokolja három egyenlő 8,33%-os részvény tulajdonnal. Az anyaegyesület által a gazdasági társaság kétharmadban való birtoklása által a döntéshozást nem engedi át a gazdasági partnerek számára megakadályozva, hogy partnerei kivásárolják az anyaegyesületet részvényeiből.

## Vezetőség
| Sportegyesület (FC Bayern München e.V.)   | Sportegyesület (FC Bayern München e.V.)                                     | Sportegyesület (FC Bayern München e.V.) |
| Tagok                                     | Pozíció                                                                     |                                         |
| ----------------------------------------- | --------------------------------------------------------------------------- | --------------------------------------- |
| Karl Hopfner                              | Az FC Bayern München e.V. elnöke és a vezetőség elnöke                      |                                         |
| Rudolf Schels                             | Az FC Bayern München e.V. első alelnöke                                     |                                         |
| Prof. Dr. Dieter Mayer                    | Az FC Bayern München e.V. második alelnöke                                  |                                         |
| Herbert Hainer                            | Az Adidas AG elnöke                                                         |                                         |
| Rupert Stadler                            | Az Audi AG elnöke                                                           |                                         |
| Helmut Markwort                           | A FOCUS Magazine riportere                                                  |                                         |
| Dieter Rampl                              | Az UniCredit Bank AG felügyelőbizottságának elnöke                          |                                         |
| Dr. Edmund Stoiber                        | Bajorország miniszterelnöke, a sportegyesület felügyelőbizottságának elnöke |                                         |
| Timotheus Höttges                         | A Telekom AG elnöke                                                         |                                         |
| Prof. Dr. Martin Winterkorn               | A Volkswagen AG elnöke                                                      |                                         |
| Gazdasági társaság (FC Bayern München AG) |                                                                             |                                         |
| Tagok                                     | Pozíció                                                                     |                                         |
| Karl-Heinz Rummenigge                     | A gazdasági társaság elnöke és a végrehajtó testület elnöke                 |                                         |
| Jan-Christian Dreesen                     | Gazdasági igazgató                                                          |                                         |
| Matthias Sammer                           | Sportigazgató                                                               |                                         |
| Andreas Jung                              | Marketingigazgató                                                           |                                         |
| Jörg Wacker                               | Stratégiai igazgató                                                         |                                         |

## Egyesületi tagok, szurkolók

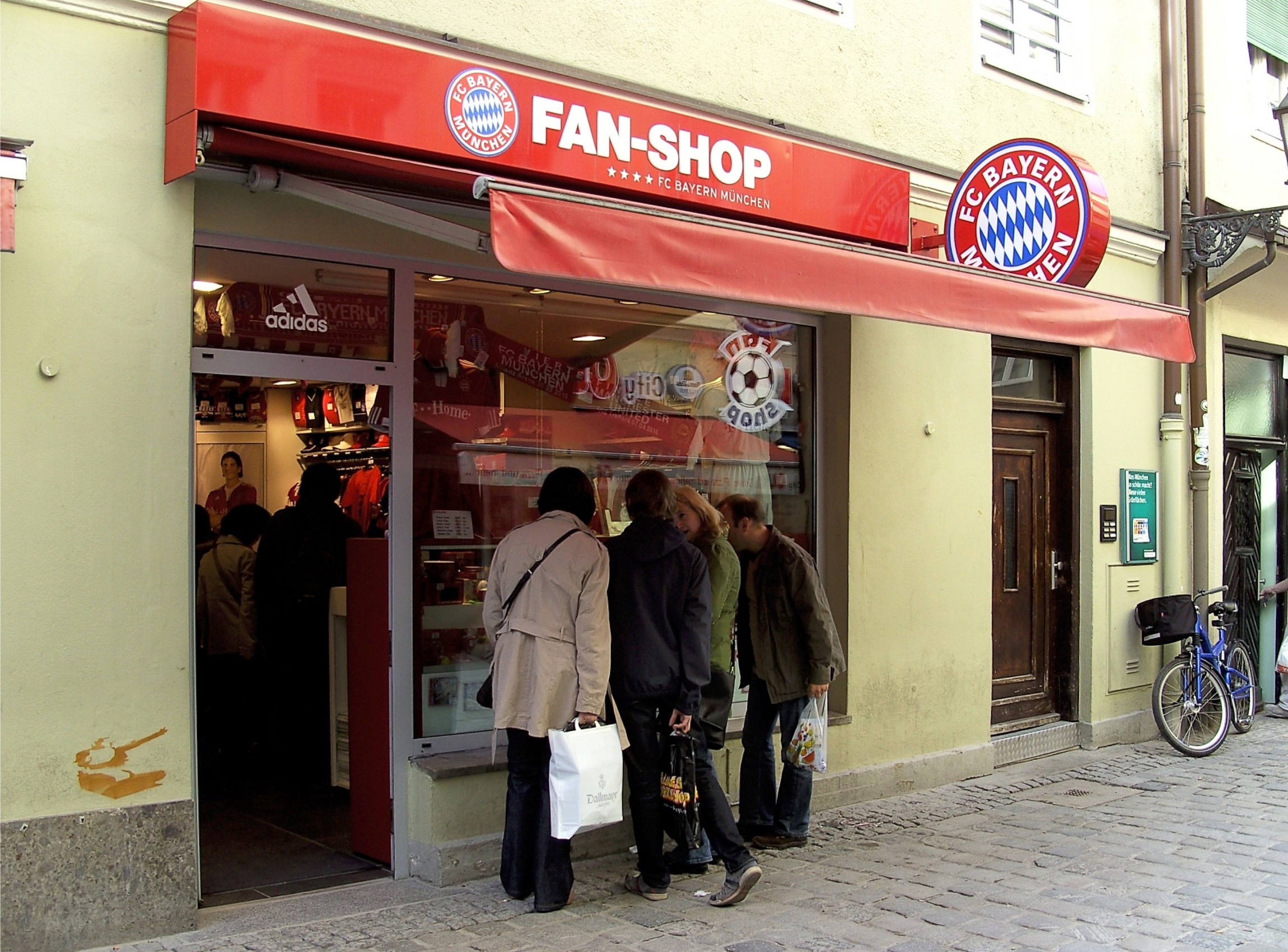
Egy szurkolói üzlet Münchenben

Az FC Bayern München a 2014. november 28-i egyesületi gyűlésen kihirdetett statisztika szerint 251.315 egyesületi taggal, valamint 3.774 szurkolói klubbal rendelkezik. A világrekordnak nevezhető számadatokkal az FC Bayern München megelőzi a második SL Benfica 235 000 tagos egyesületét. Hivatalos statisztikai adatok szerint 10 millió szurkolója van Németországban és több, mint 20 millió a világban. Jegyek a Bayern-meccsre a számadatok szerint kivétel nélkül nem csak a hazai mérkőzésekre kelnek el, de minden idegenbeli mérkőzésen teljes létszámmal abszolvál a klub a szurkolói szektorban.
Az FC Bayern München kötelezi a kornak megfelelően jól szervezett szurkolói klubokat. A legjelentősebb ultra-klubok közzé tartozik a Schickeria München, az Inferno Bavaria, a Red Munichs '89, a Südkurve '73, a Munichmaniacs 1996, a Red Angels, és a Red Sharks.

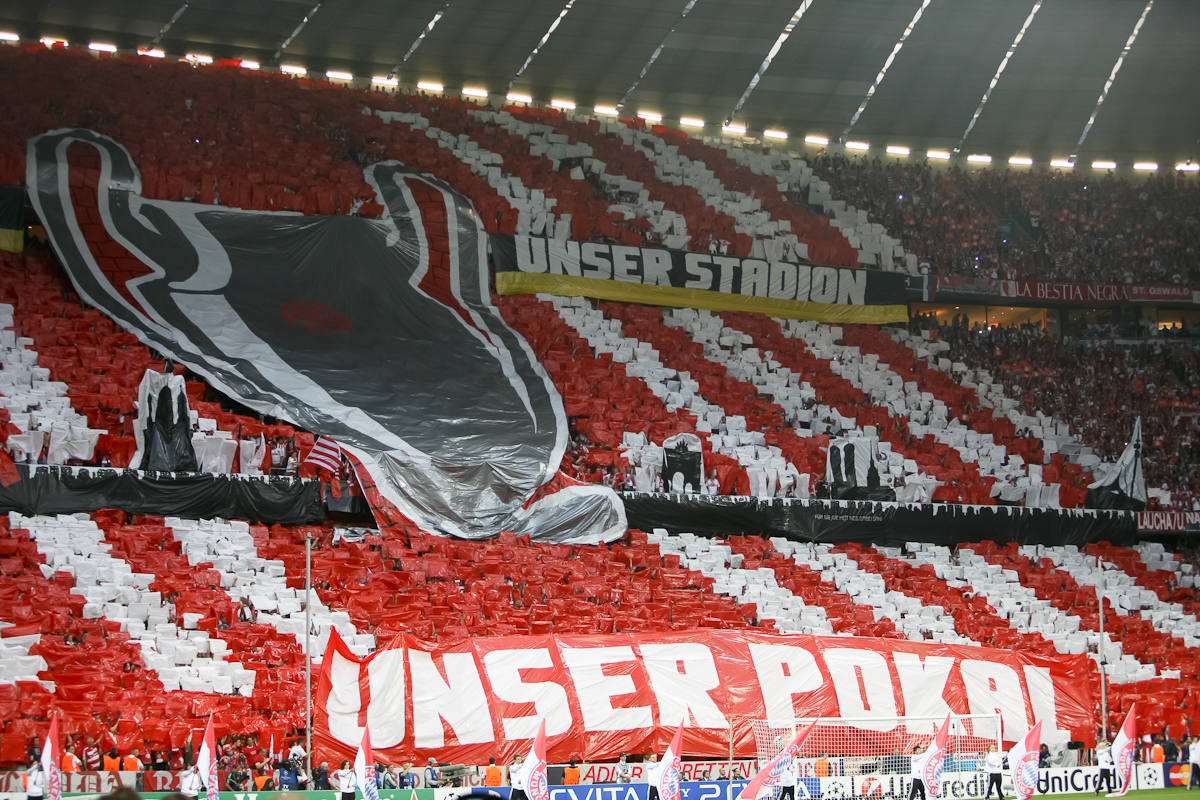
Ultrák a 2012-es müncheni BL-döntőn

A szurkolói csoportok és az ultrák mára álláspontot foglalnak a szélsőséges fellépések, mint a rasszizmus ellen. 2014-ben a Német labdarúgó-szövetség Julis Hirsch-díjjal tüntette ki a Schickeria München szurkolói klubot az antiszemitizmus és a diszkrimináció elleni elkötelezettsége miatt.
Az 1990-es években születtek a leghíresebb szurkolói dalok, mint a Stern des Südens és az FC Bayern, Forever Number One, melyek a Bayern München hazai mérkőzésein rendre felcsendülnek.
Az FC Bayern Münchennek olyan híres személyek is szurkolnak, mint XVI. Benedek pápa, Boris Becker visszavonult német teniszező, Volodimir Volodimirovics Klicsko ukrán ökölvívó, Nico Rosberg német Formula–1-es autóversenyző, Robbie Williams angol énekes, Horst Seehofer és Edmund Stoiber Bajorország egykori miniszterelnökei, és még sokan mások.
Magyarország egyetlen szurkolói klubja az FCBM Hungary Fanklub.

## Rivalizálás
- Müncheni riválisok: MTV München 1879, FC Wacker München, 1. Münchner FC 1896, Münchner SC, FC Teutonia München, FC Bavaria 1899 München, FC Nordstern 1896 München, FC 1905 München.

Az FC Bayern München az alapítását követő évtizedekben számos meghatározó mérkőzést vívott a müncheni riávilisai ellen. Az MTV München történetével szorosan összefűződő Bayern München számára nagy presztízsű mérkőzéseket jelentettek az összecsapások. A klub első mérkőzését az 1. Münchner FC 1896 ellen játszotta, amit 5–2 arányban megnyertek. A két csapat leghíresebb egymás elleni mérkőzése az 1903-as müncheni bajnokság döntője volt, amit a Bayern nyert meg 6–2 arányban. A Münchner SC-vel 1906 és 1919 között egy egyesületet alkotó Bayern München. Az FC Teutonia München csapatával éveken keresztül osztotta meg a Bayern München a Leopoldstrasse-i sportpályát. München labdarúgó elitjébe tartozó FC 1905 München is potenciális ellenfele volt a Bayern Münchennek a kezdetekben. Az FC Wacker München csapatával, melynek ekkor többször is volt játékosa és edzője a magyar Schaffer Alfréd legnagyobb küzdelmeit a Bayern München az 1920-as években vívta.
- A müncheni derbi A két csapat stadionja, az Allianz Arena.

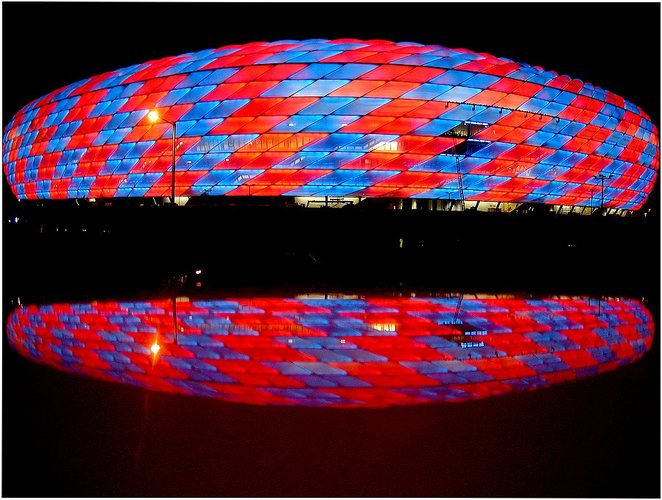
A két csapat stadionja, az Allianz Arena.

A két müncheni csapat első alkalommal 1902. szeptember 21-én találkozott egymással a müncheni bajnokságban. A mérkőzésen az FC Bayern München 3–0 arányban múlta felül a TSV 1860 München csapatát. A két csapat összecsapásai során a legtöbb gól az 1915. július 4-i mérkőzésen esett, amikor a TSV 1860 München 9–4-re győzte le az FC Bayern Münchent egy barátságos mérkőzésen. A két csapat közti legnagyobb különbség az 1918. december 22-i 8–0-s TSV 1860 München győzelem volt. Az FC Bayern München legnagyobb különbségű győzelme a kétszer ismételt 7–0-s győzelem volt. A legnagyobb nézőszám 78 000 volt a két csapat mérkőzésein, melyre három alkalommal volt példa. A leghosszabb veretlenségi sorozatot az FC Bayern München állította fel: 1978. április 8-tól 1999. november 27-ig tartott. A két egyesület felnőtt csapata 2008 óta nem játszott mérkőzést egymás ellen, mivel a TSV 1860 München jelenleg a német bajnokság másodosztályában szerepel.
- Der Klassiker

A Bayern München és a Borussia Dortmund rivalizálása nem rendelkezik nagy múlttal. A két csapat az 1990-es években kezdett először komoly versengésbe, amikor a Borussia Dortmund hosszas csapatépítés után 1995-ben, és 1996-ban is elnyerte a Bayern elől a bajnokságot, majd 1997-ben Münchenben megnyerte a Bajnokok ligája-döntőt.
A rivalizálás 1998-as levirágzása után 2010-ben a Jürgen Klopp vezetésével tért vissza a Dortmund a német és az európai klublabdarúgás élvonalába, így válva a Bayern München legstabilabb vetélytársává. Miután 2011-ben és 2012-ben is elnyerte a bajnokságot, majd 2012-ben a kupát is a Bayern München elől a Borussia Dortmund a 2013-as Bajnokok ligája-döntőben egymással néztek szembe a felek. A két egyesület egymás elleni legfontosabb mérkőzését, így a 2013-as BL-serleget a Bayern München nyerte. Ekkor kapta a rangadó „A német Klasszikus“, illetve „A Klasszikus“ („der Klassiker“) elnevezéseket.
- Bajor riválisok:

Az FC Bayern München a megalapítását követő években az 1. FC Nürnberg személyében rátalált az első Münchenen kívüli riválisára. A két csapat első egymás elleni mérkőzését 1901. november 6-án játszották Münchenben, melyet 6–0 arányban a müncheniek nyertek meg. Az 1920–30-as években a Bayern München legnagyobb ellenfelei az SpVgg Greuther Fürth és az 1. FC Nürnberg voltak. Az FC Bayern München és az 1. FC Nürnberg összesen 188 mérkőzést játszott le egymás ellen.
- Nemzeti riválisok
  -  Észak-Rajna-Vesztfália-i riválisok: Észak-Rajna-Vesztfália iparvárosainak labdarúgócsapatai a Bundesliga megalakulása óta az FC Bayern München számára potenciális vetélytársak. Az 1970-es évek német labdarúgását a Borussia Mönchengladbach és az FC Bayern München rivalizálása határozta meg.[232] Az 1970-es évek óta a Bayern München és az FC Schalke 04 összecsapásait nagy figyelem övezi. A két csapat leghíresebb küzdelme a német bajnokság 2000–2001-es szezonjának végjátéka volt, amikor a Bayern München 1 ponttal előzte meg az FC Schalke 04 csapatát.[233] Az 1990-es évek óta a Németország legnagyobb figyelem övezte rangadóját az FC Bayern München és a Borussia Dortmund vívja.[234] Az 1980-as években feltörekvő Bayer 04 Leverkusen az 1990-es évek óta nagy figyelem övezte mérkőzéseket játszik az FC Bayern Münchennel.[235]
  -  VfL Wolfsburg: A 2000-es évek óta gazdaságilag folyton fejlődő VfL Wolfsburg potenciális ellenfelet jelent az FC Bayern München számára. A VfL Wolfsburg legnagyobb arányú győzelme 5–1, illetve 4–1 volt, a Bayern Münchené 6–1 volt a VfL Wolfsburg felett.[236]
  -  VfB Stuttgart: A két déli csapat már történelmük eleje óta vív mérkőzéseket egymással. Rivalizálásuk az 1980-as, illetve 1990-es években forrt ki. A két csapat közti legnagyobb különbség a 2012-es 6–1-es Bayern München siker volt.[237]
  -  Werder Bremen: A két csapat rivalizálása az 1980-as évek óta folyamatosan tart. A két csapat közti legnagyobb különbség a kétszer látott 7–0-s Bayern München siker volt.[238]
  -  1. FC Kaiserslautern: A két csapat rivalizálása az 1970-es évektől a 2000-es évekig tartott. A két csapat több emlékezetes mérkőzést játszott. A legtöbb gólt hozó mérkőzés az 1973-as 4–7-es 1. FC Kaiserslautern győzelem volt.[239][240]
  -  HSV Hamburg: A háromszoros bajnok hamburgi csapat fénykorát az 1980-as években élte. Ebben az időszakban folyt a két csapat világhírű rivalizálása. A HSV Hamburg legnagyobb sikere Bayern München felett az 1928-as 8–2-es, illetve az 1977-es 5–0-s győzelme, a Bayern München legnagyobb sikere HSV Hamburg felett a 2013-as 9–2-es, illetve a 2015-ös 8–0-s győzelem volt.[241]
- Nemzetközi riválisok
  -  Angol riválisok:
  -  Spanyol riválisok:
  -  Olasz riválisok:

## Létesítmények

### Allianz Arena

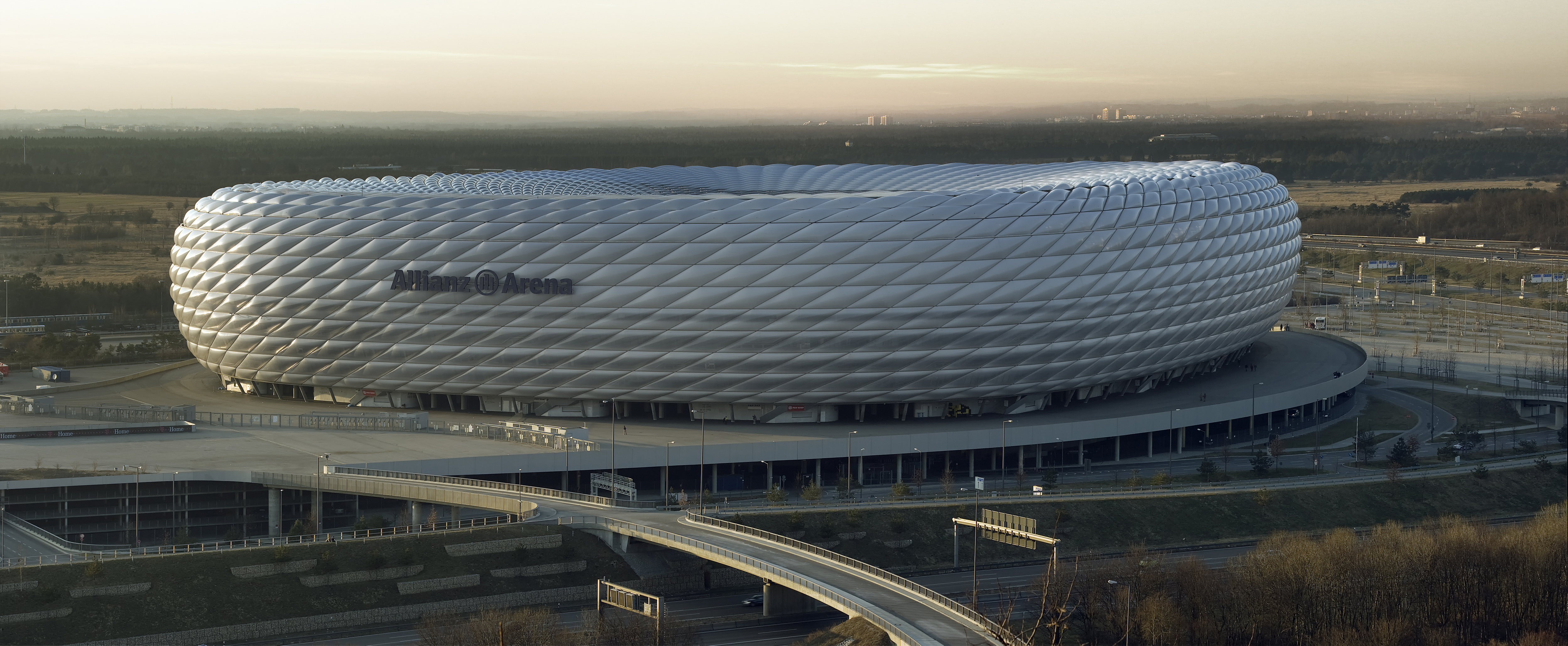
Az Allianz Arena

UEFA ötcsillagos stadion 
Az Allianz Arena 2005 óta ad otthont a Bayern München számára és müncheni riválisa, az TSV 1860 München számára.
A stadion a legmodernebb labdarúgóstadionok közé sorolható, melyet a Herzog & de Meuron építői vállalat vitelezett ki 2002 és 2005 között.
Az Allianz Arena kiérdemelte, hogy az UEFA ötcsillagos stadionnak minősítse. Ennek érdekében teljesítette a kötelező feltételeket: 106 páholy van a stadionban, egyenként 1374 ülőhellyel, Európa legnagyobb parkolójával rendelkezik (10 500 személygépjármű számára van hely). A nézőket a rendezvények alatt tető védi, de a játékfelületet nem. Befogadóképessége 69 344 személyre terjed ki UEFA- és FIFA-rendezvényeken, de bajnoki és kupamérkőzéseken 75 024 férőhelyes a stadion.
Itt üzemel a csapat múzeuma, mivel az FC Bayern München kivásárolta a TSV 1860 Münchent a stadion részvényeiből, így riválisuk bérlőként lép pályára a stadionban. A saját megvilágításával sajátos, egyedülálló külsőt kölcsönöz magának az aréna. Bármilyen színben képes pompázni. Nappal nem világít, ekkor hófehér színben tündököl. A Müncheni derbin a két rivális csapat színeit ölti magára: a pirosat és a kéket. A 2012-es UEFA-bajnokok ligája-döntő ideje alatt egy egyedi színkombinációban pompázott.

### Olympiastadion
UEFA ötcsillagos stadion 

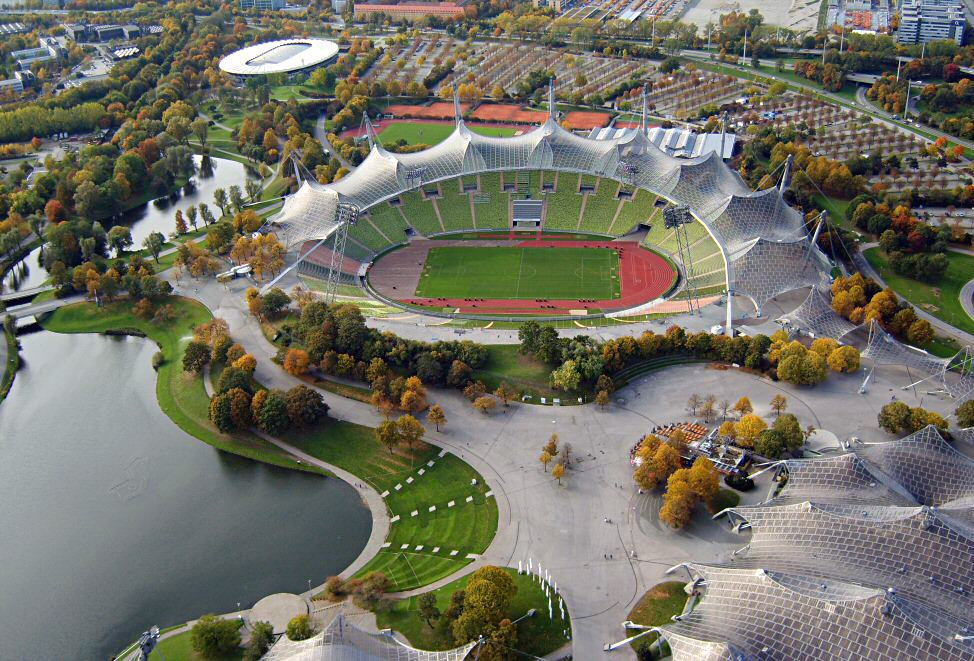
A Müncheni Olympiastadion

A sport csúcsán álló Müncheni Olympiastadiont 1972-es épülése után vette át az FC Bayern München a TSV 1860 Münchennel egyetemben. 2005-ig, az Allianz Arena átadásáig szolgált hazai pályaként a Bayern München számára.
Az 1972-es Olimpiai játékokra épült stadion egy VB döntőt, egy EB döntőt, három BEK/BL döntőt, egy UEFA-kupa döntőt rendezett. Mementóként szolgál a 70'-es, 80'-as, 90'-es és 2000-es évek labdarúgásából. A stadion füvén vált a Bayern München német rekordbajnokká. Ebben a stadionban nyert a Bayern München a Interkontinentális kupa és az UEFA-kupa oda-visszavágós rendszerében döntőt.
Nem vesztette el teljes mértékében jelentőségét az Olympiastadion az Allianz Arena 2005 beli átadásának következtében. A 2005/06-os szezontól már nem a város legjelentősebb stadionja. Ennek ellenére a müncheni sport fejlődésében továbbra is nagy szerepet vállal. 2012-ben az UEFA Női Bajnokok Ligája döntőt rendezhette meg. München egyediségét tükrözi az is, hogy két ötcsillagos stadionnal rendelkezik, ami bármikor kész megtölteni lelátóit, bár csupán az Olympiastadion szolgál atlétikai rendezvényekkel az érdeklődők számára.

### Säbener Straße – A "központ"

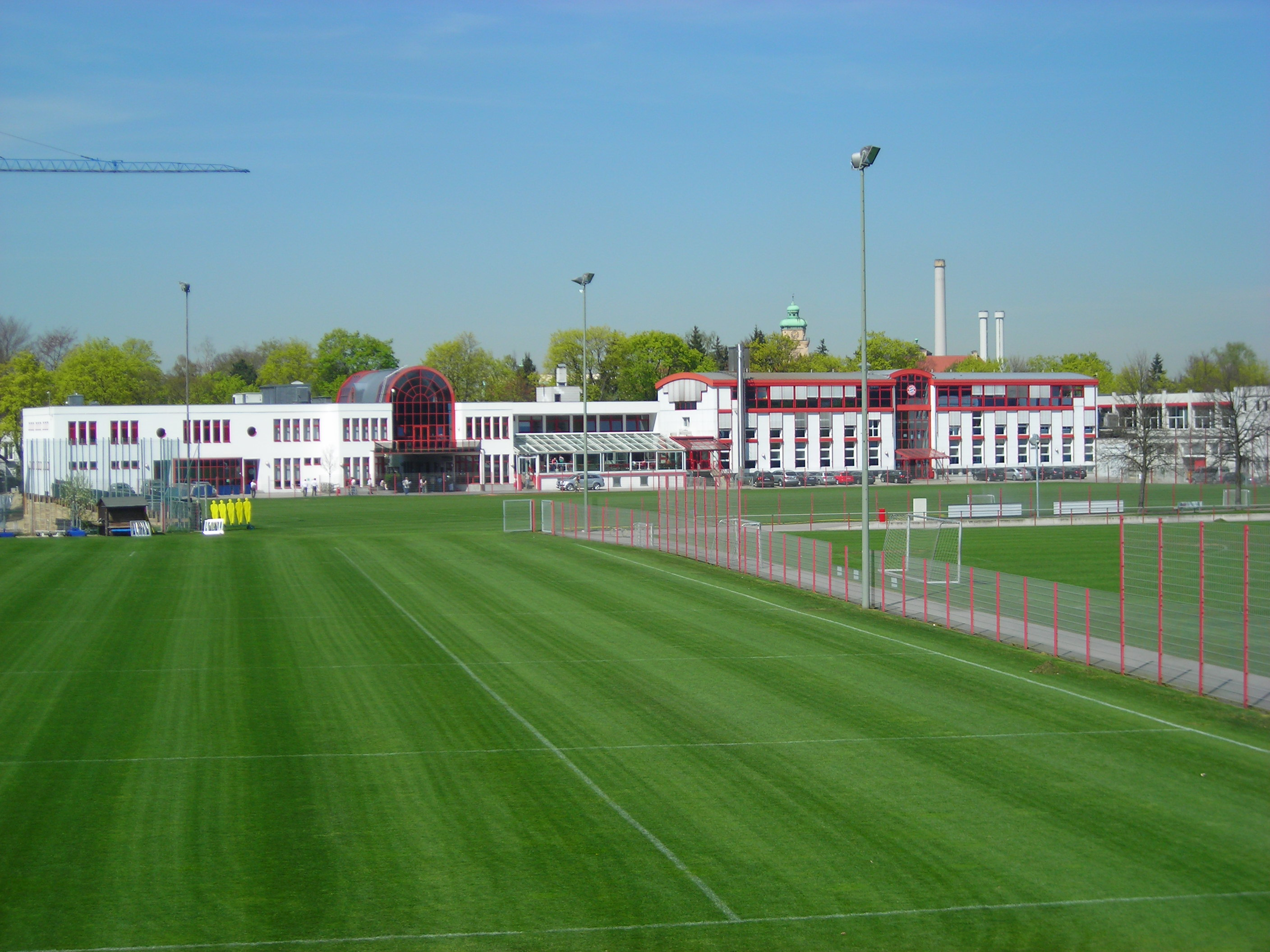
A Säbener Straße, a Bayern München edzőközpontja

A Säbener Straße az FC Bayern München klubközpontja, mely az első, a második és a korosztályos csapatainak edzőpályáját, az egyesület regenerációs központját és a klub központi irodáját foglalja magába 70 000 négyzetméteren. A sportlétesítményt 1990-ben építették, mely a Säbener Straße 51-57 szám alatt, München (81547) Harlaching kerületében terül el.
A központban 5 részleg különíthető el: a szolgáltatói központ, mely egy szurkolói áruházat, egy utazási ügynökséget foglal magába; a regenerációs központ, mely a legkorszerűbb edzésfeltételeket és játékelemzési feltételeket biztosítja; a központi iroda, mely az egyesület adminisztrációs családját foglalja magába; az edzőpálya, mely az U-8-as csapattól a profi labdarúgókig biztosítja az edés feltételeit; és az ifjúsági akadémia, mely az ifjúsági labdarúgók edzésmunkáját biztosítja, illetve 13 15 és 18 év közötti játékosnak ad szállást.

### Grünwalder Stadion

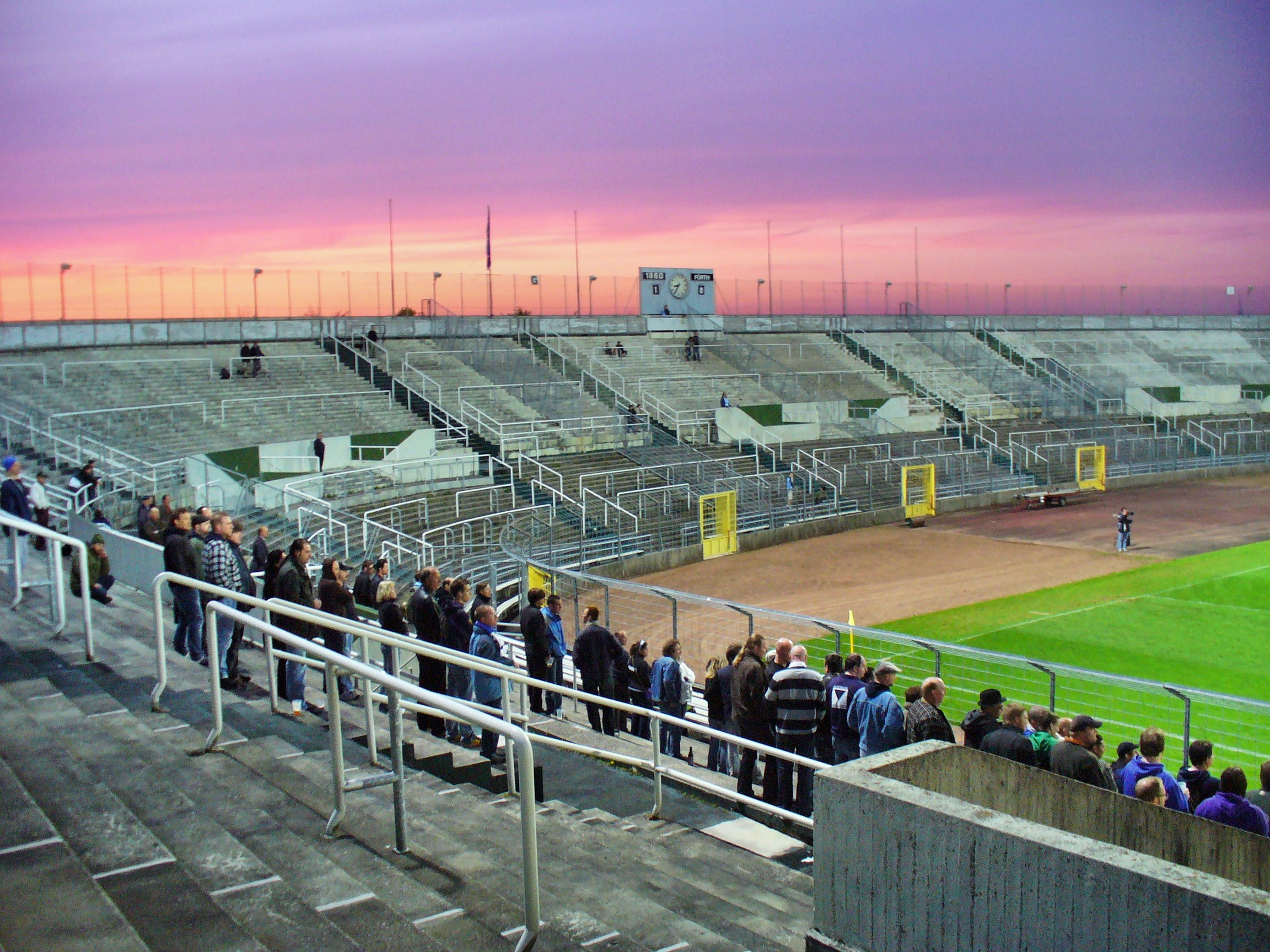
A Grünwalder Stadion

A Grünwalder Stadion, teljes nevén Städtisches Stadion an der Grünwalder Straße (Grünwalder úti Városi Stadion) 1911. május 11-én lett átadva. A stadion a TSV 1860 München számára készült. Jelentőségét 1972-ben kezdte elveszíteni, amikor elkészült a Müncheni Olimpiai Stadion. Mára a TSV 1860 München és a Bayern München fiataljai, illetve a Bayern München női csapata számára nyújt otthont.
1925-ben a Bayern München vezetősége kiegyezett a TSV 1860 München vezetőségével, így a Bayern is bérlője lehetett a stadionnak. Mégis közel 50 éven keresztül nem érezte otthon magát a saját stadionjában a Bayern. Több müncheni csapatnak nyújtott még otthont a Grünwalder Stadion.
1995 óta az FC Bayern München és TSV 1860 München anyaegyesületek kezében van. A Bayern München U23-as korosztálya és a női csapata hazai stadionja, valamint a TSV 1860 München U19-es és U21-es csapatának hazai pályája. A felnőttcsapatok az Allianz Arena gyepén osztoznak.
Férőhelye 14 000 fő. Átalakításokban többször is volt része: 1926, 1939, 1951, 1961, 1971, 1979, 2012–2013.

### Korábbi létesítmények

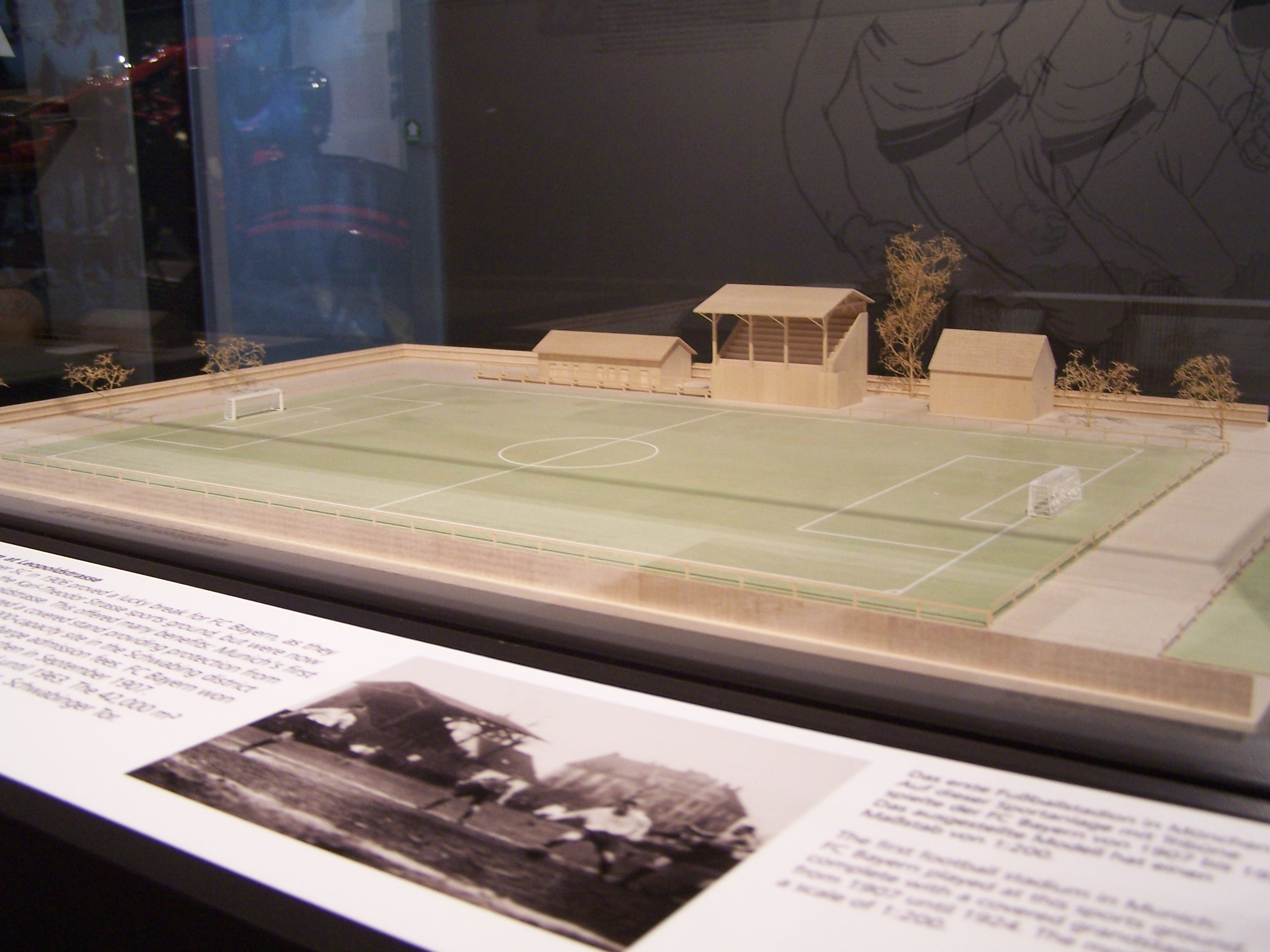
A Leopoldstraße-i sportpálya

- Theresienwiese: Az FC Bayern München első mérkőzéseinek otthona volt a Theresienwiese-i sportpálya. A sziget ma az Oktoberfestnek ad otthont.[12]
- Schyrenplatz: Az FC Bayern München első edzőpályája.[12]
- Clemensstraße (1901–1906): Az egyesület első hazai pályája.[12]
- Karl-Theodor-Straße (1906–1907): A Münchner Sport-Club csapatával közös otthona a klubnak az 1906–1907-es szezon során.[12]
- Leopoldstraße (1907–1922): Az FC Bayern München a Münchner Sport-Club csapatával közös otthona.[12]
- Ungererstraße : Az egyesület edzőpályája, az utánpótlás otthona 1911-től.[12]
- Städtisches Stadion an der Dantestraße (1943–1944): Az FC Bayern München otthona az 1943–1944-es szezon során a Grünwalder Stadion lebombázása miatt.[12]
- Platz an der Schlierseestraße (1944–1945): Az FC Bayern München otthona az 1944–1945-ös szezon során a Grünwalder Stadion helyreállítási munkái miatt.[12]

## Statisztika, részletes eredmények
2015. június 13. szerint

### Regionális rendszerben (1900–1965)

#### München Városi Bajnokság
A München Városi Bajnokság 1901-ben alakult. Jelentőségét 1905-ben veszítette el, amikor regionális szinten el kezdett szerveződni a labdarúgás Bajorországban. 1905 után München legkiemelkedőbb csapatai nem vettek részt a Városi Bajnokságban, így a legmagasabbb szinten csak Bayern München nyerte meg kora legrangosabb Városi Bajnokságát.
| Idény     | Helyezés  | Idény     | Helyezés  | Idény     | Helyezés   | Idény     | Helyezés   |
| --------- | --------- | --------- | --------- | --------- | ---------- | --------- | ---------- |
| 1901–1902 | 1. hely * | 1902–1903 | 1. hely * | 1903–1904 | 1. hely ** | 1904–1905 | 1. hely ** |

* Csak müncheni csapatok vehettek részt rajta.

** A bajnokság Münchent és környékét foglalta magába.

#### Bajor labdarúgó-bajnokság
Keleti Bajnokság (Ostkreis-Liga)
1905 és az Első világháború 1914-es kitörése között az Németország labdarúgása régiókra volt felosztva, ilyen volt a Keleti Bajnokság (Ostkreis-Liga), mely ez idő alatt többször szerveződött. A Keleti Bajnokság győztesei részt vehettek a Délnémet Bajnokságban, mely győztese részvételi jogot nyert a Német Nemzeti Bajnokságba.
| Idény          | Helyezés | Idény         | Helyezés | Idény         | Helyezés | Idény          | Helyezés |
| -------------- | -------- | ------------- | -------- | ------------- | -------- | -------------- | -------- |
| 1905–1906*     | 2. hely  | 1906–1907**   | 2. hely  | 1907–1908**   | 1. hely  | 1908–1909**    | 2. hely  |
| 1909–1910***   | 1. hely  | 1910–1911**** | 1. hely  | 1911–1912**** | 2. hely  | 1912–1913***** | 2. hely  |
| 1913–1914***** | 5. hely  |               |          |               |          |                |          |

* Az FC Bayern München a Délbajor bajnokság A osztályában (A-Klasse Südbayern) vett részt.

** Az FC Bayern München a Keleti Körzetű Felső Bajorország A osztályában (Ostkreismeisterschaft A-Klasse Oberbayern) vett részt.

*** Az FC Bayern München a Keleti Körzetű Felső Bajorország A osztályának déli csoportjában (Ostkreismeisterschaft A-Klasse Oberbayern Staffel Süd) vett részt. Győztesként kvalifikáltak a szezont követően megszűnő Keleti Körzeti Délbajor Bajnokságba (Südbayrische Bezirksmeisterschaft Ostkreis), melyen az első helyen végzett az FC Bayern München.

**** Az FC Bayern München a Keleti Körzet A osztályában (Ostkreis A-Klasse) vett részt.

***** Az FC Bayern München a Keleti Körzeti Bajnokságban (Ostkreis-Liga) vett részt.
Kerületi Bajnokság (Gaumeisterschaft) és a Keleti Bajnokság (Ostkreis-Liga) 1914 és 1919 között
Az Első világháború alatt szünetelt a német nemzeti labdarúgás. A német labdarúgó rendszer összeomltt. Ez idő alatt a klubok a városuk és környéküket érintő bajnokságokban játszottak. München Városi Bajnokságának jelentősége újra megnőtt. 1917-től visszatért a Keleti Bajnokság (Ostkreis-Liga) lebonyolítási formája Bajorországban, melyet egy éve alatt tavaszi és őszi fordulókra osztottak.
| Idény          | Helyezés | Idény       | Helyezés | Idény         | Helyezés | Idény          | Helyezés |
| -------------- | -------- | ----------- | -------- | ------------- | -------- | -------------- | -------- |
| 1914–1915*     | elmaradt | 1915 ősz**  | Győztes  | 1916 tavasz** | Döntős   | 1916 ősz**     | Győztes  |
| 1917 tavasz*** | 1. hely  | 1917 ősz*** | 1. hely  | 1918****      | elmaradt | 1919 tavasz*** | 2. hely  |

* Az 1914–1915-ös szezon nem került megrendezésre az Első világháború kitörése miatt.

** Az FC Bayern München 1915 ősze és 1916 ősze között a Kerületi Bajnokságban (Gaumeisterschaft) szerepelt.

*** Az FC Bayern München 1917 tavasz és 1919 tavasza között az 1918-as év kivételével a Keleti Bajnokság (Ostkreis-Liga) legjobbjai között szerepelt.

*** Az 1918-as évben elmaradtak a régiókat érintő bajnokságok az Első világháború végetérte miatt.
Délbajor Területi Bajnokság (Kreisliga Südbayern)
Az Első világháborút követően az 1919–1920-as szezontól indultak el újra a bajnokságok. Az FC Bayern München az 1919 és 1923 között létező Délbajor Területi Bajnokság (Kreisliga Südbayern)-ban szerepelt.
| Idény     | Helyezés | Idény     | Helyezés | Idény      | Helyezés | Idény     | Helyezés |
| --------- | -------- | --------- | -------- | ---------- | -------- | --------- | -------- |
| 1919–1920 | 1. hely  | 1920–1921 | 3. hely  | 1921–1922* | 2. hely  | 1922–1923 | 1. hely  |

* Az FC Bayern München a Bajor Területi Bajnokság 1-es osztályában (Kreisliga Südbayern Abteilung 1) vett részt.
Bajor Körzeti Bajnokság (Bezirksliga Bayern)
Az 1923-as futball reformot követően megalakult a Bajor Körzeti Bajnokság (Bezirksliga Bayern). 1923-tól 1927-ig a bajnokság teljes Bajorországra volt kiterjesztve, melynek legjobbjai a Délnémet Bajnokságban mérkőzhettek meg a déli tartományok legjobbjaival a Német Nemzeti Bajnokságba jutásért. 1927-től 1933-ig a bajnokságot északi és déli csoport osztották (Az FC Bayern München a déli csoportban szerepelt.), melynek győztesei a Délnémet Bajnokságban mérkőzhettek meg a déli tartományok legjobbjaival a Német Nemzeti Bajnokságba jutásért. 1933-ban a rendszer megszűnt és átvette helyét Bajor Kerületi Bajnokság (Gauliga Bayern).
| Idény       | Helyezés | Idény       | Helyezés | Idény       | Helyezés | Idény       | Helyezés |
| ----------- | -------- | ----------- | -------- | ----------- | -------- | ----------- | -------- |
| 1923–1924*  | 3. hely  | 1924–1925*  | 4. hely  | 1925–1926*  | 1. hely  | 1926–1927*  | 5. hely  |
| 1927–1928** | 1. hely  | 1928–1929** | 1. hely  | 1929–1930** | 1. hely  | 1930–1931** | 1. hely  |
| 1931–1932** | 1. hely  | 1932–1933** | 1. hely  |             |          |             |          |

* Az FC Bayern München az egész Bajorországra kiterjesztett Bajor Körzeti Bajnokságban (Bezirksliga Bayern) vett részt.

** Az FC Bayern München a Bajor Körzeti Bajnokság déli csoportjában (Bezirksliga Bayern Gruppe Südbayern) vett részt.

#### Délnémet labdarúgó-bajnokság (1897–1933)
A Délnémet labdarúgó-bajnokságba Dél-Németország tartományainak, kerületeinek legjobbjai nyertek részvételi jogot, akik a bajnokság keretein belül küzdhették ki a Német Nemzeti Bajnokságba jutásért való jogot. A Délnémet Bajnokság 1897-ben indult, és 1933-ban szűnt meg a Bajor Kerületi Bajnokság (Gauliga Bayern) megalakulásával. Időközönként regionális selejtezők során döntötték el, ki jusson be a Délnémet Bajnokság végjátékába. 1932-ben és 1933-ban a Délnémet Bajnokság döntőjét a két nagy selejtezőcsoport győztesei játszották.
| Idény      | Helyezés      | Idény     | Helyezés      | Idény     | Helyezés      | Idény     | Helyezés      |
| ---------- | ------------- | --------- | ------------- | --------- | ------------- | --------- | ------------- |
| 1897–1898* | –             | 1898–1899 | –             | 1899–1900 | –             | 1900–1901 | nem jutott be |
| 1901–1902  | nem jutott be | 1902–1903 | nem jutott be | 1903–1904 | nem jutott be | 1904–1905 | nem jutott be |
| 1905–1906  | nem jutott be | 1906–1907 | nem jutott be | 1907–1908 | 2. hely       | 1908–1909 | nem jutott be |
| 1909–1910  | 2. hely       | 1910–1911 | 2. hely       | 1911–1912 | nem jutott be | 1912–1913 | nem jutott be |
| 1913–1914  | nem jutott be | 1914–1915 | elmaradt      | 1915–1916 | nem jutott be | 1916–1917 | nem jutott be |
| 1917–1918  | nem jutott be | 1918–1919 | elmaradt      | 1919–1920 | 2. hely**     | 1920–1921 | nem jutott be |
| 1921–1922  | nem jutott be | 1922–1923 | nem jutott be | 1923–1924 | nem jutott be | 1924–1925 | nem jutott be |
| 1925–1926  | 1. hely       | 1926–1927 | nem jutott be | 1927–1928 | 1. hely       | 1928–1929 | 2. hely       |
| 1929–1930  | 3. hely       | 1930–1931 | 3. hely       | 1931–1932 | 2. hely       | 1932–1933 | 4. hely***    |

– = az FC Bayern München nem volt megalapítva.

* A Délnémet labdarúgó-bajnokság 1897-1898-as szezonja nem volt egész Dél-Németországra kiterjesztve.

** Az FC Bayern München az 1919–1920-as szezon során Délnémet Bajnokság déli csoportjának 2. helyén végzett, így nem jutott be a végjátékba.

*** Az FC Bayern München az 1932–1933-as szezon során Délnémet Bajnokság dél és kelet összevont csoportjának 4. helyén végzett, így nem jutott be a végjátékba.
Bajor Kerületi Bajnokság (Gauliga Bayern)
1933-ban a Nemzetiszocialista Német Munkáspárt hatalomátvételét követően a kormány rendelete szerint egységesítették a tartományok bajnokságait, így alakult meg a Bajor Kerületi Bajnokság (Gauliga Bayern). A bajnokság győztesei a Német Nemzeti Bajnokságba nyertek részvételi jogot, ez által megszűnt a Délnémet Bajnokság. A rendszert a Második világháború végéig alkalmazták.
| Idény     | Helyezés | Idény     | Helyezés | Idény     | Helyezés | Idény     | Helyezés |
| --------- | -------- | --------- | -------- | --------- | -------- | --------- | -------- |
| 1933–1934 | 3. hely  | 1934–1935 | 4. hely  | 1935–1936 | 3. hely  | 1936–1937 | 3. hely  |
| 1937–1938 | 5. hely  | 1938–1939 | 7. hely  | 1939–1940 | 8. hely  | 1940–1941 | 7. hely  |
| 1941–1942 | 8. hely  | 1942–1943 | 3. hely  | 1943–1944 | 1. hely  | 1944–1945 | 1. hely  |

#### Oberliga Süd
Az Oberliga Süd egy regionális bajnokság volt Dél-Németországban, melynek győztesei részvételi jogot szereztek az országos bajnokságba: 1946-tól 1948-ig az országos bajnokságot teljes Németországot érintette, 1948-tól, Németország szétszakadásától már csak Nyugat-Németországot érintette. 1963-ban, a Nyugat-német labdarúgó-bajnokság első osztályának megalapításakor megszűnt, szerepét a Regionalliga Süd vette át.
| Idény     | Helyezés | Idény     | Helyezés   | Idény      | Helyezés  | Idény     | Helyezés |
| --------- | -------- | --------- | ---------- | ---------- | --------- | --------- | -------- |
| 1945–1946 | 6. hely  | 1946–1947 | 11. hely   | 1947–1948  | 4. hely   | 1948–1949 | 3. hely  |
| 1949–1950 | 13. hely | 1950–1951 | 9. hely    | 1951–1952  | 8. hely   | 1952–1953 | 7. hely  |
| 1953–1954 | 9. hely  | 1954–1955 | 16. hely ↓ | 1955–1956* | 2. hely ↑ | 1956–1957 | 10. hely |
| 1957–1958 | 7. hely  | 1958–1959 | 4. hely    | 1959–1960  | 5. hely   | 1960–1961 | 8. hely  |
| 1961–1962 | 3. hely  | 1962–1963 | 3. hely    |            |           |           |          |

* Az idény során az FC Bayern München az Oberliga Süd másodosztályában szerepelt.

#### Regionalliga Süd
A Regionalliga Süd egy regionális bajnokság volt 1963 és 1974 között, amíg a német labdarúgás másodosztályát képezte. Első és második helyezettje egy-egy külön csoportban küzdhetett meg az első osztályba jutásért a többi tartomány legjobbjaival.
Annak ellenére, hogy az FC Bayern München az Oberliga Süd 1962–1963-as szezonjában a harmadik helyezést érte el, mely jogosította volna őket, hogy a Nyugatnémet labdarúgó-bajnokság első osztályának egyik alapító egyesülete legyen, a szabályok szerint második müncheni csapatként nem kapta meg jogot az első osztály alapító csapatai közzé való kerülésre, ezáltal az FC Bayern München a Regionalliga Südben kényszerült kiharcolni a feljutásért való jogot.
| Idény     | Helyezés | Rájátszás | Idény     | Helyezés | Rájátszás |
| --------- | -------- | --------- | --------- | -------- | --------- |
| 1963–1964 | 2. hely  | 2. hely   | 1964–1965 | 1. hely  | 1. hely ↑ |

### Nemzeti szinten

#### Német labdarúgó-bajnokság
A Német labdarúgó-bajnokság Németország legrangosabb labdarúgó sorozata. 1902-es alapítása óta több reformon esett át. 1902-től 1948-ig kieséses rendszerben küzdöttek meg egymással a tartományok legjobb csapatai. A Második világháborút követő Németország szétszakadásával 1948-tól Németország 1990-es újraegyesüléséig (a két bajnokság csak az 1991-1992-es szezontól egyesült) külön nyugatnémet és keletnémet bajnokság volt. 1948-tól 1963-ig a nyugatnémet bajnokság változatlan rendszerű volt. 1963-ban a nyugatnémet bajnokság felvette a Bundesliga nevet, és pontrendszerben folytatta tovább működését. Németország 1990-es újraegyesülésével nem változott sem a rendszer, sem a név.
Német Nemzeti Bajnokság
1902-től 1948-ig kieséses rendszerben küzdöttek meg egymással a tartományok legjobb csapatai.
| Idény     | Helyezés      | Idény     | Helyezés      | Idény     | Helyezés      | Idény     | Helyezés      |
| --------- | ------------- | --------- | ------------- | --------- | ------------- | --------- | ------------- |
| 1902–1903 | nem jutott be | 1903–1904 | nem jutott be | 1904–1905 | nem jutott be | 1905–1906 | nem jutott be |
| 1906–1907 | nem jutott be | 1907–1908 | nem jutott be | 1908–1909 | nem jutott be | 1909–1910 | nem jutott be |
| 1910–1911 | nem jutott be | 1911–1912 | nem jutott be | 1912–1913 | nem jutott be | 1913–1914 | nem jutott be |
| 1919–1920 | nem jutott be | 1920–1921 | nem jutott be | 1921–1922 | nem jutott be | 1922–1923 | nem jutott be |
| 1923–1924 | nem jutott be | 1924–1925 | nem jutott be | 1925–1926 | 1. forduló    | 1926–1927 | nem jutott be |
| 1927–1928 | Elődöntő      | 1928–1929 | nem jutott be | 1929–1930 | nem jutott be | 1930–1931 | nem jutott be |
| 1931–1932 | Győztes       | 1932–1933 | nem jutott be | 1933–1934 | nem jutott be | 1934–1935 | nem jutott be |
| 1935–1936 | nem jutott be | 1936–1937 | nem jutott be | 1937–1938 | nem jutott be | 1938–1939 | nem jutott be |
| 1939–1940 | nem jutott be | 1940–1941 | nem jutott be | 1941–1942 | nem jutott be | 1942–1943 | nem jutott be |
| 1943–1944 | nem jutott be | 1944–1945 | nem jutott be | 1945–1946 | nem jutott be | 1946–1947 | nem jutott be |
| 1947–1948 | nem jutott be |           |               |           |               |           |               |

Nyugatnémet Bajnokság
A Második világháborút követő Németország szétszakadásával 1948-tól Németország 1990-es újraegyesüléséig (a két bajnokság csak az 1991–1992-es szezontól egyesült) külön Nyugatnémet és Kelet-német bajnokság volt. 1948-tól 1963-ig a nyugatnémet bajnokság változatlan rendszerű volt. Az FC Bayern München egy alkalommal sem jutott be a nyugatnémet bajnokságba.
| Idények   | Helyezés      |
| --------- | ------------- |
| 1948–1963 | nem jutott be |

Bundesliga
1963-ban a Nyuganémet bajnokság felvette a Bundesliga nevet, és pontrendszerben folytatta tovább működését. Németország 1990-es újraegyesülésével nem változott sem a rendszer, sem a név.
| Idény     | Helyezés | Idény     | Helyezés | Idény     | Helyezés | Idény     | Helyezés |
| --------- | -------- | --------- | -------- | --------- | -------- | --------- | -------- |
| 1965–1966 | 3. hely  | 1966–1967 | 6. hely  | 1967–1968 | 5. hely  | 1968–1969 | 1. hely  |
| 1969–1970 | 2. hely  | 1970–1971 | 2. hely  | 1971–1972 | 1. hely  | 1972–1973 | 1. hely  |
| 1973–1974 | 1. hely  | 1974–1975 | 10. hely | 1975–1976 | 3. hely  | 1976–1977 | 7. hely  |
| 1977–1978 | 12. hely | 1978–1979 | 4. hely  | 1979–1980 | 1. hely  | 1980–1981 | 1. hely  |
| 1981–1982 | 3. hely  | 1982–1983 | 4. hely  | 1983–1984 | 4. hely  | 1984–1985 | 1. hely  |
| 1985–1986 | 1. hely  | 1986–1987 | 1. hely  | 1987–1988 | 2. hely  | 1988–1989 | 1. hely  |
| 1989–1990 | 1. hely  | 1990–1991 | 2. hely  | 1991–1992 | 10. hely | 1992–1993 | 2. hely  |
| 1993–1994 | 1. hely  | 1994–1995 | 6. hely  | 1995–1996 | 2. hely  | 1996–1997 | 1. hely  |
| 1997–1998 | 2. hely  | 1998–1999 | 1. hely  | 1999–2000 | 1. hely  | 2000–2001 | 1. hely  |
| 2001–2002 | 2. hely  | 2002–2003 | 1. hely  | 2003–2004 | 2. hely  | 2004–2005 | 1. hely  |
| 2005–2006 | 1. hely  | 2006–2007 | 4. hely  | 2007–2008 | 1. hely  | 2008–2009 | 2. hely  |
| 2009–2010 | 1. hely  | 2010–2011 | 3. hely  | 2011–2012 | 2. hely  | 2012–2013 | 1. hely  |
| 2013–2014 | 1. hely  | 2014–2015 | 1. hely  | 2015–2016 |          | 2016–2017 |          |

Örökranglista*
| Helyezés | Klub                     | Győzelmek száma |
| -------- | ------------------------ | --------------- |
| 1.       | FC Bayern München        | 25              |
| 2.       | Borussia Mönchengladbach | 5               |
| 2.       | Borussia Dortmund        | 5               |
| 3.       | SV Werder Bremen         | 4               |
| 4.       | Hamburger SV             | 3               |
| 4.       | VfB Stuttgart            | 3               |

* Az örökranglista csupán az 1963-ban átszerzevezett, Bundesliga győzteseinek címeit tartalmazza.

#### Német labdarúgókupa
A DFB-Pokal (Deutscher Fußball-Bund-Pokal vagy Német Kupa) egy kieséses rendszerű labdarúgótorna, melyet éves szinten tartanak meg Németországban. Ez a második legfontosabb nemzeti cím a német labdarúgásban a Bundesliga után.
Tschammerpokal
A Tschammerpokal a német labdarúgókupa elődje, szintén kieséses rendszerű volt, melyet egy év leforgása alatt rendeztek meg 1935 és 1943 között.
| Idény | Helyezés      | Idény | Helyezés   | Idény | Helyezés      | Idény | Helyezés      |
| ----- | ------------- | ----- | ---------- | ----- | ------------- | ----- | ------------- |
| 1935  | 1. forduló    | 1936  | 1 forduló  | 1937  | nem jutott be | 1938  | 2. forduló    |
| 1939  | nem jutott be | 1940  | 1. forduló | 1941  | nem jutott be | 1942  | nem jutott be |
| 1943  | 1. forduló    |       |            |       |               |       |               |

DFB-Pokal
A DFB-Pokal egy kieséses rendszerű német labdarúgó torna, melyet az 1952–1953-as szezon óta minden idényben megrendeznek. Elődje a Tschammerpokal volt.
| Idény     | Helyezés      | Idény     | Helyezés      | Idény     | Helyezés      | Idény     | Helyezés      |
| --------- | ------------- | --------- | ------------- | --------- | ------------- | --------- | ------------- |
| 1952–1953 | nem jutott be | 1953–1954 | nem jutott be | 1954–1955 | nem jutott be | 1955–1956 | nem jutott be |
| 1956–1957 | Győztes       | 1957–1958 | nem jutott be | 1958–1959 | nem jutott be | 1959–1960 | nem jutott be |
| 1960–1961 | nem jutott be | 1961–1962 | nem jutott be | 1962–1963 | nem jutott be | 1963–1964 | nem jutott be |
| 1964–1965 | nem jutott be | 1965–1966 | Győztes       | 1966–1967 | Győztes       | 1967–1968 | Elődöntő      |
| 1968–1969 | Győztes       | 1969–1970 | Negyeddöntő   | 1970–1971 | Győztes       | 1971–1972 | Negyeddöntő   |
| 1972–1973 | Negyeddöntő   | 1973–1974 | Elődöntő      | 1974–1975 | 3. forduló    | 1975–1976 | Elődöntő      |
| 1976–1977 | Negyeddöntő   | 1977–1978 | 3. forduló    | 1978–1979 | 2. forduló    | 1979–1980 | 3. forduló    |
| 1980–1981 | 3. forduló    | 1981–1982 | Győztes       | 1982–1983 | 2. forduló    | 1983–1984 | Győztes       |
| 1984–1985 | Döntős        | 1985–1986 | Győztes       | 1986–1987 | 3. forduló    | 1987–1988 | Negyeddöntő   |
| 1988–1989 | 3. forduló    | 1989–1990 | 3. forduló    | 1990–1991 | 1. forduló    | 1991–1992 | 1. forduló    |
| 1992–1993 | 2. forduló    | 1993–1994 | Negyeddöntő   | 1994–1995 | 1. forduló    | 1995–1996 | 2. forduló    |
| 1996–1997 | Negyeddöntő   | 1997–1998 | Győztes       | 1998–1999 | Döntős        | 1999–2000 | Győztes       |
| 2000–2001 | 2. forduló    | 2001–2002 | Elődöntő      | 2002–2003 | Győztes       | 2003–2004 | Negyeddöntő   |
| 2004–2005 | Győztes       | 2005–2006 | Győztes       | 2006–2007 | 3. forduló    | 2007–2008 | Győztes       |
| 2008–2009 | Negyeddöntő   | 2009–2010 | Győztes       | 2010–2011 | Elődöntő      | 2011–2012 | Döntős        |
| 2012–2013 | Győztes       | 2013–2014 | Győztes       | 2014–2015 | Elődöntő      | 2015–2016 |               |

Örökranglista
| Helyezés | Klub                | Győzelmek száma |
| -------- | ------------------- | --------------- |
| 1.       | FC Bayern München   | 17              |
| 2.       | SV Werder Bremen    | 6               |
| 3.       | FC Schalke 04       | 5               |
| 4.       | 1. FC Köln          | 4               |
| 4.       | Eintracht Frankfurt | 4               |
| 4.       | 1. FC Nürnberg      | 4               |

#### Német labdarúgó-ligakupa
A Ligakupa egy német labdarúgó torna, melyet a szezon kezdete előtt rendeztek meg a Bundesliga legjobb csapataival és a Német Kupa győztesének a részvételével 1997 és 2007 között.
| Idény     | Helyezés   | Idény | Helyezés | Idény | Helyezés   | Idény | Helyezés |
| --------- | ---------- | ----- | -------- | ----- | ---------- | ----- | -------- |
| 1972–1973 | Csoportkör | 1997  | Győztes  | 1998  | Győztes    | 1999  | Győztes  |
| 2000      | Győztes    | 2001  | Elődöntő | 2002  | 1. forduló | 2003  | Elődöntő |
| 2004      | Győztes    | 2005  | Elődöntő | 2006  | Döntős     | 2007  | Győztes  |

Örökranglista
| Helyezés | Klub              | Győzelmek száma |
| -------- | ----------------- | --------------- |
| 1.       | FC Bayern München | 6               |
| 2.       | Hertha BSC        | 2               |
| 2.       | Hamburger SV      | 2               |
| 3.       | SV Werder Bremen  | 1               |
| 3.       | FC Schalke 04     | 1               |

#### Német labdarúgó-szuperkupa
A Német szuperkupa egy döntő a német bajnok és a német kupagyőztes között. 1997-től 2007-ig ben átvette a helyét a ligakupa.
Nem hivatalos rendezvények
| Idény | Helyezés      | Idény | Helyezés | Idény | Helyezés   | Idény | Helyezés      |
| ----- | ------------- | ----- | -------- | ----- | ---------- | ----- | ------------- |
| 1977  | nem jutott be | 1982  | Győztes  | 2008  | Ezüstérmes | 2009  | nem jutott be |

Hivatalos rendezvények
1987-től 1996-ig a szuperkupát a Német labdarúgó-szövetség rendezte.
| Idény | Helyezés      | Idény | Helyezés      | Idény | Helyezés      | Idény | Helyezés   |
| ----- | ------------- | ----- | ------------- | ----- | ------------- | ----- | ---------- |
| 1987  | Győztes       | 1988  | nem jutott be | 1989  | Ezüstérmes    | 1990  | Győztes    |
| 1991  | nem jutott be | 1992  | nem jutott be | 1993  | nem jutott be | 1994  | Ezüstérmes |
| 1995  | Győztes       | 1996  | nem jutott be |       |               |       |            |

2010-től a szuperkupát a Német Labdarúgóliga rendezi.
| Idény | Helyezés   | Idény | Helyezés      | Idény | Helyezés | Idény | Helyezés   |
| ----- | ---------- | ----- | ------------- | ----- | -------- | ----- | ---------- |
| 2010  | Győztes    | 2011  | nem jutott be | 2012  | Győztes  | 2013  | Ezüstérmes |
| 2014  | Ezüstérmes | 2015  |               | 2016  |          | 2017  |            |

Örökranglista
| Helyezés | Klub                 | Győzelmek száma |
| -------- | -------------------- | --------------- |
| 1.       | Borussia Dortmund    | 5               |
| 2.       | FC Bayern München    | 4               |
| 3.       | SV Werder Bremen     | 3               |
| 4.       | 1. FC Kaiserslautern | 1               |
| 4.       | FC Schalke 04        | 1               |
| 4.       | VfB Stuttgart        | 1               |

### Nemzetközi szereplés
Az alábbiakban az FC Bayern München nemzetközi eredményei, statisztikái és kupamérkőzései találhatóak.

#### Nemzetközi kupamérkőzések listája
| Bajnokság                                           | Statisztika | Statisztika | Statisztika | Statisztika | Statisztika |
| Bajnokság                                           | M           | Gy          | D           | V           | Gy %        |
| --------------------------------------------------- | ----------- | ----------- | ----------- | ----------- | ----------- |
| Bajnokcsapatok Európa-kupája / UEFA-bajnokok ligája | 293         | 166         | 64          | 63          | 56,66       |
| UEFA-kupa / Európa-liga                             | 68          | 39          | 13          | 16          | 57,35       |
| Kupagyőztesek Európa-kupája                         | 39          | 19          | 14          | 6           | 48,72       |
| UEFA-szuperkupa                                     | 6           | 1           | 1           | 4           | 16,67       |
| Teljes                                              | 406         | 225         | 92          | 89          | 55,42       |

Az alábbiakban az FC Bayern München nemzetközi kupamérkőzéseinek listája található.
| Szezon  | Bajnokság                    | Forduló           | Ellenfél                     | Hazai                        | Vendég                       | Össz.                        |
| ------- | ---------------------------- | ----------------- | ---------------------------- | ---------------------------- | ---------------------------- | ---------------------------- |
| 1962–63 | Vásárvárosok kupája          | 1. forduló        | Bázel XI                     | –                            | 3–0                          | 3–0                          |
| 1962–63 | Vásárvárosok kupája          | 2. forduló        | Drumcondra FC                | 6–0                          | 0–1                          | 6–1                          |
| 1962–63 | Vásárvárosok kupája          | Negyeddöntő       | GNK Dinamo Zagreb            | 1–4                          | 0–0                          | 1–4                          |
| 1966–67 | Kupagyőztesek Európa-kupája  | 1. forduló        | TJ Tatran Prešov             | 3–2                          | 1–1                          | 4–3                          |
| 1966–67 | Kupagyőztesek Európa-kupája  | 2. forduló        | Shamrock Rovers FC           | 3–2                          | 1–1                          | 4–3                          |
| 1966–67 | Kupagyőztesek Európa-kupája  | Negyeddöntő       | SK Rapid Wien                | 2–0                          | 0–1                          | 2–1                          |
| 1966–67 | Kupagyőztesek Európa-kupája  | Elődöntő          | Standard de Liège            | 2–0                          | 3–1                          | 5–1                          |
| 1966–67 | Kupagyőztesek Európa-kupája  | Döntő             | Rangers FC                   | 1–0 (h.u.)                   | 1–0 (h.u.)                   | 1–0 (h.u.)                   |
| 1967–68 | Kupagyőztesek Európa-kupája  | 1. forduló        | PAE Panathinaikósz AÓ        | 5–0                          | 2–1                          | 7–1                          |
| 1967–68 | Kupagyőztesek Európa-kupája  | 2. forduló        | Vitória FC                   | 6–2                          | 1–1                          | 7–3                          |
| 1967–68 | Kupagyőztesek Európa-kupája  | Negyeddöntő       | Valencia CF                  | 1–0                          | 1–1                          | 2–1                          |
| 1967–68 | Kupagyőztesek Európa-kupája  | Elődöntő          | AC Milan                     | 0–0                          | 0–2                          | 0–2                          |
| 1969–70 | Bajnokcsapatok Európa-kupája | 1. forduló        | AS Saint-Étienne             | 2–0                          | 0–3                          | 2–3                          |
| 1970–71 | Vásárvárosok kupája          | 1. forduló        | Rangers FC                   | 1–0                          | 1–1                          | 2–1                          |
| 1970–71 | Vásárvárosok kupája          | 2. forduló        | Coventry City FC             | 6–1                          | 1–2                          | 7–3                          |
| 1970–71 | Vásárvárosok kupája          | 3. forduló        | Sparta Rotterdam             | 2–1                          | 3–1                          | 5–2                          |
| 1970–71 | Vásárvárosok kupája          | Negyeddöntő       | Liverpool FC                 | 1–1                          | 0–3                          | 1–4                          |
| 1971–72 | Vásárvárosok kupája          | 1. forduló        | TJ Škoda Plzeň               | 6–1                          | 1–0                          | 7–1                          |
| 1971–72 | Vásárvárosok kupája          | 2. forduló        | Liverpool FC                 | 3–1                          | 0–0                          | 3–1                          |
| 1971–72 | Vásárvárosok kupája          | Negyeddöntő       | FC Steaua București          | 0–0                          | 1–1                          | 1–1                          |
| 1971–72 | Vásárvárosok kupája          | Elődöntő          | Rangers FC                   | 1–1                          | 0–2                          | 1–3                          |
| 1972–73 | Bajnokcsapatok Európa-kupája | 1. forduló        | Galatasaray SK               | 6–0                          | 1–1                          | 7–1                          |
| 1972–73 | Bajnokcsapatok Európa-kupája | 2. forduló        | ASZ Omónia Lefkoszíasz       | 9–0                          | 4–0                          | 13–0                         |
| 1972–73 | Bajnokcsapatok Európa-kupája | Negyeddöntő       | AFC Ajax                     | 2–1                          | 0–4                          | 2–5                          |
| 1973–74 | Bajnokcsapatok Európa-kupája | 1. forduló        | Åtvidaberg FF                | 3–1                          | 1–3                          | 4–4                          |
| 1973–74 | Bajnokcsapatok Európa-kupája | 2. forduló        | SG Dynamo Dresden            | 4–3                          | 3–3                          | 7–6                          |
| 1973–74 | Bajnokcsapatok Európa-kupája | Negyeddöntő       | PFK CSZKA Szofija            | 4–1                          | 1–2                          | 5–3                          |
| 1973–74 | Bajnokcsapatok Európa-kupája | Elődöntő          | Újpesti Dózsa                | 3–0                          | 1–1                          | 4–1                          |
| 1973–74 | Bajnokcsapatok Európa-kupája | Döntő             | Atlético de Madrid           | 1–1 (h.u.); újrajátszás: 4–0 | 1–1 (h.u.); újrajátszás: 4–0 | 1–1 (h.u.); újrajátszás: 4–0 |
| 1974–75 | Bajnokcsapatok Európa-kupája | 2. forduló        | 1. FC Magdeburg              | 3–2                          | 2–1                          | 5–3                          |
| 1974–75 | Bajnokcsapatok Európa-kupája | Negeyddöntő       | FA Ararat Jerevan            | 2–0                          | 0–1                          | 2–1                          |
| 1974–75 | Bajnokcsapatok Európa-kupája | Elődöntő          | AS Saint-Étienne             | 2–0                          | 0–0                          | 2–0                          |
| 1974–75 | Bajnokcsapatok Európa-kupája | Döntő             | Leeds United FC              | 2–0                          | 2–0                          | 2–0                          |
| 1975    | UEFA-szuperkupa              | Döntő             | FK Dinamo Kijiv              | 0–1                          | 0–2                          | 0–3                          |
| 1975–76 | Bajnokcsapatok Európa-kupája | 1. forduló        | AS Jeunesse Esch             | 3–1                          | 5–0                          | 8–1                          |
| 1975–76 | Bajnokcsapatok Európa-kupája | 2. forduló        | Malmö FF                     | 2–0                          | 0–1                          | 2–1                          |
| 1975–76 | Bajnokcsapatok Európa-kupája | Negyeddöntő       | SL Benfica                   | 5–1                          | 0–0                          | 5–1                          |
| 1975–76 | Bajnokcsapatok Európa-kupája | Elődöntő          | Real Madrid CF               | 2–0                          | 1–1                          | 3–1                          |
| 1975–76 | Bajnokcsapatok Európa-kupája | Döntő             | AS Saint-Étienne             | 1–0                          | 1–0                          | 1–0                          |
| 1976    | UEFA-szuperkupa              | Döntő             | RSC Anderlecht               | 2–1                          | 1–4                          | 3–5                          |
| 1976    | Interkontinentális kupa      | Döntő             | Cruzeiro EC                  | 2–0                          | 0–0                          | 2–0                          |
| 1976–77 | Bajnokcsapatok Európa-kupája | 1. forduló        | Køge BK                      | 2–1                          | 5–0                          | 7–1                          |
| 1976–77 | Bajnokcsapatok Európa-kupája | 2. forduló        | TJ Baník OKD Ostrava         | 5–0                          | 1–2                          | 6–2                          |
| 1976–77 | Bajnokcsapatok Európa-kupája | Negyeddöntő       | FK Dinamo Kijiv              | 1–0                          | 0–2                          | 1–2                          |
| 1977–78 | UEFA-kupa                    | 1. forduló        | Mjøndalen                    | 8–0                          | 4–0                          | 12–0                         |
| 1977–78 | UEFA-kupa                    | 2. forduló        | PFK Marek Dupnica            | 3–0                          | 0–2                          | 3–2                          |
| 1977–78 | UEFA-kupa                    | 3. forduló        | Eintracht Frankfurt          | 1–2                          | 0–4                          | 1–6                          |
| 1979–80 | UEFA-kupa                    | 1. forduló        | TJ Bohemians Praha           | 2–2                          | 2–0                          | 4–2                          |
| 1979–80 | UEFA-kupa                    | 2. forduló        | Aarhus GF                    | 3–1                          | 2–1                          | 5–2                          |
| 1979–80 | UEFA-kupa                    | 3. forduló        | FK Crvena zvezda Bělehrad    | 2–0                          | 2–3                          | 5–3                          |
| 1979–80 | UEFA-kupa                    | Negyeddöntő       | 1. FC Kaiserslautern         | 4–1                          | 0–1                          | 4–2                          |
| 1979–80 | UEFA-kupa                    | Elődöntő          | Eintracht Frankfurt          | 2–0                          | 1–5                          | 3–5                          |
| 1980–81 | Bajnokcsapatok Európa-kupája | 1. forduló        | PAE Olimbiakósz SZFP         | 3–0                          | 4–2                          | 7–2                          |
| 1980–81 | Bajnokcsapatok Európa-kupája | 2. forduló        | AFC Ajax                     | 5–1                          | 1–2                          | 6–3                          |
| 1980–81 | Bajnokcsapatok Európa-kupája | Negyeddöntő       | TJ Baník OKD Ostrava         | 2–0                          | 4–2                          | 6–2                          |
| 1980–81 | Bajnokcsapatok Európa-kupája | Elődöntő          | Liverpool FC                 | 1–1                          | 0–0                          | 1–1                          |
| 1981–82 | Bajnokcsapatok Európa-kupája | 1. forduló        | Östers IF                    | 5–0                          | 1–0                          | 6–0                          |
| 1981–82 | Bajnokcsapatok Európa-kupája | 2. forduló        | SL Benfica                   | 4–1                          | 0–0                          | 4–1                          |
| 1981–82 | Bajnokcsapatok Európa-kupája | Negyeddöntő       | FC Universitatea Craiova     | 1–1                          | 2–0                          | 3–1                          |
| 1981–82 | Bajnokcsapatok Európa-kupája | Elődöntő          | PFK CSZKA Szofija            | 4–0                          | 3–4                          | 7–4                          |
| 1981–82 | Bajnokcsapatok Európa-kupája | Döntő             | Aston Villa FC               | 0–1                          | 0–1                          | 0–1                          |
| 1982–83 | Kupagyőztesek Európa-kupája  | 1. forduló        | FK Torpedo Moszkva           | 0–0                          | 1–1                          | 1–1                          |
| 1982–83 | Kupagyőztesek Európa-kupája  | 2. forduló        | Tottenham Hotspur FC         | 4–1                          | 1–1                          | 5–2                          |
| 1982–83 | Kupagyőztesek Európa-kupája  | Negyeddöntő       | Aberdeen FC                  | 0–0                          | 2–3                          | 2–3                          |
| 1983–84 | UEFA-kupa                    | 1. forduló        | Anórthoszi Ammohósztu        | 10–0                         | 1–0                          | 11–0                         |
| 1983–84 | UEFA-kupa                    | 2. forduló        | PAÓK PAE                     | 0–0                          | 0–0                          | 0–0                          |
| 1983–84 | UEFA-kupa                    | Negyeddöntő       | Tottenham Hotspur FC         | 1–0                          | 0–2                          | 1–2                          |
| 1984–85 | Kupagyőztesek Európa-kupája  | 1. forduló        | Moss FK                      | 4–1                          | 2–1                          | 6–2                          |
| 1984–85 | Kupagyőztesek Európa-kupája  | 2. forduló        | PFK Botev Plovdiv            | 4–1                          | 0–2                          | 4–3                          |
| 1984–85 | Kupagyőztesek Európa-kupája  | Negyeddöntő       | AS Roma                      | 2–0                          | 2–1                          | 4–1                          |
| 1984–85 | Kupagyőztesek Európa-kupája  | Elődöntő          | Everton FC                   | 0–0                          | 1–3                          | 1–3                          |
| 1985–86 | Bajnokcsapatok Európa-kupája | 1. forduló        | KS Górnik Zabrze             | 4–1                          | 2–1                          | 6–2                          |
| 1985–86 | Bajnokcsapatok Európa-kupája | 2. forduló        | FK Austria Wien              | 4–2                          | 3–3                          | 7–5                          |
| 1985–86 | Bajnokcsapatok Európa-kupája | Negyeddöntő       | RSC Anderlecht               | 2–1                          | 0–2                          | 2–3                          |
| 1986–87 | Bajnokcsapatok Európa-kupája | 1. forduló        | PSV Eindhoven                | 0–0                          | 2–0                          | 2–0                          |
| 1986–87 | Bajnokcsapatok Európa-kupája | 2. forduló        | FK Austria Wien              | 2–0                          | 1–1                          | 3–1                          |
| 1986–87 | Bajnokcsapatok Európa-kupája | Negyeddöntő       | RSC Anderlecht               | 5–0                          | 2–2                          | 7–2                          |
| 1986–87 | Bajnokcsapatok Európa-kupája | Elődöntő          | Real Madrid CF               | 4–1                          | 0–1                          | 4–2                          |
| 1986–87 | Bajnokcsapatok Európa-kupája | Döntő             | FC Porto                     | 1–2                          | 1–2                          | 1–2                          |
| 1987–88 | Bajnokcsapatok Európa-kupája | 1. forduló        | PFK CSZKA Szofija            | 4–0                          | 1–0                          | 5–0                          |
| 1987–88 | Bajnokcsapatok Európa-kupája | 2. forduló        | Neuchâtel Xamax FC           | 2–0                          | 1–2                          | 3–2                          |
| 1987–88 | Bajnokcsapatok Európa-kupája | Negyeddöntő       | Real Madrid CF               | 3–2                          | 0–2                          | 3–4                          |
| 1988–89 | UEFA-kupa                    | 1. forduló        | KP Legia Warszawa            | 3–1                          | 7–3                          | 10–4                         |
| 1988–89 | UEFA-kupa                    | 2. forduló        | FK DAC 1904 Dunajská Streda  | 3–1                          | 2–0                          | 5–1                          |
| 1988–89 | UEFA-kupa                    | 3. forduló        | FC Internazionale Milano     | 0–2                          | 3–1                          | 3–3                          |
| 1988–89 | UEFA-kupa                    | Negyeddöntő       | Heart of Midlothian FC       | 2–0                          | 0–1                          | 2–1                          |
| 1988–89 | UEFA-kupa                    | Elődöntő          | SSC Napoli                   | 2–2                          | 0–2                          | 2–4                          |
| 1989–90 | Bajnokcsapatok Európa-kupája | 1. forduló        | Rangers FC                   | 0–0                          | 3–1                          | 3–1                          |
| 1989–90 | Bajnokcsapatok Európa-kupája | 2. forduló        | 17 Nëntori Tirana            | 3–1                          | 3–0                          | 6–1                          |
| 1989–90 | Bajnokcsapatok Európa-kupája | Negyeddöntő       | PSV Eindhoven                | 2–1                          | 1–0                          | 3–1                          |
| 1989–90 | Bajnokcsapatok Európa-kupája | Elődöntő          | AC Milan                     | 2–1                          | 0–1                          | 2–2                          |
| 1990–91 | Bajnokcsapatok Európa-kupája | 1. forduló        | APÓ Ellínon Lefkoszíasz      | 4–0                          | 3–2                          | 7–2                          |
| 1990–91 | Bajnokcsapatok Európa-kupája | 2. forduló        | PFK CSZKA Szofija            | 4–0                          | 3–0                          | 7–0                          |
| 1990–91 | Bajnokcsapatok Európa-kupája | Negyeddöntő       | FC Porto                     | 1–1                          | 2–0                          | 3–1                          |
| 1990–91 | Bajnokcsapatok Európa-kupája | Elődöntő          | FK Crvena zvezda Bělehrad    | 1–2                          | 2–2                          | 3–4                          |
| 1991–92 | UEFA-kupa                    | 1. forduló        | Cork City FC                 | 2–0                          | 1–1                          | 3–1                          |
| 1991–92 | UEFA-kupa                    | 2. forduló        | Boldklubben 1903             | 1–0                          | 2–6                          | 3–6                          |
| 1993–94 | UEFA-kupa                    | 1. forduló        | FC Twente                    | 3–0                          | 4–3                          | 7–3                          |
| 1993–94 | UEFA-kupa                    | 2. forduló        | Norwich City FC              | 1–2                          | 1–1                          | 2–3                          |
| 1994–95 | UEFA-bajnokok ligája         | Csoportkör (B)    | Paris Saint-Germain FC       | 0–1                          | 0–2                          |                              |
| 1994–95 | UEFA-bajnokok ligája         | Csoportkör (B)    | FK Dinamo Kijiv              | 1–0                          | 4–1                          |                              |
| 1994–95 | UEFA-bajnokok ligája         | Csoportkör (B)    | FK Szpartak Moszkva          | 2–2                          | 1–1                          |                              |
| 1994–95 | UEFA-bajnokok ligája         | Negyeddöntő       | IFK Göteborg                 | 0–0                          | 2–2                          | 2–2                          |
| 1994–95 | UEFA-bajnokok ligája         | Elődöntő          | AFC Ajax                     | 0–0                          | 2–5                          | 2–5                          |
| 1995–96 | UEFA-kupa                    | 1. forduló        | FK Lokomotyiv Moszkva        | 0–1                          | 5–0                          | 5–1                          |
| 1995–96 | UEFA-kupa                    | 2. forduló        | Raith Rovers FC              | 2–1                          | 2–0                          | 4–1                          |
| 1995–96 | UEFA-kupa                    | 3. forduló        | SL Benfica                   | 4–1                          | 3–1                          | 7–2                          |
| 1995–96 | UEFA-kupa                    | Negyeddöntő       | Nottingham Forest FC         | 2–1                          | 5–1                          | 7–2                          |
| 1995–96 | UEFA-kupa                    | Elődöntő          | FC Barcelona                 | 2–2                          | 2–1                          | 4–3                          |
| 1995–96 | UEFA-kupa                    | Döntő             | FC Girondins de Bordeaux     | 2–0                          | 3–1                          | 5–1                          |
| 1996–97 | UEFA-kupa                    | 1. forduló        | Valencia CF                  | 1–0                          | 0–3                          | 1–3                          |
| 1997–98 | UEFA-bajnokok ligája         | Csoportkör (E)    | Beşiktaş JK                  | 2–0                          | 2–0                          |                              |
| 1997–98 | UEFA-bajnokok ligája         | Csoportkör (E)    | IFK Göteborg                 | 0–1                          | 3–1                          |                              |
| 1997–98 | UEFA-bajnokok ligája         | Csoportkör (E)    | Paris Saint-Germain FC       | 5–1                          | 1–3                          |                              |
| 1997–98 | UEFA-bajnokok ligája         | Negyeddöntő       | Borussia Dortmund            | 0–0                          | 0–1                          | 0–1                          |
| 1998–99 | UEFA-bajnokok ligája         | 2. selejtezőkör   | FK Obilić                    | 4–0                          | 1–1                          | 5–1                          |
| 1998–99 | UEFA-bajnokok ligája         | Csoportkör (D)    | Brøndby IF                   | 2–0                          | 1–2                          |                              |
| 1998–99 | UEFA-bajnokok ligája         | Csoportkör (D)    | Manchester United FC         | 2–2                          | 1–1                          |                              |
| 1998–99 | UEFA-bajnokok ligája         | Csoportkör (D)    | FC Barcelona                 | 1–0                          | 2–1                          |                              |
| 1998–99 | UEFA-bajnokok ligája         | Negyeddöntő       | 1. FC Kaiserslautern         | 2–0                          | 4–0                          | 6–0                          |
| 1998–99 | UEFA-bajnokok ligája         | Elődöntő          | FK Dinamo Kijiv              | 1–0                          | 3–3                          | 4–3                          |
| 1998–99 | UEFA-bajnokok ligája         | Döntő             | Manchester United FC         | 1–2                          | 1–2                          | 1–2                          |
| 1999–00 | UEFA-bajnokok ligája         | Csoportkör (F)    | PSV Eindhoven                | 2–1                          | 1–2                          |                              |
| 1999–00 | UEFA-bajnokok ligája         | Csoportkör (F)    | Rangers FC                   | 1–0                          | 1–1                          |                              |
| 1999–00 | UEFA-bajnokok ligája         | Csoportkör (F)    | Valencia CF                  | 1–1                          | 1–1                          |                              |
| 1999–00 | UEFA-bajnokok ligája         | 2. csoportkör (C) | Rosenborg BK                 | 2–1                          | 1–1                          |                              |
| 1999–00 | UEFA-bajnokok ligája         | 2. csoportkör (C) | FK Dinamo Kijiv              | 2–1                          | 0–2                          |                              |
| 1999–00 | UEFA-bajnokok ligája         | 2. csoportkör (C) | Real Madrid CF               | 4–1                          | 4–2                          |                              |
| 1999–00 | UEFA-bajnokok ligája         | Negyeddöntő       | FC Porto                     | 2–1                          | 1–1                          | 3–2                          |
| 1999–00 | UEFA-bajnokok ligája         | Elődöntő          | Real Madrid CF               | 2–1                          | 0–2                          | 2–3                          |
| 2000–01 | UEFA-bajnokok ligája         | Csoportkör (F)    | Helsingborgs IF              | 0–0                          | 3–1                          |                              |
| 2000–01 | UEFA-bajnokok ligája         | Csoportkör (F)    | Rosenborg BK                 | 3–1                          | 1–1                          |                              |
| 2000–01 | UEFA-bajnokok ligája         | Csoportkör (F)    | Paris Saint-Germain FC       | 2–0                          | 0–1                          |                              |
| 2000–01 | UEFA-bajnokok ligája         | 2. csoportkör (C) | Olympique Lyonnais           | 1–0                          | 0–3                          |                              |
| 2000–01 | UEFA-bajnokok ligája         | 2. csoportkör (C) | Arsenal FC                   | 1–0                          | 2–2                          |                              |
| 2000–01 | UEFA-bajnokok ligája         | 2. csoportkör (C) | FK Szpartak Moszkva          | 1–0                          | 3–0                          |                              |
| 2000–01 | UEFA-bajnokok ligája         | Negyeddöntő       | Manchester United FC         | 2–1                          | 1–0                          | 3–1                          |
| 2000–01 | UEFA-bajnokok ligája         | Elődöntő          | Real Madrid CF               | 2–1                          | 1–0                          | 3–1                          |
| 2000–01 | UEFA-bajnokok ligája         | Döntő             | Valencia CF                  | 1–1 (ti. 5–4)                | 1–1 (ti. 5–4)                | 1–1 (ti. 5–4)                |
| 2001    | UEFA-szuperkupa              | Döntő             | Liverpool FC                 | 2–3                          | 2–3                          | 2–3                          |
| 2001    | Interkontinentális kupa      | Döntő             | CA Boca Juniors              | 1–0 (h.u.)                   | 1–0 (h.u.)                   | 1–0 (h.u.)                   |
| 2001–02 | UEFA-bajnokok ligája         | Csoportkör (A)    | AC Sparta Praha              | 0–0                          | 1–0                          |                              |
| 2001–02 | UEFA-bajnokok ligája         | Csoportkör (A)    | FK Szpartak Moszkva          | 5–1                          | 3–1                          |                              |
| 2001–02 | UEFA-bajnokok ligája         | Csoportkör (A)    | Feyenoord                    | 3–1                          | 2–2                          |                              |
| 2001–02 | UEFA-bajnokok ligája         | 2. csoportkör (A) | Manchester United FC         | 1–1                          | 0–0                          |                              |
| 2001–02 | UEFA-bajnokok ligája         | 2. csoportkör (A) | FC Nantes                    | 2–1                          | 1–0                          |                              |
| 2001–02 | UEFA-bajnokok ligája         | 2. csoportkör (A) | Boavista FC                  | 1–0                          | 0–0                          |                              |
| 2001–02 | UEFA-bajnokok ligája         | Negyeddöntő       | Real Madrid CF               | 2–1                          | 0–2                          | 2–3                          |
| 2002–03 | UEFA-bajnokok ligája         | 3. selejtezőkör   | FK Partizan                  | 3–1                          | 3–0                          | 6–1                          |
| 2002–03 | UEFA-bajnokok ligája         | Csoportkör (G)    | RC Deportivo de La Coruña    | 2–3                          | 1–2                          |                              |
| 2002–03 | UEFA-bajnokok ligája         | Csoportkör (G)    | RC Lens                      | 3–3                          | 1–1                          |                              |
| 2002–03 | UEFA-bajnokok ligája         | Csoportkör (G)    | AC Milan                     | 1–2                          | 1–2                          |                              |
| 2003–04 | UEFA-bajnokok ligája         | Csoportkör (A)    | Celtic FC                    | 2–1                          | 0–0                          |                              |
| 2003–04 | UEFA-bajnokok ligája         | Csoportkör (A)    | RSC Anderlecht               | 1–0                          | 1–1                          |                              |
| 2003–04 | UEFA-bajnokok ligája         | Csoportkör (A)    | Olympique Lyonnais           | 1–2                          | 1–1                          |                              |
| 2003–04 | UEFA-bajnokok ligája         | Nyolcaddöntő      | Real Madrid CF               | 1–1                          | 0–1                          | 1–2                          |
| 2004–05 | UEFA-bajnokok ligája         | Csoportkör (C)    | Maccabi Tel Aviv FC          | 5–1                          | 1–0                          |                              |
| 2004–05 | UEFA-bajnokok ligája         | Csoportkör (C)    | AFC Ajax                     | 4–0                          | 2–2                          |                              |
| 2004–05 | UEFA-bajnokok ligája         | Csoportkör (C)    | Juventus FC                  | 0–1                          | 0–1                          |                              |
| 2004–05 | UEFA-bajnokok ligája         | Nyolcaddöntő      | Arsenal FC                   | 3–1                          | 0–1                          | 3–2                          |
| 2004–05 | UEFA-bajnokok ligája         | Negyeddöntő       | Chelsea FC                   | 3–2                          | 2–4                          | 5–6                          |
| 2005–06 | UEFA-bajnokok ligája         | Csoportkör (A)    | SK Rapid Wien                | 4–0                          | 1–0                          |                              |
| 2005–06 | UEFA-bajnokok ligája         | Csoportkör (A)    | Club Brugge KV               | 1–0                          | 1–1                          |                              |
| 2005–06 | UEFA-bajnokok ligája         | Csoportkör (A)    | Juventus FC                  | 2–1                          | 1–2                          |                              |
| 2005–06 | UEFA-bajnokok ligája         | Nyolcaddöntő      | AC Milan                     | 1–1                          | 1–4                          | 2–5                          |
| 2006–07 | UEFA-bajnokok ligája         | Csoportkör (B)    | FK Szpartak Moszkva          | 4–0                          | 2–2                          |                              |
| 2006–07 | UEFA-bajnokok ligája         | Csoportkör (B)    | FC Internazionale Milano     | 1–1                          | 2–0                          |                              |
| 2006–07 | UEFA-bajnokok ligája         | Csoportkör (B)    | Sporting CP                  | 0–0                          | 1–0                          |                              |
| 2006–07 | UEFA-bajnokok ligája         | Nyolcaddöntő      | Real Madrid CF               | 2–1                          | 2–3                          | 4–4                          |
| 2006–07 | UEFA-bajnokok ligája         | Negyeddöntő       | AC Milan                     | 0–2                          | 2–2                          | 2–4                          |
| 2007–08 | UEFA-kupa                    | 1. forduló        | CF Os Belenenses             | 1–0                          | 2–0                          | 3–0                          |
| 2007–08 | UEFA-kupa                    | Csoportkör (F)    | FK Crvena zvezda Bělehrad    | –                            | 2–3                          |                              |
| 2007–08 | UEFA-kupa                    | Csoportkör (F)    | Bolton Wanderers FC          | 2–2                          | –                            |                              |
| 2007–08 | UEFA-kupa                    | Csoportkör (F)    | SC Braga                     | –                            | 1–1                          |                              |
| 2007–08 | UEFA-kupa                    | Csoportkör (F)    | PAE ASZ Árisz Theszaloníkisz | 6–0                          | –                            |                              |
| 2007–08 | UEFA-kupa                    | 1. forduló        | Aberdeen FC                  | 5–1                          | 2–2                          | 7–3                          |
| 2007–08 | UEFA-kupa                    | Nyolcaddöntő      | RSC Anderlecht               | 1–2                          | 5–0                          | 6–2                          |
| 2007–08 | UEFA-kupa                    | Negyeddöntő       | Getafe CF                    | 1–1                          | 3–3                          | 4–4                          |
| 2007–08 | UEFA-kupa                    | Elődöntő          | FK Zenyit Szankt-Petyerburg  | 1–1                          | 0–4                          | 1–5                          |
| 2008–09 | UEFA-bajnokok ligája         | Csoportkör (B)    | FC Steaua București          | 3–0                          | 1–0                          |                              |
| 2008–09 | UEFA-bajnokok ligája         | Csoportkör (B)    | Olympique Lyonnais           | 1–1                          | 3–2                          |                              |
| 2008–09 | UEFA-bajnokok ligája         | Csoportkör (B)    | ACF Fiorentina               | 3–0                          | 1–1                          |                              |
| 2008–09 | UEFA-bajnokok ligája         | Nyolcaddöntő      | Sporting CP                  | 7–1                          | 5–0                          | 12–1                         |
| 2008–09 | UEFA-bajnokok ligája         | Negyeddöntő       | FC Barcelona                 | 1–1                          | 0–4                          | 1–5                          |
| 2009–10 | UEFA-bajnokok ligája         | Csoportkör (A)    | MK Makkabi Haifa             | 1–0                          | 3–0                          |                              |
| 2009–10 | UEFA-bajnokok ligája         | Csoportkör (A)    | Juventus FC                  | 0–0                          | 4–1                          |                              |
| 2009–10 | UEFA-bajnokok ligája         | Csoportkör (A)    | FC Girondins de Bordeaux     | 0–2                          | 1–2                          |                              |
| 2009–10 | UEFA-bajnokok ligája         | Nyolcaddöntő      | ACF Fiorentina               | 2–1                          | 2–3                          | 4–4                          |
| 2009–10 | UEFA-bajnokok ligája         | Negyeddöntő       | Manchester United FC         | 2–1                          | 2–3                          | 4–4                          |
| 2009–10 | UEFA-bajnokok ligája         | Elődöntő          | Olympique Lyonnais           | 1–0                          | 3–0                          | 4–0                          |
| 2009–10 | UEFA-bajnokok ligája         | Döntő             | FC Internazionale Milano     | 0–2                          | 0–2                          | 0–2                          |
| 2010–11 | UEFA-bajnokok ligája         | Csoportkör (E)    | AS Roma                      | 2–0                          | 2–3                          |                              |
| 2010–11 | UEFA-bajnokok ligája         | Csoportkör (E)    | FC Basel                     | 3–0                          | 2–1                          |                              |
| 2010–11 | UEFA-bajnokok ligája         | Csoportkör (E)    | FC CFR 1907 Cluj             | 3–2                          | 4–0                          |                              |
| 2010–11 | UEFA-bajnokok ligája         | Nyolcaddöntő      | FC Internazionale Milano     | 2–3                          | 1–0                          | 3–3                          |
| 2011–12 | UEFA-bajnokok ligája         | 4. selejtezőkör   | FC Zürich                    | 2–0                          | 1–0                          | 3–0                          |
| 2011–12 | UEFA-bajnokok ligája         | Csoportkör (A)    | Villarreal CF                | 3–1                          | 2–0                          |                              |
| 2011–12 | UEFA-bajnokok ligája         | Csoportkör (A)    | Manchester City FC           | 2–0                          | 0–2                          |                              |
| 2011–12 | UEFA-bajnokok ligája         | Csoportkör (A)    | SSC Napoli                   | 3–2                          | 1–1                          |                              |
| 2011–12 | UEFA-bajnokok ligája         | Nyolcaddöntő      | FC Basel                     | 7–0                          | 0–1                          | 7–1                          |
| 2011–12 | UEFA-bajnokok ligája         | Negyeddöntő       | Olympique de Marseille       | 2–0                          | 2–0                          | 4–0                          |
| 2011–12 | UEFA-bajnokok ligája         | Elődöntő          | Real Madrid CF               | 2–1                          | 1–2                          | 3–3                          |
| 2011–12 | UEFA-bajnokok ligája         | Döntő             | Chelsea FC                   | 1–1 (ti. 3–4)                | 1–1 (ti. 3–4)                | 1–1 (ti. 3–4)                |
| 2012–13 | UEFA-bajnokok ligája         | Csoportkör (F)    | Valencia CF                  | 2–1                          | 1–1                          |                              |
| 2012–13 | UEFA-bajnokok ligája         | Csoportkör (F)    | FK BATE Bariszav             | 4–1                          | 1–3                          |                              |
| 2012–13 | UEFA-bajnokok ligája         | Csoportkör (F)    | Lille OSC                    | 6–1                          | 1–0                          |                              |
| 2012–13 | UEFA-bajnokok ligája         | Nyolcaddöntő      | Arsenal FC                   | 0–2                          | 3–1                          | 3–3                          |
| 2012–13 | UEFA-bajnokok ligája         | Negyeddöntő       | Juventus FC                  | 2–0                          | 2–0                          | 4–0                          |
| 2012–13 | UEFA-bajnokok ligája         | Elődöntő          | FC Barcelona                 | 4–0                          | 3–0                          | 7–0                          |
| 2012–13 | UEFA-bajnokok ligája         | Döntő             | Borussia Dortmund            | 2–1                          | 2–1                          | 2–1                          |
| 2013    | UEFA-szuperkupa              | Döntő             | Chelsea FC                   | 2–2 (ti. 5–4)                | 2–2 (ti. 5–4)                | 2–2 (ti. 5–4)                |
| 2013    | FIFA-klubvilágbajnokság      | Elődöntő          | Guangzhou Evergrande FC      | 3–0                          | 3–0                          | 3–0                          |
| 2013    | FIFA-klubvilágbajnokság      | Döntő             | Raja Casablanca              | 2–0                          | 2–0                          | 2–0                          |
| 2013–14 | UEFA-bajnokok ligája         | Csoportkör (D)    | PFK CSZKA Moszkva            | 3–0                          | 3–1                          |                              |
| 2013–14 | UEFA-bajnokok ligája         | Csoportkör (D)    | Manchester City FC           | 2–3                          | 3–1                          |                              |
| 2013–14 | UEFA-bajnokok ligája         | Csoportkör (D)    | FC Viktoria Plzeň            | 5–0                          | 1–0                          |                              |
| 2013–14 | UEFA-bajnokok ligája         | Nyolcaddöntő      | Arsenal FC                   | 1–1                          | 2–0                          | 3–1                          |
| 2013–14 | UEFA-bajnokok ligája         | Negyeddöntő       | Manchester United FC         | 3–1                          | 1–1                          | 4–2                          |
| 2013–14 | UEFA-bajnokok ligája         | Elődöntő          | Real Madrid CF               | 0–4                          | 0–1                          | 0–5                          |
| 2014–15 | UEFA-bajnokok ligája         | Csoportkör (E)    | Manchester City FC           | 1–0                          | 2–3                          |                              |
| 2014–15 | UEFA-bajnokok ligája         | Csoportkör (E)    | PFK CSZKA Moszkva            | 3–0                          | 1–0                          |                              |
| 2014–15 | UEFA-bajnokok ligája         | Csoportkör (E)    | AS Roma                      | 2–0                          | 7–1                          |                              |
| 2014–15 | UEFA-bajnokok ligája         | Nyolcaddöntő      | FK Sahtar Doneck             | 0–0                          | 7–0                          | 7–0                          |
| 2014–15 | UEFA-bajnokok ligája         | Negyeddöntő       | FC Porto                     | 6–1                          | 1–3                          | 7–4                          |
| 2014–15 | UEFA-bajnokok ligája         | Elődöntő          | FC Barcelona                 | 3–2                          | 0–3                          | 3–5                          |
| 2015-16 | UEFA-bajnokok ligája         | Csoportkör        | Olympiacos                   | 3-0                          | 4-0                          |                              |
| 2015-16 | UEFA-bajnokok ligája         | Csoportkör        | Arsenal FC                   | 0-2                          | 5-1                          |                              |
| 2015-16 | UEFA-bajnokok ligája         | Csoportkör        | Dinamo Zagreb                | 5-0                          | 0-2                          |                              |
| 2015-16 | UEFA-bajnokok ligája         | Nyolcaddöntő      | Juventus FC                  | 2-2                          | 4-2                          | 6-2                          |
| 2015-16 | UEFA-bajnokok ligája         | Negyeddöntő       | Sl Benfica                   | 1-0                          | 2-2                          | 3-2                          |
| 2015-16 | UEFA-bajnokok ligája         | Elődöntő          | Atletico de Madrid           | 0-1                          | 2-1                          | 2-2                          |

#### Vásárvárosok kupája
A nem hivatalos UEFA-rendezvénynek számító Vásárvárosok kupája 1955-ben indult el, melynek első idény 1955-től 1958-ig, második idénye 1958-tól 1960-ig tartott. Szerepét 1971-ben az UEFA-kupa vette át, mely már az UEFA égisze működik. A Vásárvárosok kupája az UEFA nem ismeri el az UEFA-kupa (a mai Európa-liga) jogelődjének, így a győzteseket nem ismeri el az UEFA-kupa, illetve Európa-liga győzteseiként.
| Idény     | Helyezés    | Idény     | Helyezés   | Idény     | Helyezés   | Idény     | Helyezés   |
| --------- | ----------- | --------- | ---------- | --------- | ---------- | --------- | ---------- |
| 1955–1958 | nem indult  | 1958–1960 | nem indult | 1960–1961 | nem indult | 1961–1962 | nem indult |
| 1962–1963 | Negyeddöntő | 1963–1964 | nem indult | 1964–1965 | nem indult | 1965–1966 | nem indult |
| 1966–1967 | nem indult  | 1967–1968 | nem indult | 1968–1969 | nem indult | 1969–1970 | nem indult |
| 1970–1971 | Negyeddöntő |           |            |           |            |           |            |

#### UEFA-kupa és Európa-liga
Az Európa-liga Európa második legrangosabb nemzetközi sorozata, mely az 1971-ben indult UEFA-kupa 2009-es átszerveződésével alakult meg.
| Idény     | Helyezés   | Idény     | Helyezés   | Idény     | Helyezés   | Idény     | Helyezés   |
| --------- | ---------- | --------- | ---------- | --------- | ---------- | --------- | ---------- |
| 1971–1972 | nem indult | 1972–1973 | nem indult | 1973–1974 | nem indult | 1974–1975 | nem indult |
| 1975–1976 | nem indult | 1976–1977 | nem indult | 1977–1978 | 3. forduló | 1978–1979 | nem indult |
| 1979–1980 | Elődöntő   | 1980–1981 | nem indult | 1981–1982 | nem indult | 1982–1983 | nem indult |
| 1983–1984 | 3. forduló | 1984–1985 | nem indult | 1985–1986 | nem indult | 1986–1987 | nem indult |
| 1987–1988 | nem indult | 1988–1989 | nem indult | 1989–1990 | nem indult | 1990–1991 | nem indult |
| 1991–1992 | 2. forduló | 1992–1993 | nem indult | 1993–1994 | 2. forduló | 1994–1995 | nem indult |
| 1995–1996 | Győztes    | 1996–1997 | 1. forduló | 1997–1998 | nem indult | 1998–1999 | nem indult |
| 1999–2000 | nem indult | 2000–2001 | nem indult | 2001–2002 | nem indult | 2002–2003 | nem indult |
| 2003–2004 | nem indult | 2004–2005 | nem indult | 2005–2006 | nem indult | 2006–2007 | nem indult |
| 2007–2008 | Elődöntő   | 2008–2009 | nem indult | 2009–2010 | nem indult | 2010–2011 | nem indult |
| 2011–2012 | nem indult | 2012–2013 | nem indult | 2013–2014 | nem indult | 2014–2015 | nem indult |
| 2015–2016 | nem indult | 2016–2017 |            | 2017–2018 |            | 2018–2019 |            |

Örökranglista *
| Helyezés | Klub              | Győzelmek száma |
| -------- | ----------------- | --------------- |
| 1.       | FC Sevilla        | 4               |
| …        |                   |                 |
| 4.       | FC Bayern München | 1               |

* A lista nem a tartalmazza a Vásárvárosok kupája győzelmeket.

#### Kupagyőztesek Európa-kupája
Az Kupagyőztesek Európa-kupája (ismertebb néven KEK) egy nemzetközi labdarúgókupa volt klubcsapatok számára, amelyet az Európai Labdarúgó-szövetség szervezett. A kupában a nemzeti labdarúgókupák győztesei indulhattak. Az első szezont 1960–61-ben, az utolsót pedig 1998–99-ben tartották.
| Idény     | Helyezés   | Idény     | Helyezés    | Idény     | Helyezés   | Idény     | Helyezés   |
| --------- | ---------- | --------- | ----------- | --------- | ---------- | --------- | ---------- |
| 1960–1961 | nem indult | 1961–1962 | nem indult  | 1962–1963 | nem indult | 1963–1964 | nem indult |
| 1964–1965 | nem indult | 1965–1966 | nem indult  | 1966–1967 | Győztes    | 1967–1968 | Elődöntő   |
| 1968–1969 | nem indult | 1969–1970 | nem indult  | 1970–1971 | nem indult | 1971–1972 | Elődöntő   |
| 1972–1973 | nem indult | 1973–1974 | nem indult  | 1974–1975 | nem indult | 1975–1976 | nem indult |
| 1976–1977 | nem indult | 1977–1978 | nem indult  | 1978–1979 | nem indult | 1979–1980 | nem indult |
| 1980–1981 | nem indult | 1981–1982 | nem indult  | 1982–1983 | nem indult | 1983–1984 | nem indult |
| 1984–1985 | Elődöntő   | 1985–1986 | nem indult  | 1986–1987 | nem indult | 1987–1988 | nem indult |
| 1988–1989 | nem indult | 1989–1990 | nem indult  | 1990–1991 | nem indult | 1991–1992 | nem indult |
| 1992–1993 | nem indult | 1993–1994 | negyeddöntő | 1994–1995 | nem indult | 1995–1996 | nem indult |
| 1996–1997 | nem indult | 1997–1998 | nem indult  | 1998–1999 | nem indult |           |            |

Örökranglista
| Helyezés | Klub              | Győzelmek száma |
| -------- | ----------------- | --------------- |
| 1.       | FC Barcelona      | 4               |
| 2.       | RSC Anderlecht    | 2               |
| 2.       | Chelsea FC        | 2               |
| 2.       | AC Milan          | 2               |
| 2.       | FK Dinamo Kijiv   | 2               |
| 3.       | FC Bayern München | 1               |

#### Bajnokcsapatok Európa-kupája és UEFA-bajnokok ligája
A Bajnokcsapatok Európa-kupája 1955-ben indult, melyet 1992-ben átszervezték, és UEFA-bajnokok ligája néven folytatja tovább működését.
| Idény     | Helyezés     | Idény     | Helyezés     | Idény     | Helyezés     | Idény     | Helyezés     |
| --------- | ------------ | --------- | ------------ | --------- | ------------ | --------- | ------------ |
| 1955–1956 | nem indult   | 1956–1957 | nem indult   | 1957–1958 | nem indult   | 1958–1959 | nem indult   |
| 1959–1960 | nem indult   | 1960–1961 | nem indult   | 1961–1962 | nem indult   | 1962–1963 | nem indult   |
| 1963–1964 | nem indult   | 1964–1965 | nem indult   | 1965–1966 | nem indult   | 1966–1967 | nem indult   |
| 1967–1968 | nem indult   | 1968–1969 | nem indult   | 1969–1970 | Első forduló | 1970–1971 | nem indult   |
| 1971–1972 | nem indult   | 1972–1973 | Negyeddöntő  | 1973–1974 | Győztes      | 1974–1975 | Győztes      |
| 1975–1976 | Győztes      | 1976–1977 | Nyolcaddöntő | 1977–1978 | nem indult   | 1978–1979 | nem indult   |
| 1979–1980 | nem indult   | 1980–1981 | Elődöntő     | 1981–1982 | Döntős       | 1982–1983 | nem indult   |
| 1983–1984 | nem indult   | 1984–1985 | nem indult   | 1985–1986 | Negyeddöntő  | 1986–1987 | Döntős       |
| 1987–1988 | Negyeddöntő  | 1988–1989 | nem indult   | 1989–1990 | Elődöntő     | 1990–1991 | Elődöntő     |
| 1991–1992 | nem indult   | 1992–1993 | nem indult   | 1993–1994 | nem indult   | 1994–1995 | Elődöntő     |
| 1995–1996 | nem indult   | 1996–1997 | nem indult   | 1997–1998 | Negyeddöntő  | 1998–1999 | Döntős       |
| 1999–2000 | Elődöntő     | 2000–2001 | Győztes      | 2001–2002 | Negyeddöntő  | 2002–2003 | Csoportkör   |
| 2003–2004 | Nyolcaddöntő | 2004–2005 | Negyeddöntő  | 2005–2006 | Nyolcaddöntő | 2006–2007 | Negyeddöntő  |
| 2007–2008 | nem indult   | 2008–2009 | Negyeddöntő  | 2009–2010 | Döntős       | 2010–2011 | Nyolcaddöntő |
| 2011–2012 | Döntős       | 2012–2013 | Győztes      | 2013–2014 | Elődöntő     | 2014–2015 | Elődöntő     |
| 2015–2016 | Elődöntő     |           |              |           |              |           |              |
| 2016–2017 |              | 2017–2018 |              | 2018–2019 |              |           |              |

Örökranglista
| Helyezés | Klub              | Győzelmek száma |
| -------- | ----------------- | --------------- |
| 1.       | Real Madrid       | 13              |
| 2.       | AC Milan          | 7               |
| 3.       | FC Bayern München | 6               |
| 4.       | FC Barcelona      | 5               |
| 4.       | Liverpool         | 5               |
| 6.       | AFC Ajax          | 4               |

#### UEFA-szuperkupa
Az UEFA-szuperkupa (Európai szuperkupa) egy 1972-ben indult labdarúgó-mérkőzés az UEFA-bajnokok ligája (1992-ig bajnokcsapatok Európa-kupája) és az Európa-liga (1999-ig a kupagyőztesek Európa-kupája, 2000-től 2009-ig az UEFA-kupa) győztese között.
| Idény | Helyezés     | Idény | Helyezés   | Idény | Helyezés   | Idény | Helyezés   |
| ----- | ------------ | ----- | ---------- | ----- | ---------- | ----- | ---------- |
| 1974  | visszalépett | 1975  | Ezüstérmes | 1976  | Ezüstérmes | 2001  | Ezüstérmes |
| 2013  | Győztes      |       |            |       |            |       |            |

Örökranglista
| Helyezés | Klub              | Győzelmek száma |
| -------- | ----------------- | --------------- |
| 1.       | AC Milan          | 5               |
| 2.       | FC Barcelona      | 4               |
| 3.       | AFC Ajax          | 3               |
| 3.       | Liverpool         | 3               |
| …        |                   |                 |
| 10.      | FC Bayern München | 1               |

#### Intertotó-kupa
Az 1961-ben indult és 2008-ban megszűnt Intertotó-kupa sorozatában két alkalommal vett részt az FC Bayern München. A nyaranta megrendezett labdarúgótornán olyan európai csapatok vettek részt, akiknek nem volt joguk indulni sem a Bajnokok ligájában, sem az UEFA-kupában.
| Idény     | Helyezés   | Idény     | Helyezés   |
| --------- | ---------- | --------- | ---------- |
| 1962–1963 | Csoportkör | 1963–1964 | 1. forduló |

#### Interkontinentális kupa
Az Interkontinentális kupa (Interkontinentális Kupa, európai–dél-amerikai kupa vagy Toyota Kupa) egy labdarúgó rendezvény volt az UEFA és a CONMEBOL rendezésében, ahol az európai UEFA-bajnokok ligája győztes és a dél-amerikai Copa Libertadores győztese játszott egymással egy páros mérkőzést minden évben, 1980-tól kezdődően mindig Japánban, ekkortól már csak egy mérkőzést, mely 1960-ban indult és 2004-ben szűnt meg. Ekkor FIFA-klubvilágbajnokság vette át a helyét.
| Idény | Helyezés      | Idény | Helyezés      | Idény | Helyezés | Idény | Helyezés |
| ----- | ------------- | ----- | ------------- | ----- | -------- | ----- | -------- |
| 1974  | visszalépett* | 1975  | visszalépett* | 1976  | Győztes  | 2001  | Győztes  |

* Az FC Bayern München nem tudta egyeztetni időpontját, így visszalépett a szerepléstől, ennek következtében 1974-ben a BEK-döntős Atlético de Madrid vett részt az FC Bayern München helyett, míg 1975-ben elmaradt az interkontinentális kupa.
Örökranglista**
| Helyezés                 | Klub           | Győzelmek száma |
| ------------------------ | -------------- | --------------- |
| 1.                       | AC Milan       | 3               |
| 1.                       | Boca Juniors   | 3               |
| 1.                       | Nacional       | 3               |
| 1.                       | Peñarol        | 3               |
| 1.                       | Real Madrid CF | 3               |
| 2.                       |                |                 |
| FC Bayern München        | 2              |                 |
| AFC Ajax                 | 2              |                 |
| CA Independiente         | 2              |                 |
| Juventus FC              | 2              |                 |
| Manchester United FC     | 2              |                 |
| FC Internazionale Milano | 2              |                 |
| FC Porto                 | 2              |                 |
| Santos FC                | 2              |                 |
| São Paulo FC             | 2              |                 |

** A listán a dél-amerikai labdarúgócsapatok is szerepelnek.

#### Klubvilágbajnokság
2005-től kezdődően a FIFA-klubvilágbajnokság lépett az Interkontinentális kupa helyébe, amelyben részt vesznek Észak-Amerika, Ázsia, Afrika és Óceánia bajnokai is.
| Idény | Helyezés    |
| ----- | ----------- |
| 2013  | Világbajnok |

Örökranglista
| Helyezés                 | Klub                    | Győzelmek száma |
| ------------------------ | ----------------------- | --------------- |
| 1.                       | FC Barcelona            | 2               |
| 1.                       | SC Corinthians Paulista | 2               |
| 2.                       |                         |                 |
| São Paulo FC             | 1                       |                 |
| SC Internacional         | 1                       |                 |
| AC Milan                 | 1                       |                 |
| Manchester United FC     | 1                       |                 |
| FC Internazionale Milano | 1                       |                 |
| FC Bayern München        | 1                       |                 |
| Real Madrid CF           | 1                       |                 |

## Sportosztályok
- Labdarúgás

Az FC Bayern München sportegyesülete rendelkezik egy profi, egy második számú, egy öregfiúk, egy női és több korosztályos utánpótlás csapattal.
- Kosárlabda

Az egyesület kosárlabda csapata 1946-ban alapult meg. A kosárlabda csapat 3 alkalommal nyerte meg a német bajnokságot, és egy alkalommal a német kupát. Jelenleg az első osztályban játszik.
- Sakk

Az egyesület sakk osztálya 1980-ban alapult meg. Az osztály rendelkezik egy férfi és egy női csapattal. A férfi sakk csapat 9 alkalommal nyerte meg a német bajnokságot, és rekordot jelentő 11 alkalommal nyerte meg a német villámsakk bajnokságot. A férfi csapat legnagyobb sikerét 1992-ben érte el az Európai Klub Bajnokság megnyerésével.
- Kézilabda

Az egyesület kézilabda osztálya 1945-ben alapult meg. A férfi csapat legnagyobb sikere a nemzeti porondon az ötödik hely volt 1955-ben.
- Asztalitenisz

Az egyesület asztalitenisz osztálya 1946-ban alapult meg.
- Bowling

Az egyesület asztalitenisz osztálya 1983-ban alapult meg.
- Baseball

Az egyesület baseballcsapata 1962-ben alakult meg, és az 1970-es években megszűnt. Ez idő alatt a csapat 2 alkalommal megnyerte a német bajnokságot, és 3 alkalommal a harmadik helyen végzett.
- Torna

Az egyesület torna osztálya 1974-ben alapult meg. A férfiak csapata 4 alkalommal nyerte meg a német bajnokságot, és 5 alkalommal végzett a második helyen.
- Jégkorong

Az egyesület jégkorong osztálya 1966-ban a MEV 1883 Münchennel való egyesüléssel jött létre, majd az 1969-es szétválással szűnt meg. 1967-ben a csapat feljutott az első osztályba, valamint ebben az évben megnyerte a DEV-kupát.
- Játékvezető-képzés

Az egyesület 1919-ben alapított játékvezető-képző osztálya, mely a labdarúgó játékvezetők képzését segíti Németországban. Európában a legtöbb taggal rendelkező osztály.